# Prato (Italia)
Prato () è un comune italiano di 198 617 abitanti, capoluogo dell'omonima provincia in Toscana.
È la seconda città della Toscana per popolazione dopo Firenze, e la terza dell'Italia centrale. Fino al 1992, anno della costituzione dell'omonima provincia, fu il comune non capoluogo di provincia più popolato d'Italia.
La piana pratese fu abitata fin dall'epoca etrusca, ma la nascita della città vera e propria si fa risalire, generalmente, al X secolo, quando si hanno notizie di due centri abitati contigui ma distinti, Borgo al Cornio e Castrum Prati, che si fusero durante il secolo successivo.
Nell'economia pratese la produzione tessile ha sempre svolto un ruolo di primissimo piano fin dall'epoca medievale, come testimoniano i documenti del mercante Francesco Datini, ma è nell'Ottocento che Prato vide un impetuoso sviluppo industriale, che ne fa ancora oggi uno dei distretti più importanti a livello europeo.
La città vanta attrattive storico-artistiche di grande rilievo, con un itinerario culturale che inizia dagli Etruschi per poi ampliarsi nel Medioevo e raggiungere l'apice con il Rinascimento, quando hanno lasciato le loro testimonianze in città artisti come Donatello, Filippo Lippi e Sandro Botticelli.
I famosi cantucci, tipologia di biscotti prodotti per la prima volta a Prato durante il Medioevo, vengono ancora prodotti dai panettieri locali.
(Curzio Malaparte, Maledetti toscani)

## Geografia fisica

### Territorio

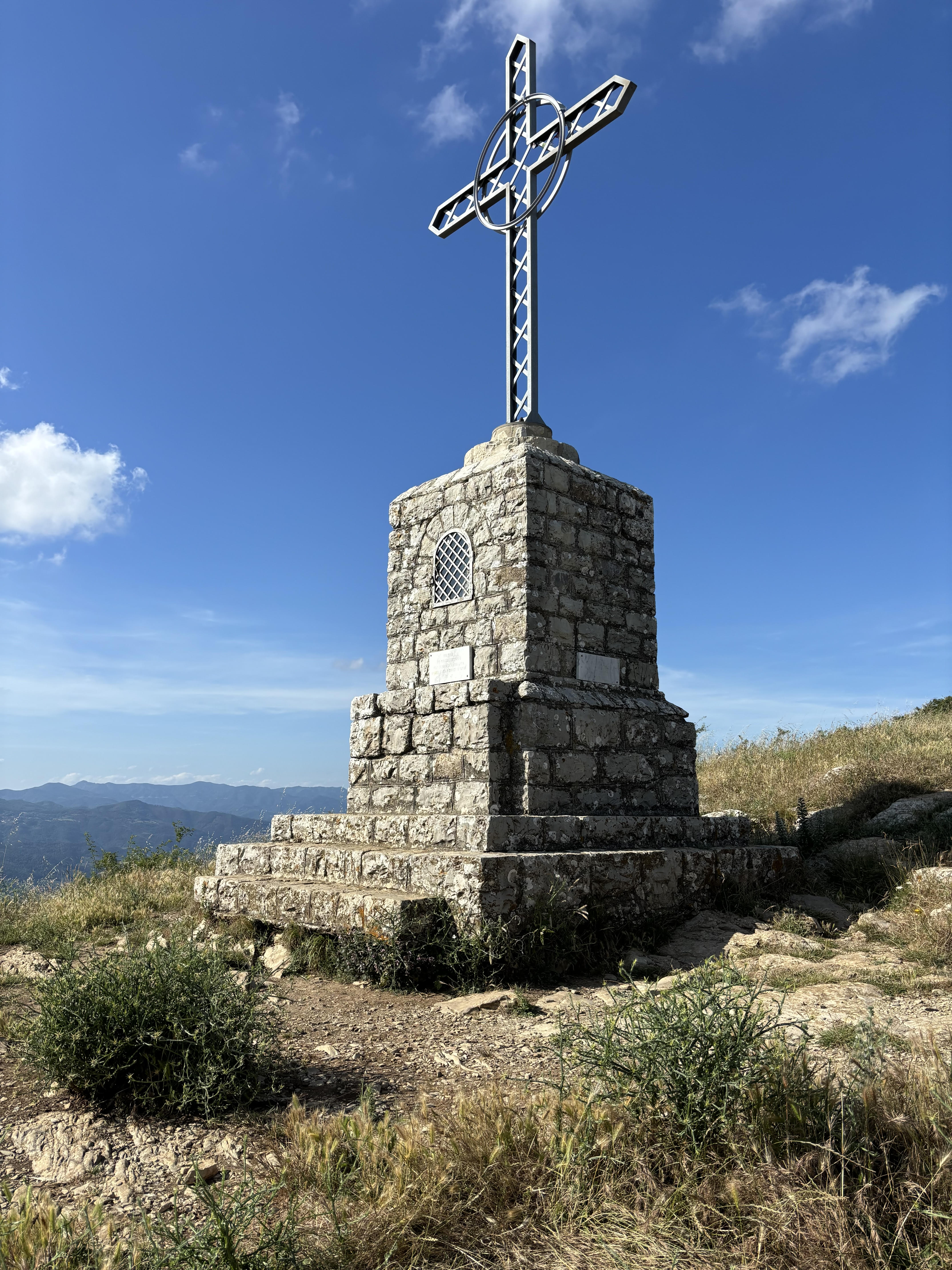
Vetta della Retaia (772 mt.)

Parco di Galceti, sullo sfondo la Calvana

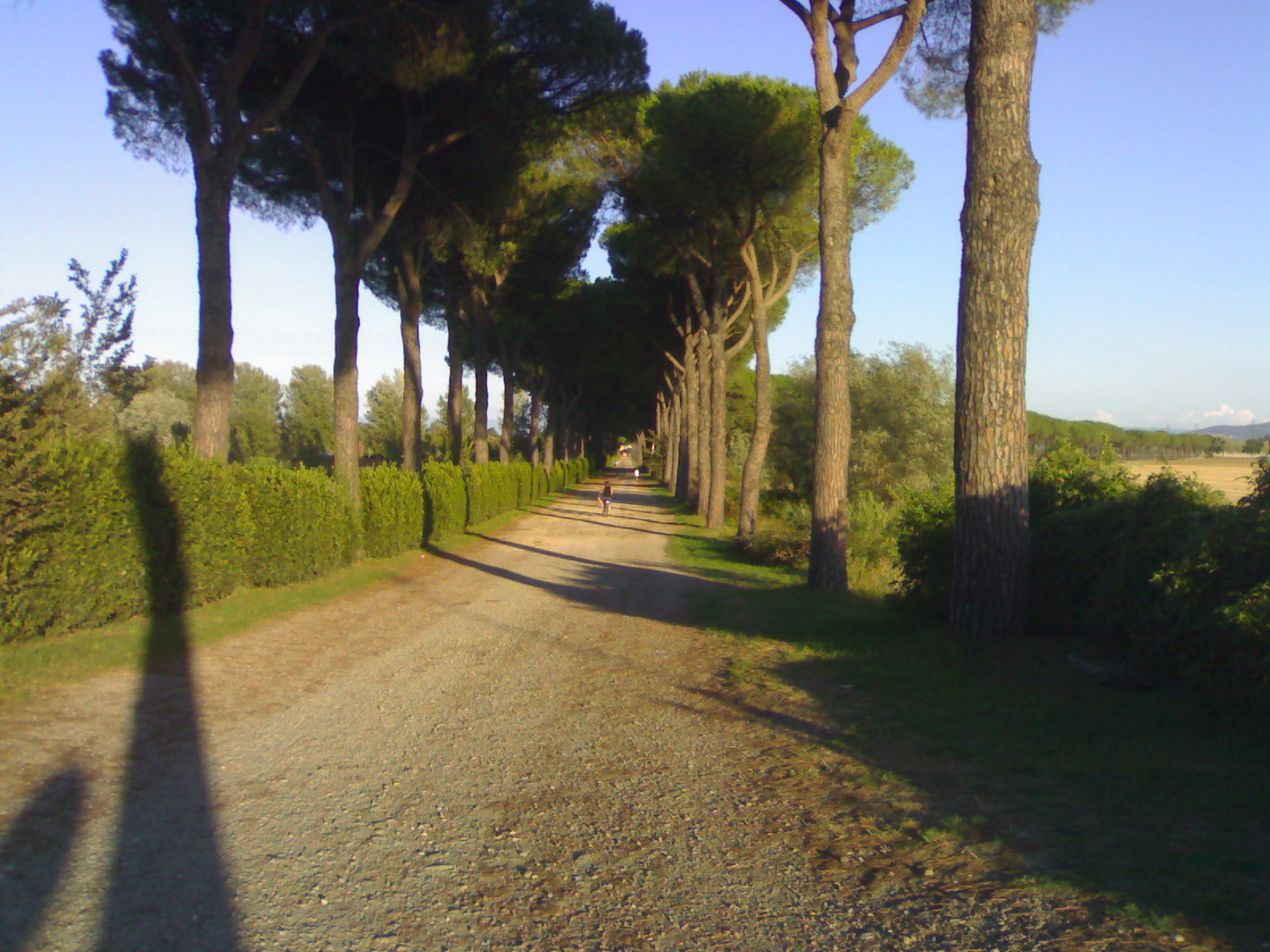
Cascine di Tavola

Prato è una città della Toscana settentrionale che si estende per circa 100 km² all'altitudine di 61 metri s.l.m. presso il suo centro storico, al centro della piana di Firenze-Prato-Pistoia. È posta ai piedi del Monte della Retaia (772 metri s.l.m.), ultima cima sud-occidentale della Calvana. L'altitudine minima, di 32 metri s.l.m., si registra in corrispondenza delle Cascine di Tavola, mentre l'altitudine massima di 818 metri s.l.m. è sulla vetta del Monte Cantagrilli, rilievo sud-orientale della Calvana che segna il confine col territorio comunale di Calenzano.
A livello idrografico la città è attraversata dal fiume Bisenzio, affluente dell'Arno, che attraversa longitudinalmente il territorio comunale da Santa Lucia fino a Mezzana, costeggiando le mura di Prato presso Porta Mercatale. Il territorio comunale è attraversato nella parte occidentale anche dal torrente Bardena, che dal Monteferrato scende verso Figline di Prato, Maliseti, Narnali, Casale e Iolo, dove prosegue con la denominazione di Fosso di Iolo, e dal torrente Calice ai confini con la provincia di Pistoia, entrambi affluenti dell'Ombrone Pistoiese: quest'ultimo corso d'acqua segna invece il confine comunale meridionale, dove a livello amministrativo separa Prato dai comuni di Carmignano e di Poggio a Caiano. Altro corso d'acqua da segnalare è Rio Buti, le cui sorgenti sui monti della Calvana danno origine a un breve corso d'acqua, che scende ripido, alimentando lungo il suo corso anche una serie di cascate, per poi gettarsi nel Bisenzio nella parte settentrionale della città.
L'area urbana e gran parte del territorio comunale si estendono nell'area pianeggiante compresa tra il corso del Bisenzio a nord e dell'Ombrone Pistoiese a sud, parte centrale integrante della conca intra-appenninica che, da Firenze, s'estende in direzione nord-ovest fin oltre la città di Pistoia. La piana è solcata da corsi d'acqua minori e canali che affluiscono verso i due fiumi principali; mentre quelli periferici hanno generalmente un'origine propria, quelli semicentrali, dette gore, costituiscono un sistema di canalizzazione artificiale che, distintamente, riforniva in passato di acqua le varie zone della città e ne raccoglieva le acque reflue per il filtraggio.
Il territorio comunale è classificato in area sismica (zona 2 dal 2003, zona 3S con analoghe caratteristiche dal 2006, zona 3 dal 2014) e parte di esso fu sede dell'epicentro del terremoto della Valle del Bisenzio del 26 giugno 1899, che raggiunse la magnitudo 5,1 della scala Richter e il VII grado della scala Mercalli. Una scossa di intensità simile si verificò anche durante il terremoto del Mugello del 29 giugno 1919, che però ebbe l'epicentro a relativa distanza.
- Classificazione sismica: zona 3 (sismicità medio-bassa), su Del. Giunta Reg. n. 421 del 26/05/2014 da Ord. PCM n. 3519 del 28/04/2006.

### Clima

Neve e ghiaccio a Prato

Piazza Duomo innevata nel febbraio 2012

Il clima della città è caratterizzato da inverni piuttosto freddi e moderatamente secchi, con minima assoluta di −13,8 °C il 10 e 11 gennaio 1985, ed estati calde e talvolta afose, con massima assoluta di 41,0 °C il 7 luglio 1952 (la serie storica è stata esaminata a partire dal 1932 con dati mancanti in alcuni anni della seconda guerra mondiale).
Di recente installazione, la stazione meteorologica di Prato San Niccolò, attiva dal 1996 all'interno di un giardino privato a ridosso delle mura e gestita dall'Istituto Geofisico Toscano, detiene invece il record cittadino di massima assoluta con +41,8 °C registrati il 5 agosto 2003.
Le precipitazioni in città sono di circa 950 mm medi annui e si concentrano prevalentemente in autunno e presentano un massimo secondario in primavera; l'estate risulta la stagione mediamente più siccitosa.
Rispetto alla vicina Firenze e all'area urbana della città di Prato, la stazione meteorologica di Galceti presenta maggiori caratteristiche di ruralità, essendo situata a 110 metri s.l.m. sulle prime propaggini collinari alla periferia nord-occidentale della città. I dati rilevati, a differenza di quelli del capoluogo toscano, non risentono pertanto dell'effetto isola di calore nella stagione estiva, mentre risulta meno incidente l'effetto albedo susseguente a eventuali nevicate nella stagione invernale, sia per l'ubicazione della stazione stessa sia per la ventilazione tendenzialmente maggiore; i valori estremi di quest'ultima stazione sono invece rappresentati dai −12,2 °C registrati dalla stazione meccanica l'11 gennaio 1985 e dai 40,4 °C registrati dalla stazione automatica il 5 agosto 2003 (nella stessa giornata la stazione meccanica raggiunse i 39,7 °C): la serie storica della stazione di Galceti ha avuto inizio però soltanto a partire dal 1971. Le precipitazioni di Galceti fanno registrare un valore più elevato (997,5 mm annui) rispetto al dato cittadino, pur presentando un analogo andamento per gli accumuli mensili e stagionali.
Le nevicate a Galceti risultano superiori per accumulo medio, per durata media del manto nevoso e per numero medio di giorni di neve rispetto a quello che si verifica nel resto della città, dove la zona mediamente meno nevosa risulta essere la periferia sud-orientale di Mezzana. Le configurazioni migliori per avere nevicate con accumuli diffusi su tutta la città sono i sovrascorrimenti umidi dopo un precedente raffreddamento molto intenso (esempi più recente il 3 marzo 2005 e il 17 dicembre 2010, oppure l'ingresso d'aria artica dalla valle del Rodano con ciclogenesi sul Mar Ligure in successiva evoluzione verso l'alto Adriatico, purché sia associata a termiche stabilmente al di sotto dei −5 °C a 850 hPa durante la fase perturbata (esempi più recenti il 28 dicembre 2005 e il 18 dicembre 2009). Negli ultimi decenni, intense nevicate si produssero anche l'8 gennaio 1985, il 16 marzo 1987 e il 6 e 7 febbraio 1991, grazie all'interazione tra flusso umido nei bassi strati e aria gelida in quota. Talvolta possono verificarsi situazioni al limite, con accumuli nevosi nella parte occidentale e settentrionale della città e contemporanee nevicate senza accumulo o addirittura piogge nella parte sud-orientale della città, come avvenne ad esempio il 12 e 13 gennaio 1987, il 9 febbraio 1999, il 29 gennaio 2004 e il 1 marzo 2018.
- Classificazione climatica: zona D, 1668 GG
- Diffusività atmosferica: bassa, Ibimet CNR 2002

## Storia

### Preistoria e storia antica

Scavi di Gonfienti

Alcuni ritrovamenti testimoniano che il territorio collinare circostante Prato risultava già abitato sin dal Paleolitico.
In località Galceti, a ridosso delle prime colline a nord è stata rinvenuta una "stazione" musteriana risalente al 35 000 anni fa dove, per la tipologia dei reperti rinvenuti, si può supporre con sicurezza come l'area fosse già destinata a un'ampia produzione ed esportazione di utensili in diaspro, facilmente reperibile sulla collina.
Anche nell'attuale centro storico sono documentati rinvenimenti sporadici di utensili del Neolitico e dell'età del bronzo, mentre sull'altro versante collinare (monti della Calvana) sono evidenti alcune strutture architettoniche civili e funerarie (tra cui anche un sepolcreto andato distrutto negli anni cinquanta) attribuite ai Liguri o a popolazioni autoctone dell'età del bronzo. La piana pratese venne successivamente abitata dagli Etruschi, come testimoniato dai recenti ritrovamenti archeologici nell'area, destinati a riscrivere la storia di questi luoghi.

### La città etrusca di Gonfienti

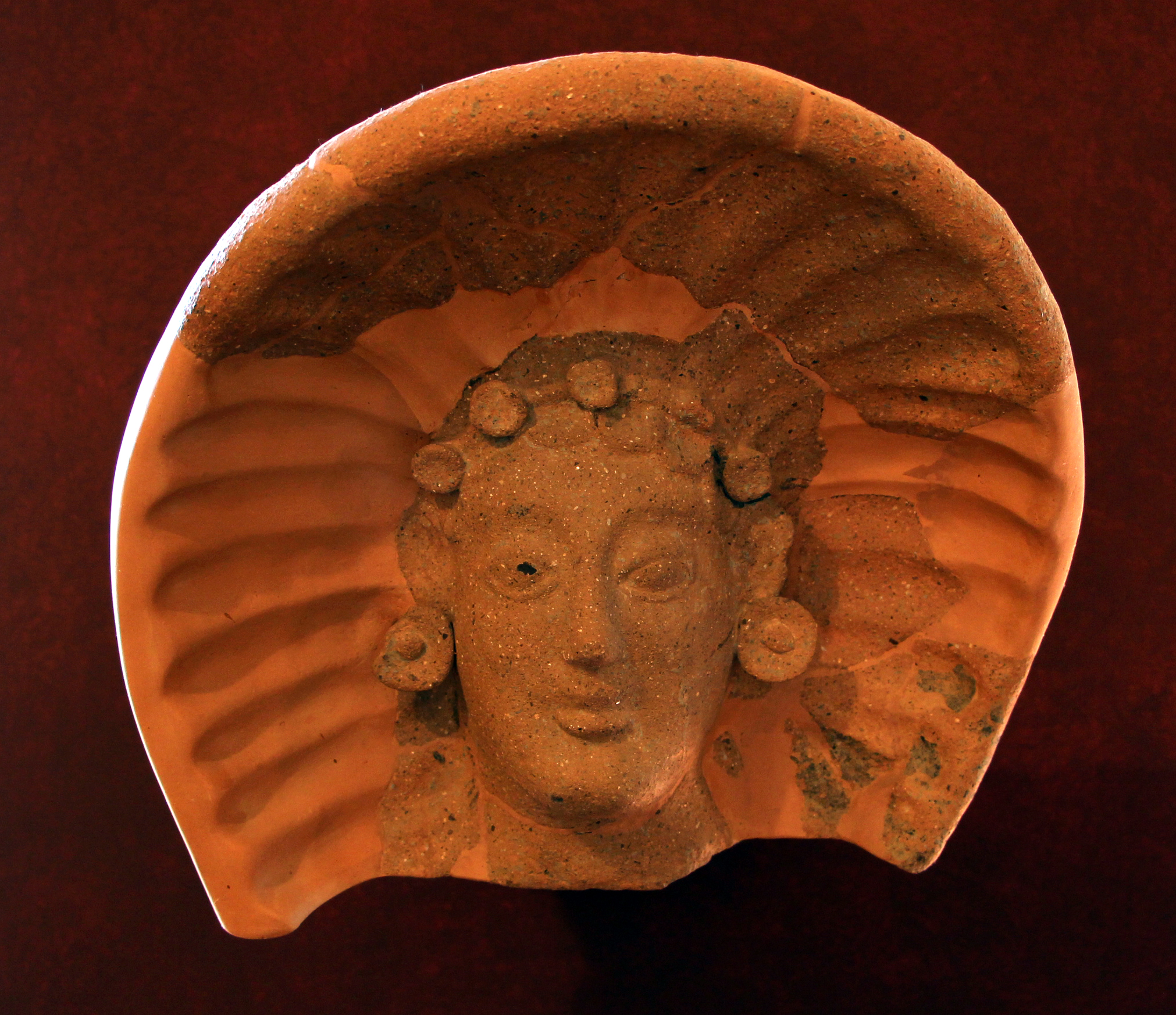
Età etrusca arcaica, testa fittile femminile da Gonfienti

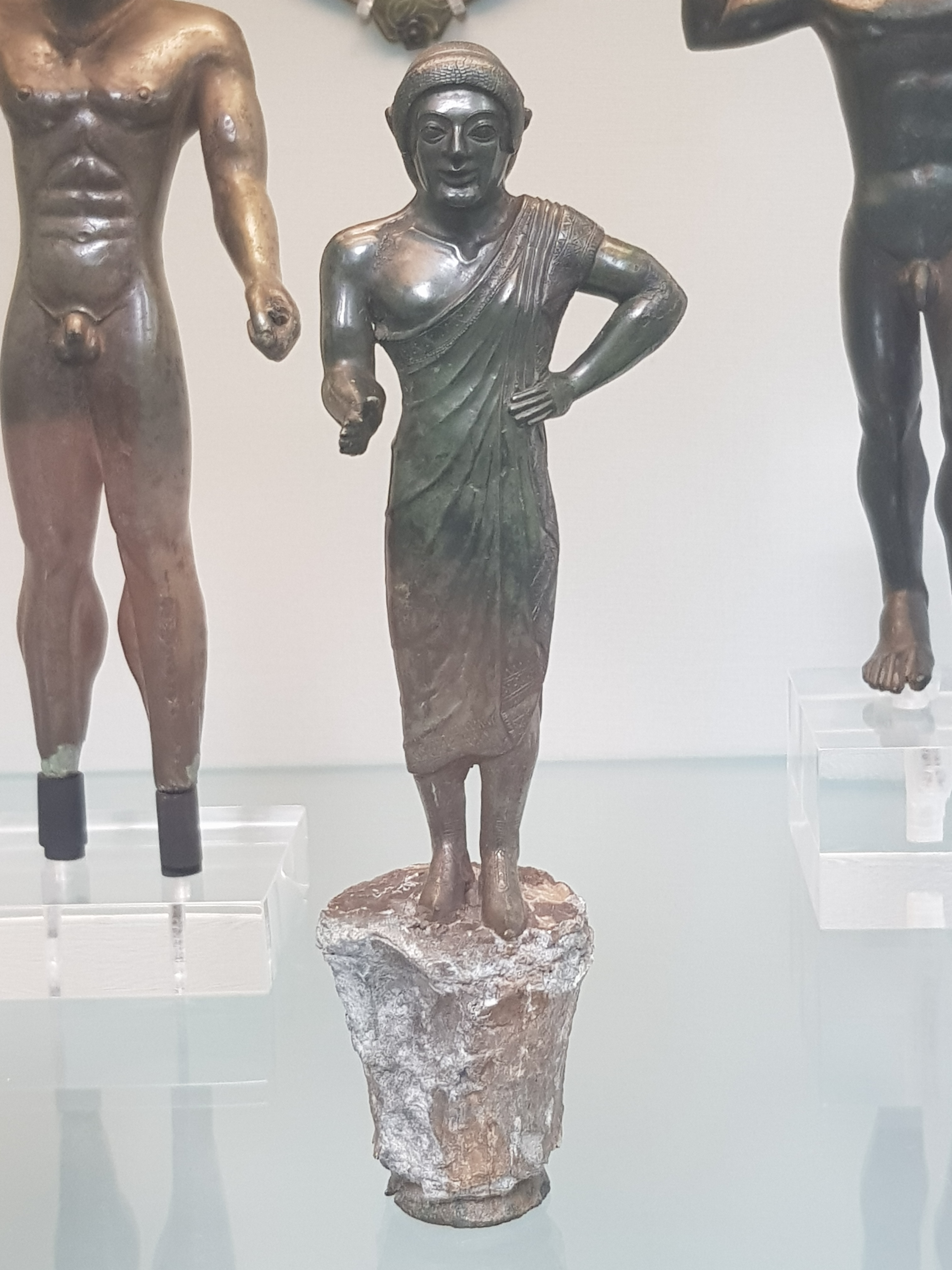
Figura votiva in bronzo da Pizzidimonte (500-480 a.C.), ora al British Museum

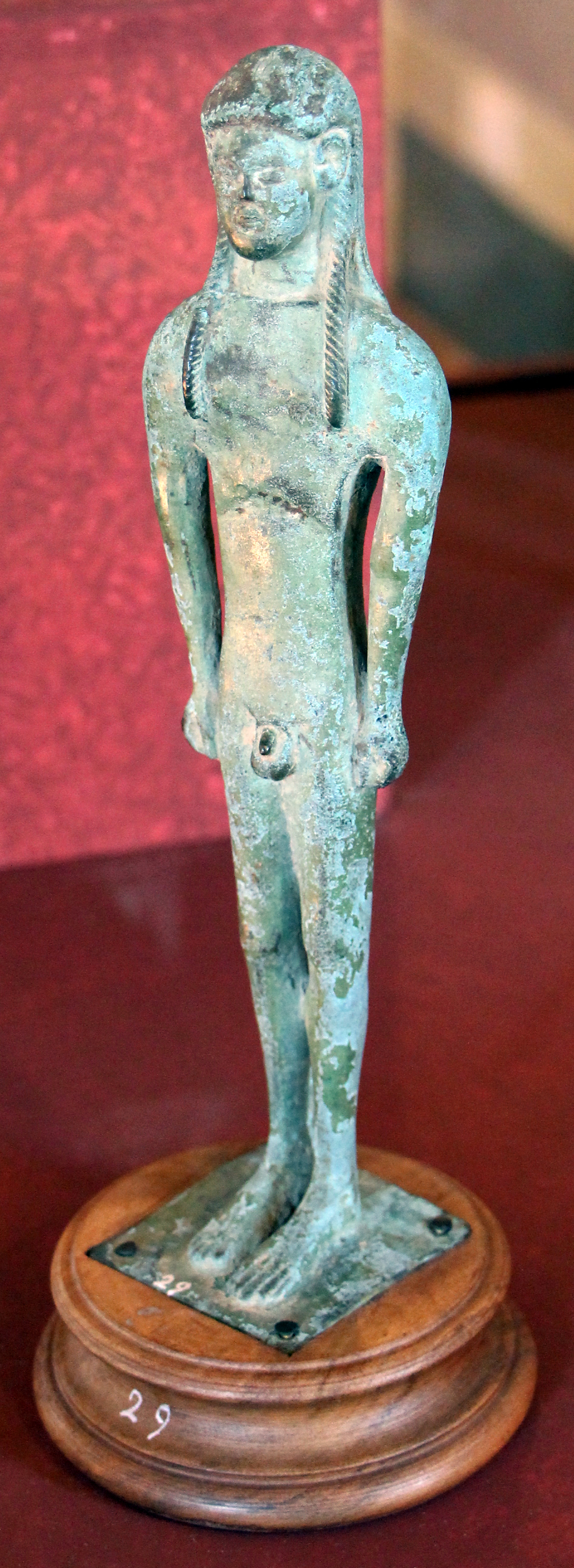
Età etrusca arcaica, bronzetto da Gonfienti

Nel 1997 viene alla luce una impressionante città etrusca nell'area di Gonfienti, a ridosso del comune di Campi Bisenzio: fino a quel momento si pensava che prima dell'epoca romana il territorio della piana non fosse stato antropizzato e che prima del Medioevo non esistesse nessun insediamento stabile nella zona. Gli scavi hanno dimostrato che la città, i cui reperti risalgono al VI secolo a.C., non era affatto piccola, e vi era praticata già a quell'epoca la tessitura e la filatura.
Recentemente è stata avanzata l'ipotesi (basandosi su alcuni toponimi della zona) che questa possa essere la mitica Camars (divenuta poi Clusium in epoca romana), patria del re Porsenna.
In effetti la città aveva assi viari ben pianificati (indicanti quindi una presenza costante nel territorio di genti etrusche), con una strada di oltre dieci metri di larghezza e un'estensione notevole (sono circa 30 gli ettari sottoposti a vincolo dalla soprintendenza). All'interno di essa è stata rinvenuta una domus di circa 1 440 m² (la più grande dell'Italia antica, prima della Roma imperiale), sviluppata sul modello delle ville pompeiane (ma di alcuni secoli precedente) con una rete di canali idrici ancora in parte funzionanti e un'eccezionale quantità di ceramiche greche a figure rosse e nere, su cui spicca una kylix attribuita a uno dei più importanti artisti greci del V secolo, Douris e delle pregevoli antefisse a figure femminili.
Indizi sull'esistenza in loco di una città etrusca erano già stati ipotizzati nel corso del XVIII secolo, quando vennero raccolti svariati reperti di quell'epoca (tra cui il cosiddetto "offerente" esposto al British Museum), suggerendo per essa il nome di "Bisenzia", una mitica città etrusca scomparsa secoli fa e citata da locali letterati rinascimentali.
La città, anche se intuibile solo parzialmente per la rapida urbanizzazione nella sua area, era quasi certamente collegata commercialmente a Misa-Marzabotto al fine di favorire gli scambi attraverso l'Appennino, lungo la direttrice che collegava le città di Spina e Pisa nel corso del VI-V secolo a.C. fino a decadere quasi improvvisamente al termine del V secolo a.C., per circostanze ancora non chiare.
A seguito della sua scomparsa non si hanno tracce documentarie ma possiamo ipotizzare con buona probabilità che gli stessi abitanti abbiano provveduto a spostarsi in aree più protette, dove la difesa da attacchi esterni (i Celti dal nord) sarebbe stata maggiormente garantita.
In effetti la città, che non disponeva di mura, si sviluppò partendo da un progetto di pianificazione che sembrerebbe anticipare la struttura delle città ippodamee, fattore reso possibile per la stabilità che si era venuta a creare nell'Etruria settentrionale nell'arco temporale che separa la battaglia contro i Greci focesi (540 a.C.) e la conquista di Veio (396 a.C.) da parte di Roma, e il conseguente spostamento verso nord del tradizionale baricentro etrusco dell'area meridionale della Toscana.
Le aree in questione potevano essere state Artimino, Fiesole e, anche se parzialmente perché più lontana, ma sulla stessa direttrice geografica, Volterra, che nel secolo successivo ampliarono o costruirono la loro cerchia muraria a seguito di un imponente sviluppo demografico.
Infine la piana fu abitata dai Romani (vi passava la via Cassia, nel tratto che collegava Firenze con Pistoia, sulla via per Luni). Gli storici hanno collocato nei pressi dell'antica città etrusca la mansione Ad Solaria della antica Via Cassia, e riportata nella celebre Tavola Peutingeriana. Il territorio dove sorge oggi Prato però era destinato alla centuriazione estesa tra Agliana e Badia a Settimo (ricalcante una precedente, di epoca etrusca) e probabilmente non a insediamenti urbani, anche se occasionalmente sono state rinvenute nell'area di Prato, tracce di quell'epoca: episodi rinvenimenti di strutture murarie e lapidee, sepolture, frammenti ceramici e lapidei, in particolare nell'area della cattedrale, per la quale si è ipotizzato l'esistenza di un edificio d'uso sacro.

### Il Medioevo

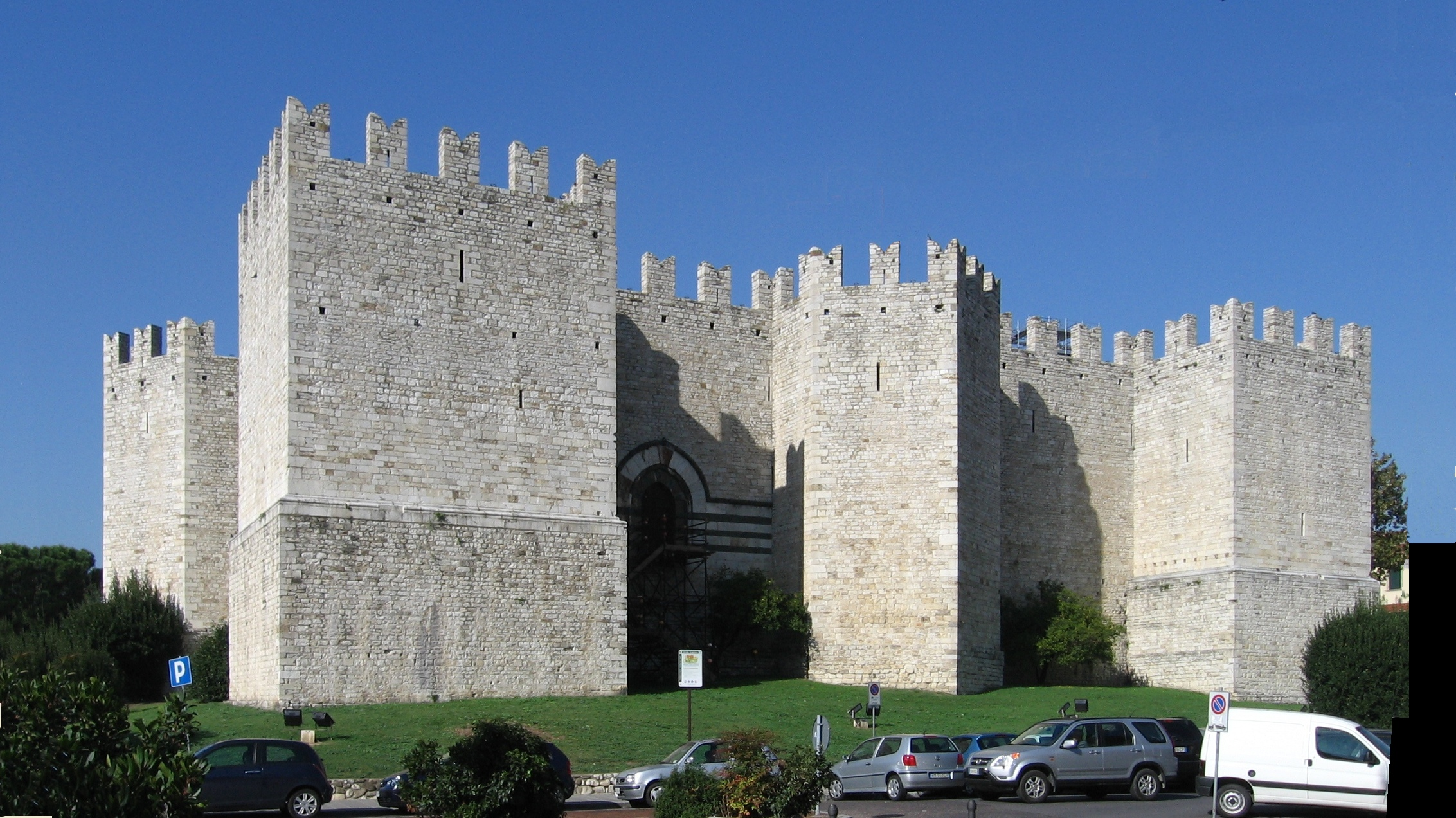
Il Castello dell'Imperatore

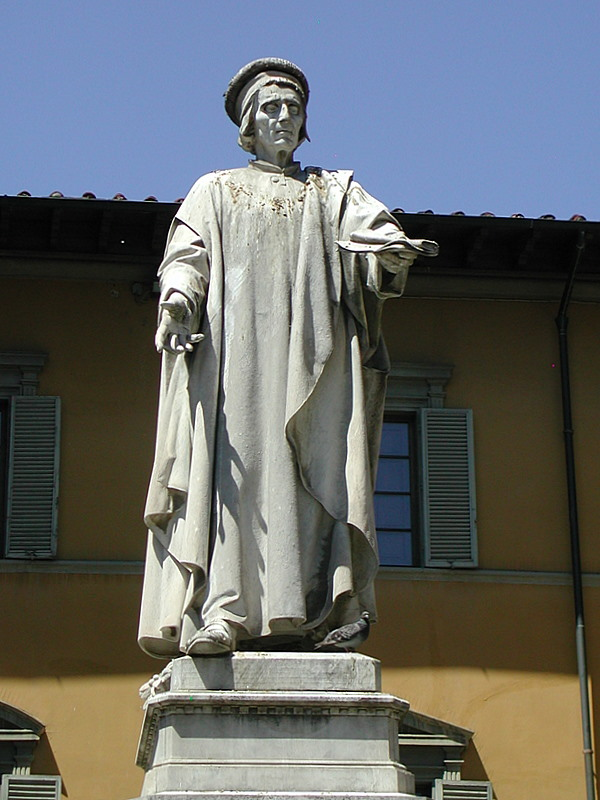
Statua di Datini davanti al Palazzo Pretorio

Nell'Alto Medioevo la piana vede il degrado delle strutture di regimentazione delle acque realizzate con la centuriazione romana, e alcune parti di essa, presumibilmente nell'area a sud si impaludarono.
La zona di Prato fu interessata dalla presenza dei Bizantini e successivamente occupata dai Longobardi, la cui presenza è documentata soprattutto nelle aree collinari e pedemontane.

### Il libero comune
Dopo l'assedio del 1107 da parte delle truppe di Matilde di Canossa, i conti Alberti si ritirarono nei propri castelli della Val di Bisenzio e l'abitato cominciò a costituirsi come libero Comune. Si tratta di un esempio piuttosto raro di comune indipendente sorto in un centro urbano che non costituiva una diocesi; per questo Prato per secoli non fu mai definita "civitas", ma solo "terra". Fu certamente uno tra i primissimi comuni italiani a darsi uno statuto, redatto già a metà del XIII secolo.
Per due secoli Prato conobbe una forte espansione urbana (vennero quasi raggiunti i 15 000 abitanti), dovuta alla fiorente industria della lana e alla forte devozione verso una reliquia appena giunta: la Sacra Cintola. Nel XIII secolo fu sotto le dipendenze dirette dell'imperatore Federico II di Svevia e sotto il figlio Corradino. Poi alle dirette dipendenze degli Angiò di Napoli. L'urbanizzazione è testimoniata dalla necessità di costruire due nuove cerchie di mura, una intorno alla metà del XII secolo e l'altra a partire dal 1300. Un episodio del 1312 vide acutizzarsi la rivalità con la vicina Pistoia, quando il canonico pistoiese Giovanni di Ser Landetto, soprannominato 'Musciattino', compì un tentativo di furto della Sacra Cintola.
Nel 1326, per sottrarsi alle mire espansionistiche di Firenze e alle proprie lotte interne tra le famiglie più possidenti per il controllo amministrativo, la città si sottomise alla Signoria di Roberto d'Angiò, re di Napoli. Il 23 febbraio 1351 Giovanna d'Angiò vendette la città a Firenze per 17 500 fiorini d'oro, e a quest'ultima città rimase legata fino ai giorni nostri.

### Il Cinque e Seicento

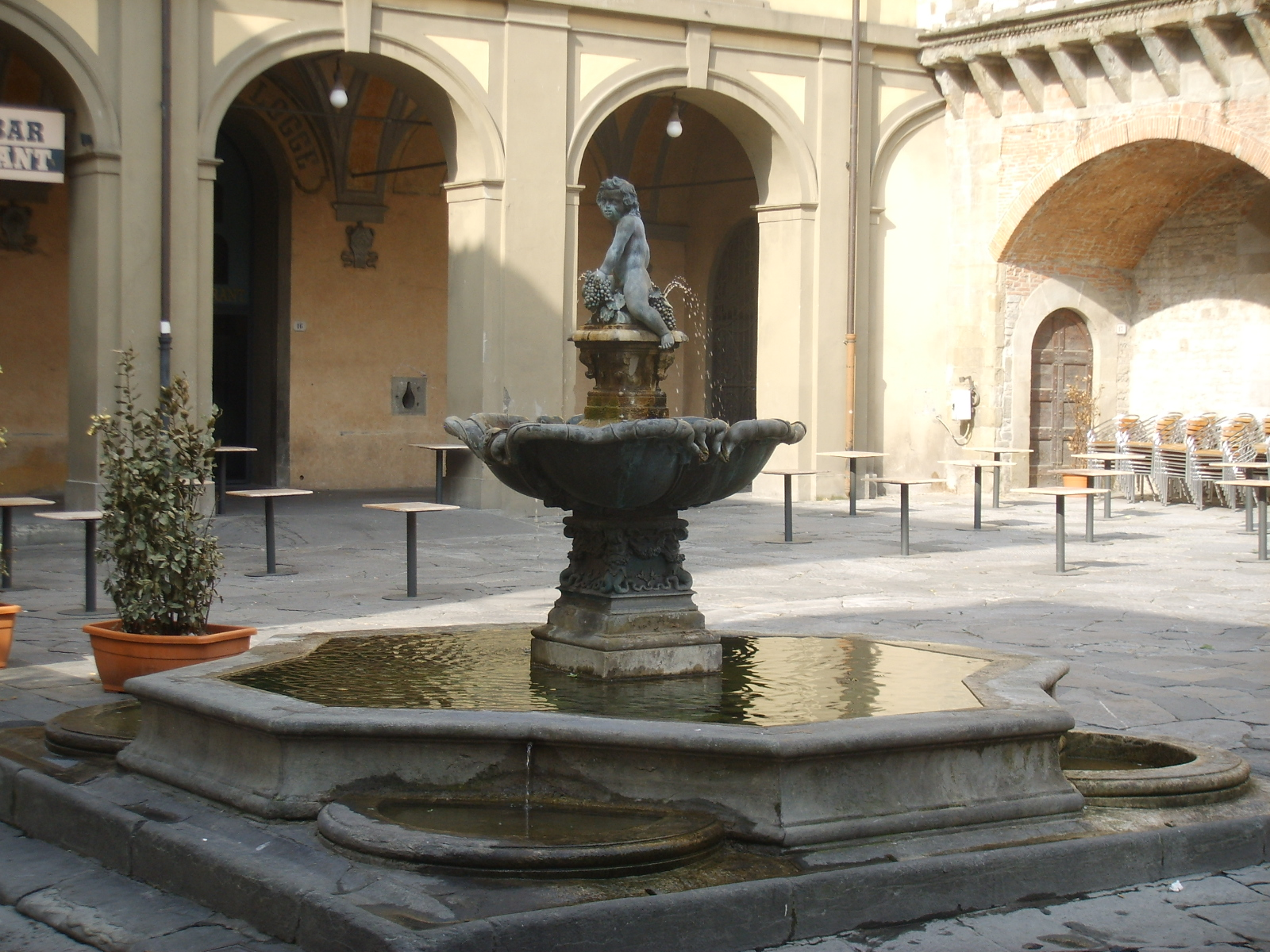
La Fontana del Bacchino di Ferdinando Tacca

Nonostante la perdita della libertà, Prato continuò a svilupparsi nei secoli seguenti, seguendo le sorti di Firenze, prima sotto la dinastia dei Medici, quindi con la Repubblica Fiorentina dal 1494.
A causa di questo, l'esercito della Lega Santa (creata fra il papa Giulio II e gli Spagnoli) cinse d'assedio sotto il comando di Raimondo de Cardona, conquistò e devastò Prato il 29 agosto 1512. Tale saccheggio (noto come Sacco di Prato e ricordato anche dal Machiavelli nel celebre Il Principe) provocò un altissimo tributo di vite, segnando profondamente non solo la vita della città, ma anche l'inizio del declino, che durò per circa due secoli.
Nel 1653 Prato ottenne finalmente il tanto ambito status di città e di diocesi (quest'ultima era limitata soltanto all'interno delle mura cittadine e con il Vescovo in comunione con Pistoia). Tale titolo diede un nuovo sviluppo all'economia e all'urbanizzazione locale: per l'occasione venne fatta realizzare la Fontana del Bacchino da Ferdinando Tacca.

### Il Settecento
Nel XVIII secolo, con la salita dei Lorena alla guida del Granducato di Toscana, la città venne abbellita e conobbe anche un notevole sviluppo culturale, che veniva promosso dagli stessi granduchi.
La lungimiranza intellettuale di Prato e della sua terra in questo secolo trova la sua massima espressione nelle parole di Filippo Mazzei, amico di Thomas Jefferson, che oggi sono riportate nel secondo paragrafo della Costituzione degli Stati Uniti d'America: All men are created equal.

### Storia moderna e contemporanea

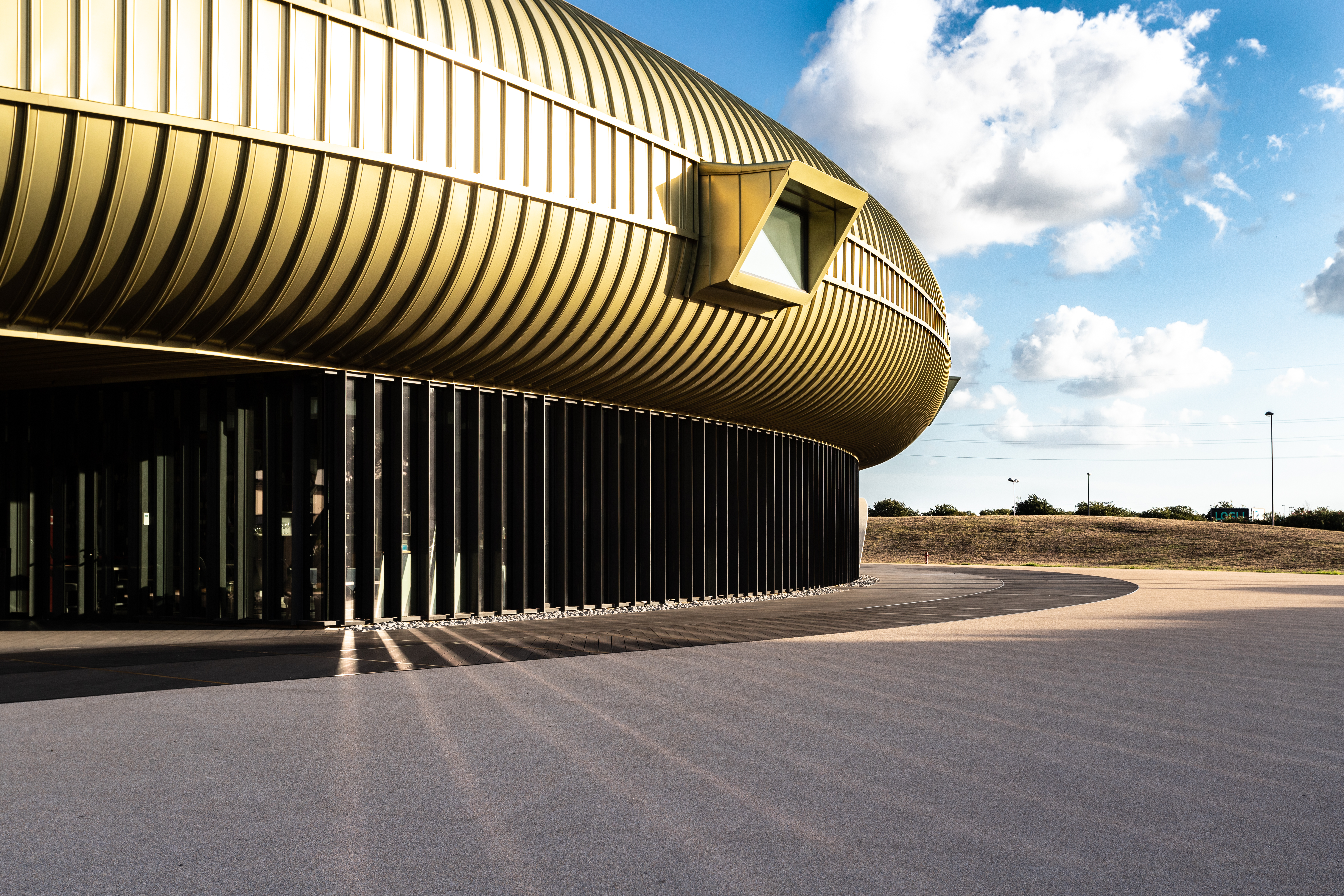
Centro per l'arte contemporanea Luigi Pecci

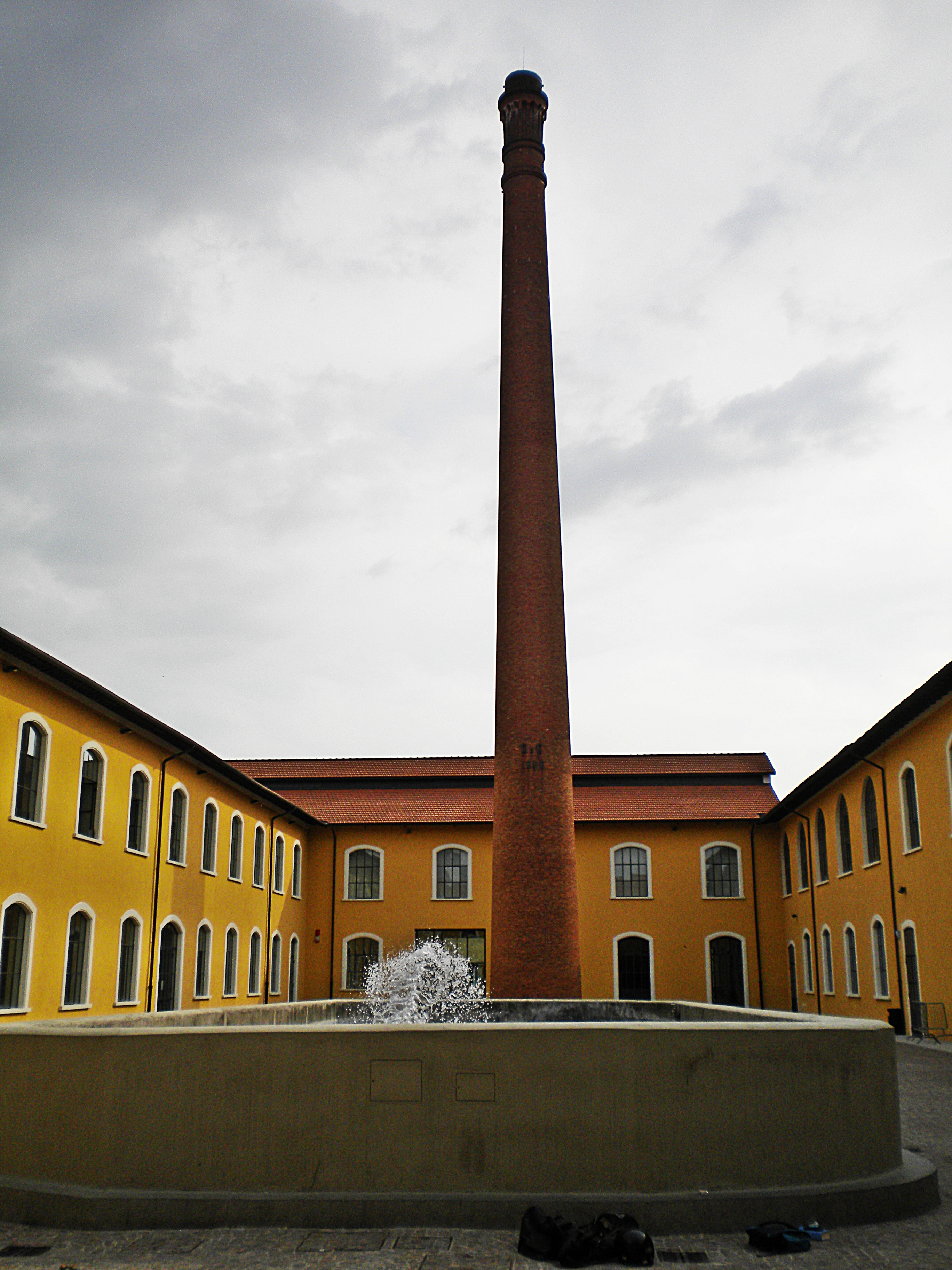
Museo del Tessuto

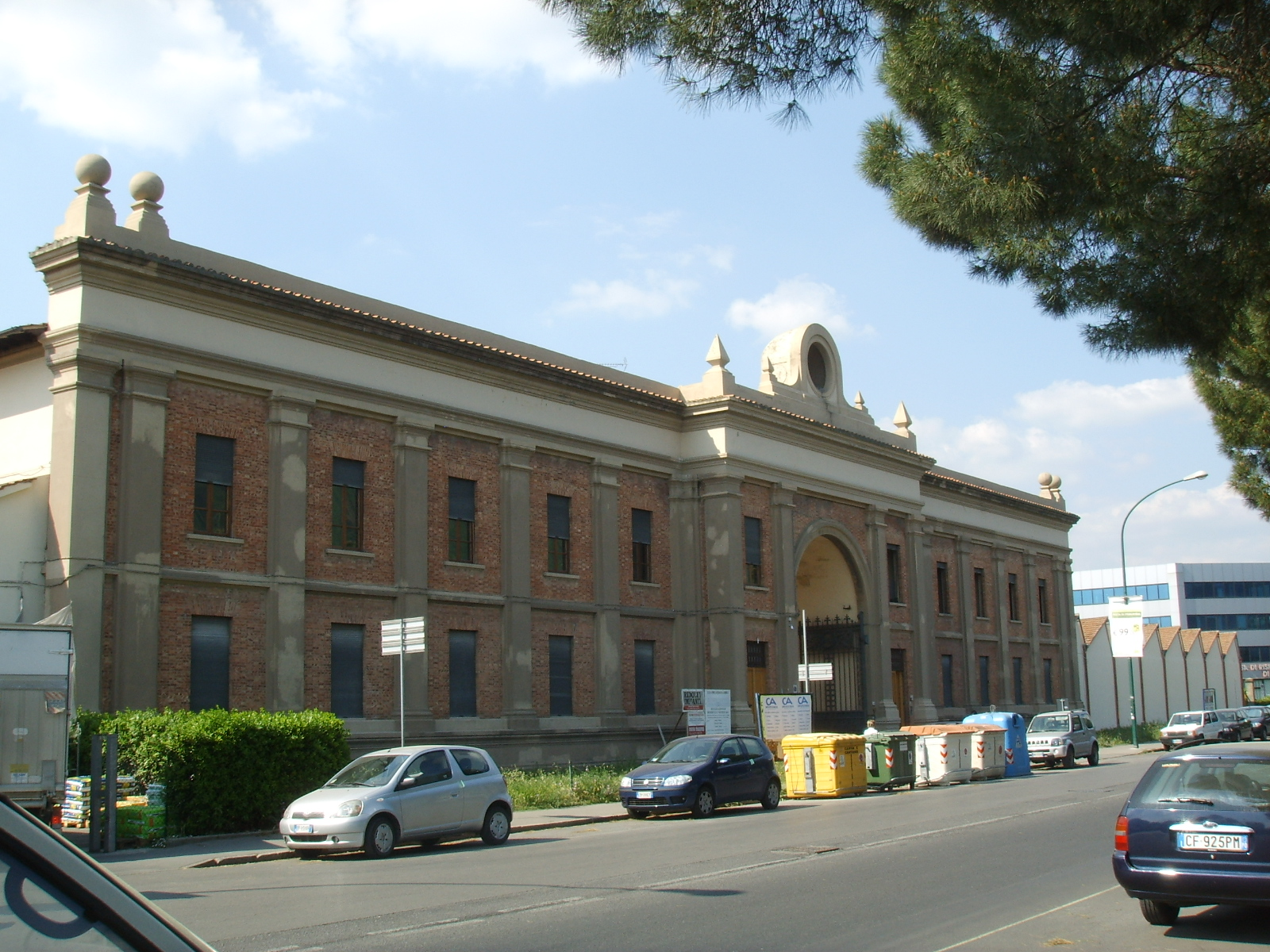
Ingresso del Lanificio Calamai

Nel XIX secolo Prato conobbe una notevole rinascita industriale soprattutto per opera di Giovan Battista Mazzoni. Per descrivere l'industria tessile della città, lo storico Emanuele Repetti definì Prato "la Manchester della Toscana".
Dopo l'Unità d'Italia continuò una fortissima industrializzazione (soprattutto nel settore tessile) e cominciò una crescita demografica, in virtù della quale la città uscì dalla cerchia delle mura trecentesche e, durante il XX secolo, inglobò pian piano i borghi circostanti, con la popolazione cittadina passata dai 50 000 abitanti del 1901 agli oltre 180 000 del 2001.
La concentrazione di opifici tessili era così elevata che Prato divenne famosa come la città dalle cento ciminiere. Nel secondo dopoguerra, quando il progresso tecnologico rese obsoleti i vecchi opifici, le grandi ciminiere in mattoni sparirono, tranne alcune che sono tuttora in piedi in quanto reperti di archeologia industriale, come quella della Cimatoria Campolmi.
Nel 1869 la città diede i natali a Gaetano Bresci: regicida di Umberto I di Savoia (ucciso a Monza nel 1900).
Durante la seconda guerra mondiale la città fu interessata da diversi avvenimenti relativi in particolare alla guerra partigiana.
Tra il settembre 1943 e il marzo 1944 la città fu oggetto di violenti bombardamenti mirati a distruggere l'apparato industriale e il nodo ferroviario. Nello stesso periodo, sui rilievi appenninici vicini alla città, cominciarono a costituirsi formazioni partigiane.
Il 4 marzo 1944 gli operai tessili furono protagonisti di uno sciopero generale che si protrasse nei giorni successivi bloccando la produzione e rappresentando un atto politico rilevante in una città occupata dai tedeschi.
Nelle settimane successive un rastrellamento dei fascisti dette il via alla deportazione in Germania di 360 lavoratori (scelti soprattutto tra gli scioperanti); di essi torneranno vivi solo in 20.
Nel settembre 1944 partigiani della Brigata Buricchi vengono catturati e impiccati a Figline.
Appena liberata la città, occupata dai partigiani prima dell'arrivo degli alleati, a partire dal 5 settembre 1944 vi furono episodi di violenze e rappresaglie verso persone note come fascisti per opera dei partigiani; in particolare almeno 10 persone furono uccise nell'eccidio del Castello dell'Imperatore.
L'incremento demografico ed economico più imponente si produsse nel secondo dopoguerra quando, negli anni sessanta e settanta, una consistente immigrazione proveniente da tutte le regioni meridionali farà raddoppiare la popolazione residente, fornendo manodopera alla sempre più vitale industria tessile.
Nel 1949 le frazioni di Vaiano e Sofignano vennero distaccate e costituite in comune autonomo, con denominazione Vaiano.
Parallelamente allo sviluppo economico e demografico, la città ebbe una nuova grande crescita urbanistica lungo varie direttrici. Una crescita particolarmente disordinata che darà vita e innumerevoli commistioni tra piccole attività produttive ed edifici residenziali secondo un modello tipico della città in cui anche dal punto di vista economico prevalsero aziende produttive piccole e piccolissime con rapporti di lavoro basati sull'affidamento a terzi delle singole lavorazioni del ciclo produttivo.
In tale disordine urbanistico innumerevoli edifici furono costruiti abusivamente, anche dopo l'entrata in vigore del piano regolatore. Tale abusivismo rappresentò un fenomeno nuovo e rilevante per una città del centro-nord e non si limitò a piccole costruzioni ma riguardò anche grandi condomini e addirittura due interi quartieri, "il Cantiere" e "il Guado", abitati prevalentemente da immigrati dell'Italia meridionale.
La città è stata meta a partire dagli anni novanta, di una nuova e molto consistente ondata migratoria, questa volta da paesi extracomunitari e in particolare dalla Cina.
Fino al 1992 Prato, come tutti gli altri comuni della sua provincia, faceva parte della provincia di Firenze. Quell'anno furono istituite otto nuove province in Italia, tra cui quella di Prato, al fine di meglio amministrare un territorio in crescita continua di abitanti.
Oltre ad affrancarsi dal controllo politico di Firenze, Prato era ormai già affrancata anche da quello religioso di Pistoia con la conquista di una diocesi autonoma alcuni decenni prima (1954). Tali rivalità con queste due città sopravvivono ancora oggi.
A partire dagli anni novanta la città presenta i primi segnali di una decrescita industriale che al momento sembra inarrestabile.

### Simboli

Il gonfalone civico

Lo stemma e il gonfalone sono stati riconosciuti con decreto del capo del Governo dell'11 luglio 1933.
Stemma
Lo stemma riproduce l'insegna della Repubblica di Prato utilizzata dal XIII secolo e ricavata da una miniatura dei Regia Carmina di Convenevole da Prato, in cui è riprodotta l'immagine di un cavaliere con detto scudo e con il cavallo ricoperto di gualdrappa rossa disseminata di fiordalisi d’oro.

Bandiera del Comune di Prato

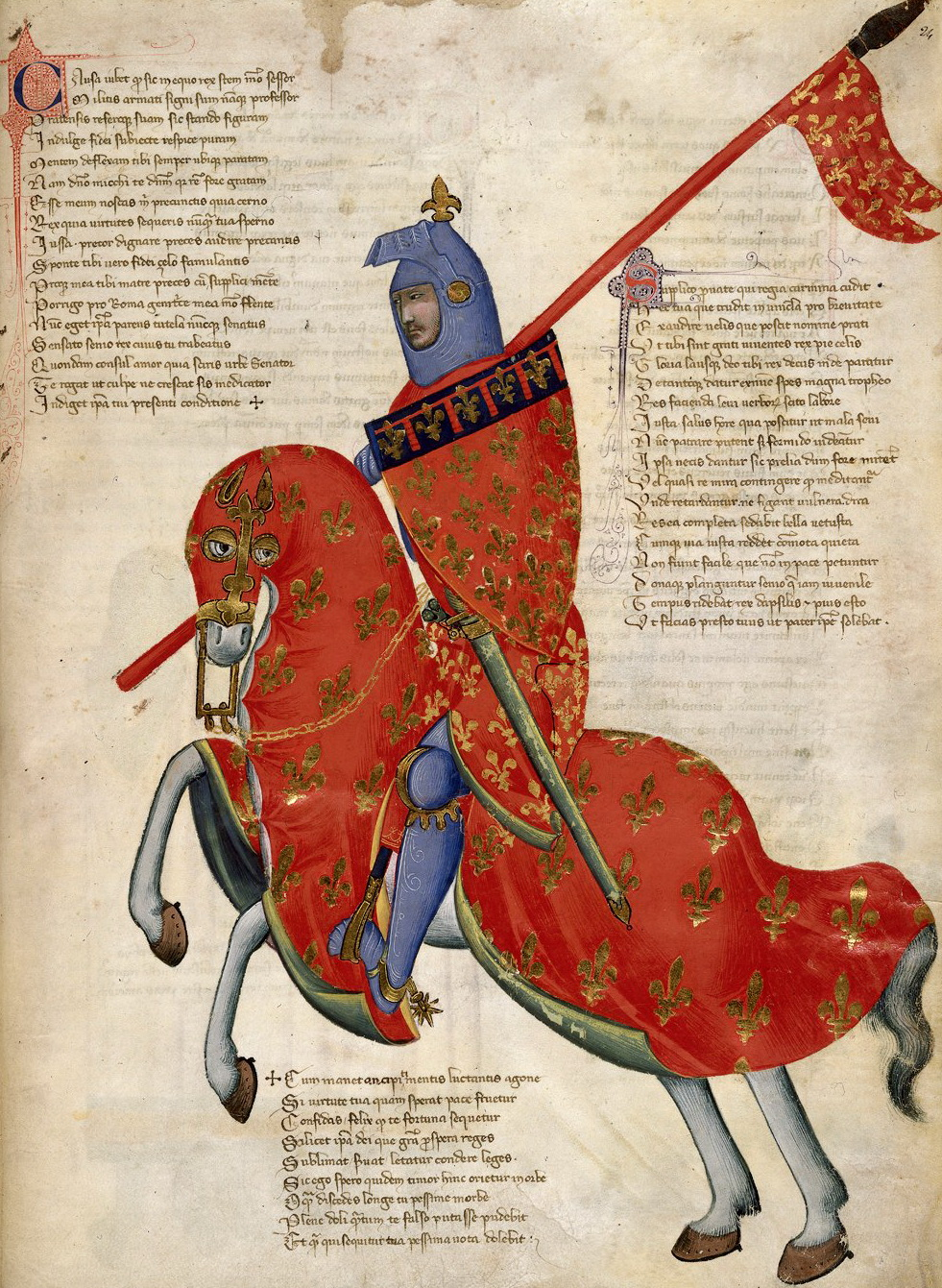
Miniatura dai Carmina Regia

Nel 1313 la città si pose sotto la protezione di Roberto d'Angiò, e si fa risalire a quella data l'adozione del capo in segno di omaggio verso i reali di Sicilia, garanti dell'indipendenza di Prato fino al 1350.
Contestualmente all'elevazione di Prato a capoluogo di provincia il Comune ha sostituito la corona di Comune con quella ordinaria di Città.
Gonfalone

### Onorificenze
Prato è tra le città decorate al valor militare per la guerra di liberazione, insignita della medaglia d'argento al valor militare per i sacrifici delle sue popolazioni e per l'attività nella lotta partigiana durante la seconda guerra mondiale, fu la prima città al di sotto della Linea Gotica a essere stata liberata interamente dai partigiani:

## Monumenti e luoghi d'interesse

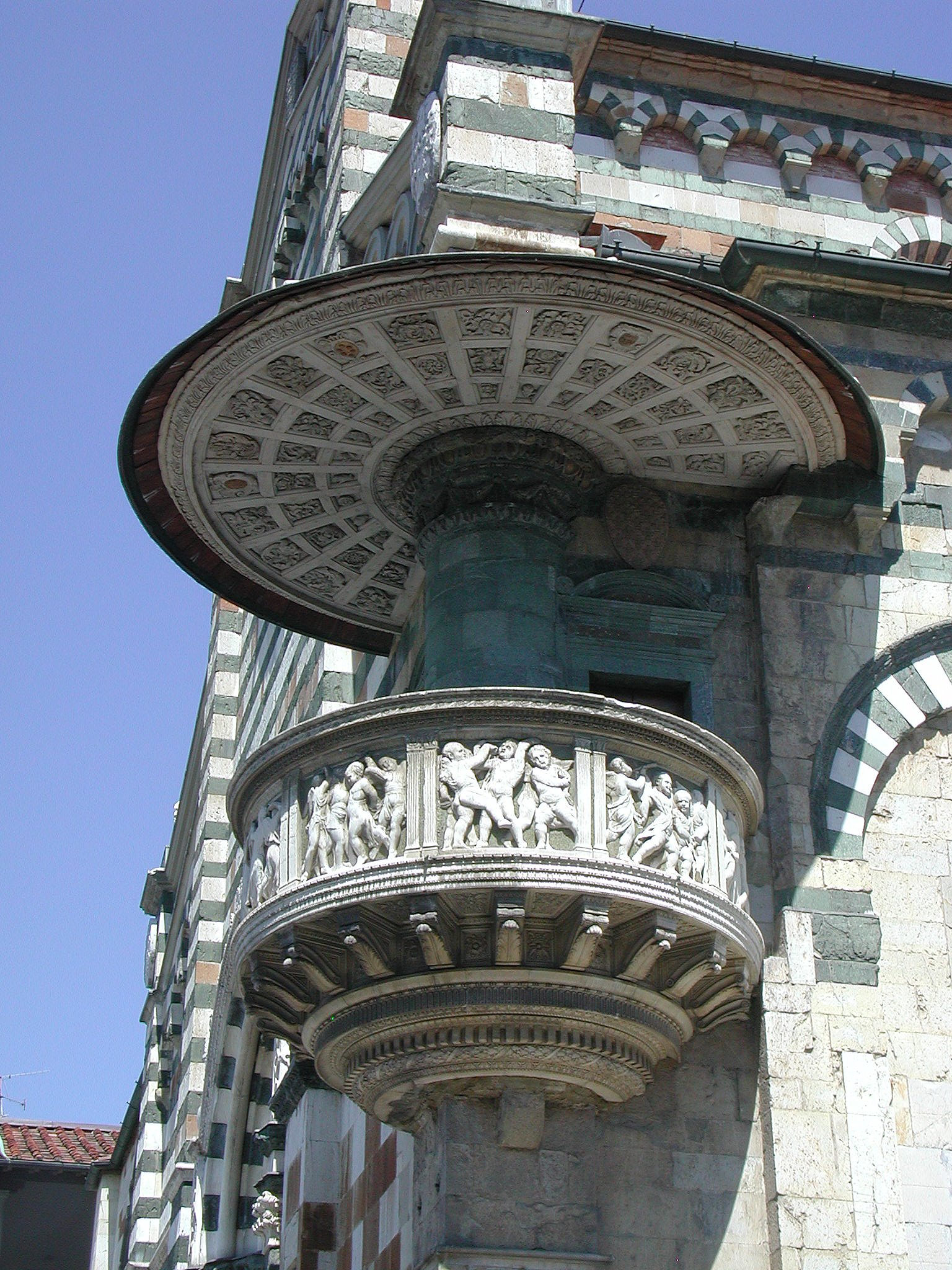
Pulpito di Donatello

Prato vanta molteplici monumenti di grande interesse storico e artistico. Molti edifici, soprattutto quelli medievali, sono caratterizzati dall'uso di materiali reperiti localmente. In particolare sono stati usati spesso due tipi di marmi, di diverso colore, che hanno dato luogo a una bicromia negli edifici ecclesiastici, caratteristica tra le più rilevanti del Romanico non solo locale, ma anche di quello definito "pisano-lucchese" sia in Toscana sia in Sardegna, ad Amalfi e in Puglia.
Le pietre che sono usate sono:
- La pietra alberese della Retaia (bianco)
- Il serpentino del Monteferrato (verde).

### Architetture religiose

#### Nel centro storico

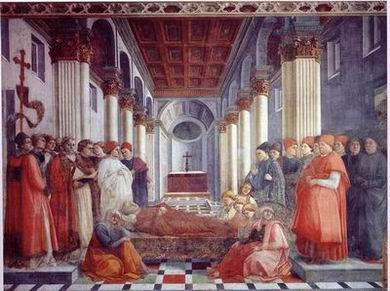
Filippo Lippi, Esequie di Santo Stefano, particolare, Cappella Maggiore del Duomo di Prato

Jacopo di Cione Annunciazione, Chiesa dello Spirito Santo

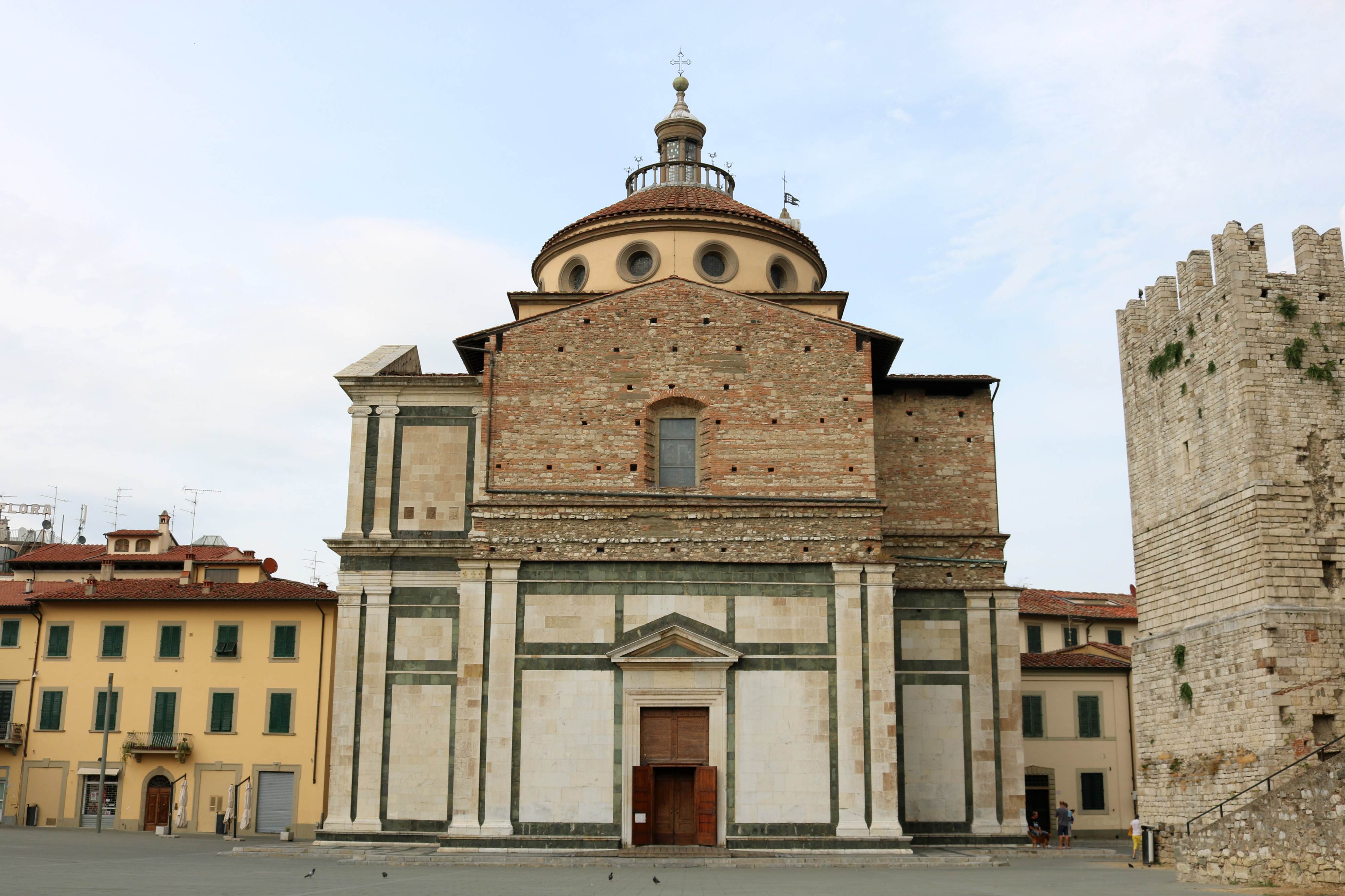
Santa Maria delle Carceri

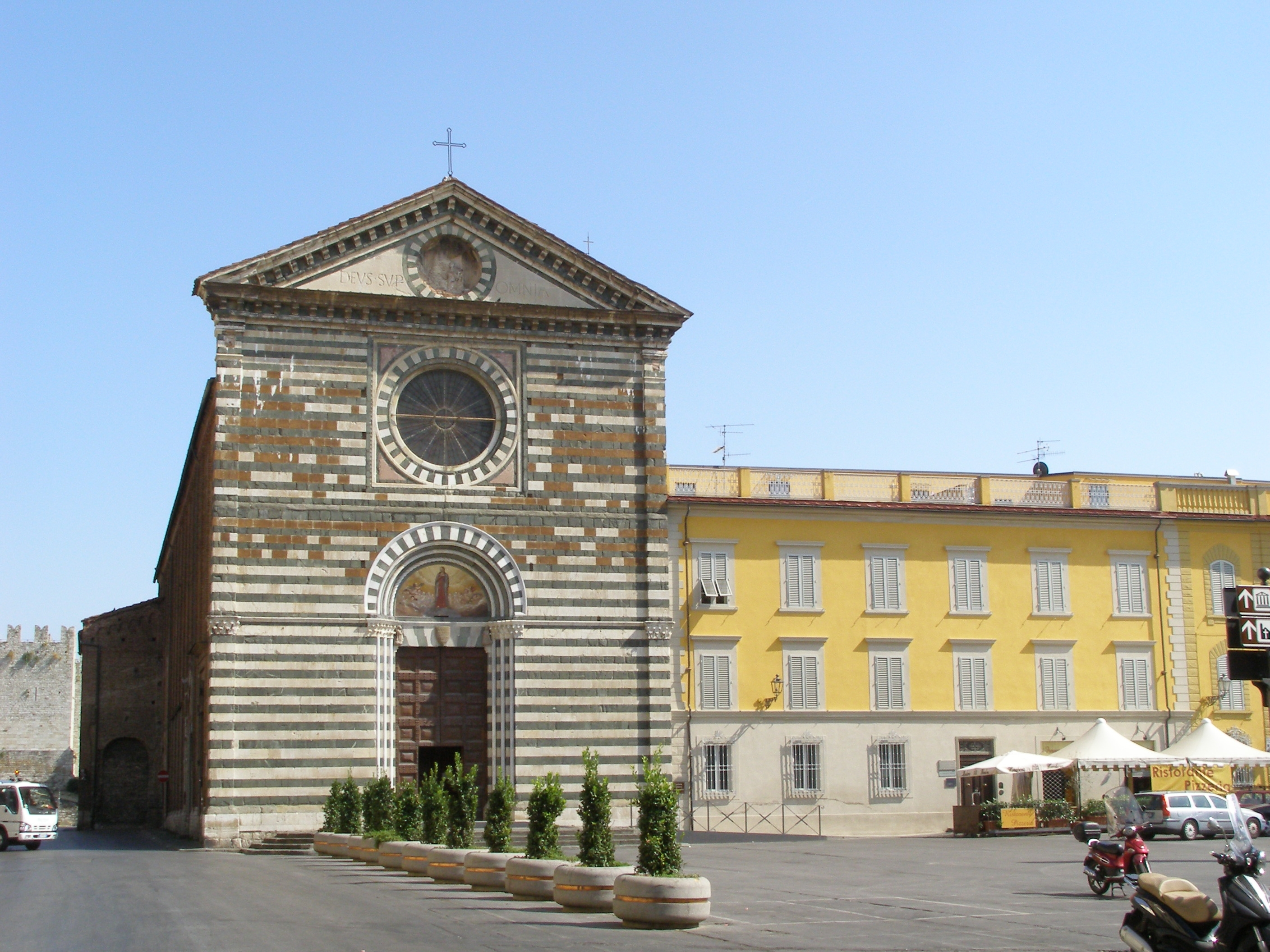
Chiesa di San Francesco (Prato)

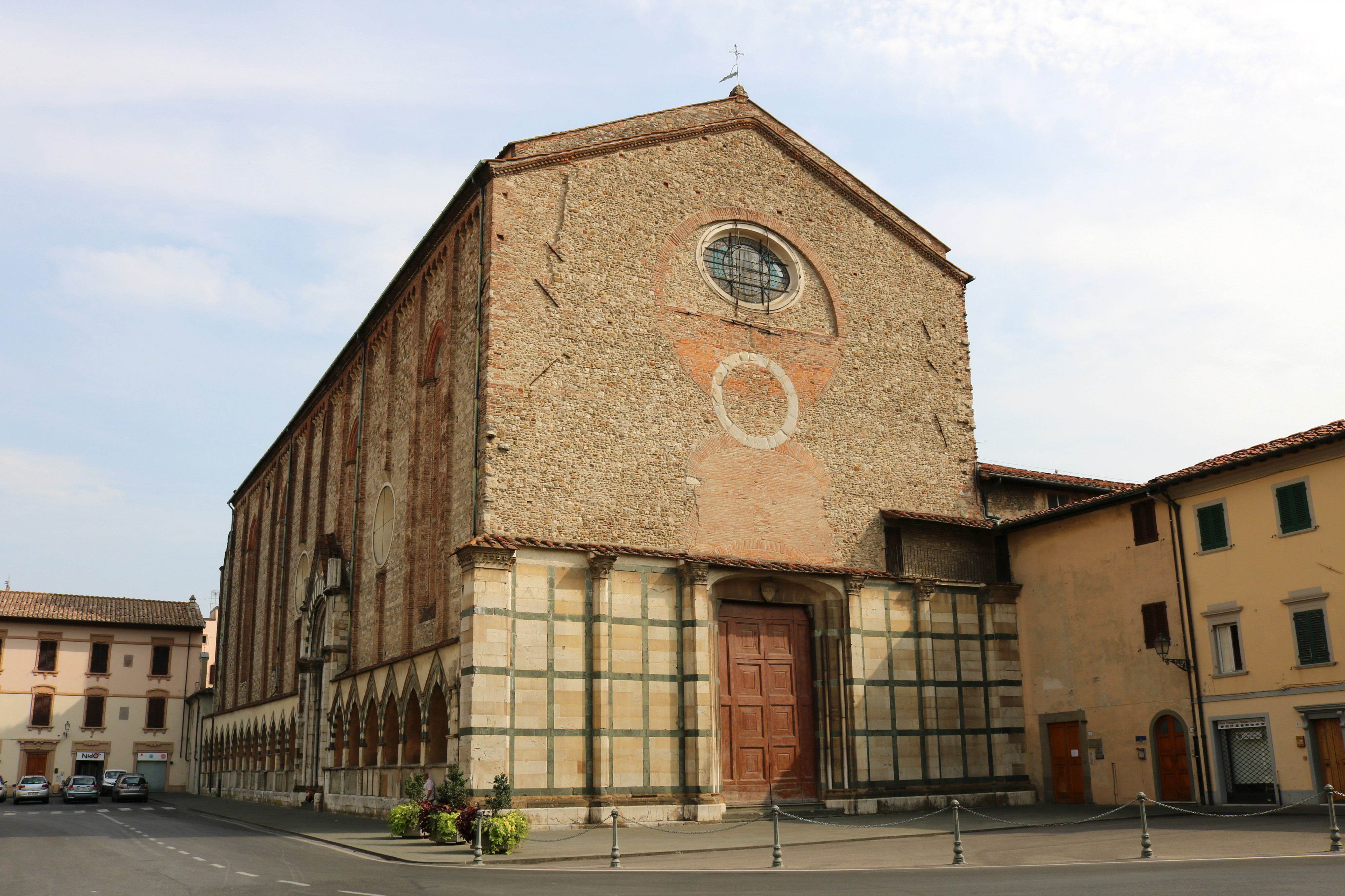
Chiesa di San Domenico (Prato)

La città stessa deve la sua nascita all'insediamento tra il castellare degli Alberti e la pieve di Santo Stefano (oggi Duomo), con uno sviluppo degli insediamenti religiosi per certi versi tipico, legato agli ordini mendicanti stabilitisi agli angoli della città di allora, i quali diedero origine a vasti complessi chiesastici e conventuali, affacciati su piazze tutt'oggi esistenti.
Un episodio singolare e felice negli esiti fu l'edificazione di un santuario, su iniziativa di Lorenzo il Magnifico e con l'aiuto del suo architetto preferito Giuliano da Sangallo: la basilica di Santa Maria delle Carceri, che rappresenta uno dei primi edifici in cui andava maturando la riflessione, tutta rinascimentale, sulla pianta centrale.
Singolare è poi l'esistenza entro le mura di due grandi complessi monastici monumentali ancora attivi: San Niccolò (oggi in gran parte occupato da un convitto scolastico) e San Vincenzo. La presenza in quest'ultimo della mistica santa Caterina de' Ricci, fece sì che venisse promosso a cavallo tra Seicento e Settecento un completo rinnovo della chiesa conventuale, attuato dagli artisti della corte medicea, al termine del quale ricevette il titolo basilica minor.
Se il Duomo resta insuperato per la qualità del corredo artistico (con capolavori di artisti chiamati dalla vicina Firenze, i quali spesso trascorsero a Prato anni d'intensa creatività artistica), le altre chiese principali contengono spesso opere meno note, ma comunque d'ottima fattura, spaziando dal Basso Medioevo fino al Barocco.
Duomo, dedicato a santo StefanoLa chiesa, a tre navate, è costruita in pietra alberese (proveniente dai Monti della Calvana) e marmo verde (estratto dal Monteferrato). Risale molto probabilmente al VI secolo e a lungo fu una semplice pieve. È uno degli esempi più importanti dell'architettura religiosa tra il XII secolo e il XV secolo nella regione, con un elegante passaggio al suo interno tra le ampie arcate romanico-lombarde e lo slancio del gotico nel transetto, progettato molto probabilmente dal celebre Giovanni Pisano, che al suo interno realizzerà un crocifisso ligneo e il suo ultimo capolavoro, la Madonna della Cintola, nel 1317. Vi è conservata la reliquia della sacra Cintola. Le opere più importanti sono il pulpito esterno (costruito da Michelozzo e decorato da Donatello), il pulpito interno di Mino da Fiesole e Antonio Rossellino del 1472, la Madonna dell'Ulivo, unica opera realizzata insieme dai celebri fratelli Da Maiano, Giovanni, Benedetto e Giuliano. Nel transetto invece vi sono gli affreschi di Filippo Lippi (nella Cappella Maggiore), una delle massime espressioni del Rinascimento italiano, gli affreschi di Paolo Uccello (nella Cappella dell'Assunta), e di Agnolo Gaddi (nella Cappella della sacra Cintola), all'interno di una cancellata bronzea realizzata da alcuni dei più importanti orafi del XV secolo.
Basilica di Santa Maria delle CarceriChiesa con pianta a croce greca, opera di Giuliano da Sangallo, rappresenta un episodio importante nella ricerca rinascimentale sulla pianta centrale. All'interno si trovano decorazioni in maiolica di Andrea della Robbia e vetrate su disegno di Domenico Ghirlandaio.
Chiesa di San Domenico
Di origine trecentesca, presenta un interno barocco che conserva, negli altari laterali, un raffinato Crocifisso su tavola di Lorenzo di Niccolò (fine XIV secolo), un Miracolo di san Vincenzo, della scuola di Pier Dandini e una Madonna e angeli di Giuseppe Pinzani, un'Annunciazione (1633) di Matteo Rosselli, una maestosa tavola col Crocifisso che parla a san Tommaso (1590 circa) del Poppi, e San Vincenzo che esorcizza un ossesso (1664 circa) di Vincenzo Dandini.
Chiesa di Sant'Agostino
La chiesa ha una pianta basilicale e racchiude al suo interno la Madonna della Consolazione di Giovan Battista Naldini, l'Elemosina di san Tommaso (1660) di Lorenzo Lippi, Immacolata dell'Empoli (1630 circa) e una tela attribuita a Simone Pignoni.
Chiesa di San Francesco
All'interno è visibile il monumento sepolcrale di Geminiano Inghirami (1460 circa), di Pasquino da Montepulciano (in uno stile vicino anche a Antonio Rossellino), attigua alla chiesa, la cappella Migliorati.
Basilica dei Santi Vincenzo e Caterina de' Ricci
La chiesa, ultimata alla fine del Cinquecento, venne completamente rinnovata dopo la canonizzazione di Caterina de' Ricci (esempio di misticismo più importante prima di Santa Maria Maddalena de' Pazzi) nel XVIII secolo. Ha al centro un prezioso altare marmoreo del Ticciati: raffigurante Santa Caterina abbracciata dal Crocifisso; sotto l'altare è conservata l'urna dove è posto il corpo incorrotto della Santa. Altri miracoli legati a Santa Caterina sono presentati nei rilievi sulle pareti (Ticciati e Vincenzo Foggini), mentre gli eleganti altari marmorei ospitano un bel Martirio di santa Caterina d'Alessandria, di Vincenzo Meucci, una cinquecentesca Natività di Michele delle Colombe e tele del Pucci, autore anche degli affreschi sulla volta con la Gloria di santa Caterina e angeli. Notevole, in una cappellina, il raffinato rilievo marmoreo quattrocentesco con la Madonna e il Bambino, di Matteo Civitali.
Chiesa dello Spirito Santo
La piccola chiesa ha al suo interno una Presentazione al Tempio (1468) di Filippo Lippi, e una notevole Sant'Anna, Madonna e Bambino (1530 circa), di Michele Tosini e Ridolfo Ghirlandaio, la Visitazione (1584) di Niccolò Latini (dove compare la citazione di un bambino a cavallo di un manico di scopa). Sull'altare principale troviamo la Pentecoste (1598) di Santi di Tito e di fianco l'Annunciazione (1370 circa) di Jacopo di Cione e un rilievo col Battista (1475 circa), di Francesco Ferrucci.
Chiesa di Santa Maria del GiglioSantuario ricostruito nel 1680, conserva un imponente altare in scagliola su disegno di Giovan Battista Balatri, completato nel 1705 da una tela di Pier Dandini con Dio Padre e santi.
Chiesa di San Bartolomeo
Costruita originariamente nel XIV secolo per i Carmelitani, andò distrutta nel 1944. Ricostruita nelle forme attuali nel 1958, all'interno conserva parte dei capolavori dell'antica chiesa come una Trinità con gli evangelisti, santa Caterina e san Carlo Borromeo dell'Empoli, due tele del fiammingo Livio Mehus (Riposo durante la fuga in Egitto e il Matrimonio mistico di santa Caterina, del 1675 circa), dipinti di Santi di Tito, Pier Dandini, Leonardo Mascagni e un imponente Crocifisso ligneo del 1320-30.
Chiesa di San Niccolò
L'altare maggiore in marmi colorati (1647) ospita una vivace Assunta (1697) di Alessandro Gherardini; di lato un tabernacolo rinascimentale (1478) di Francesco Ferrucci; nella chiesa sono inoltre interessanti pale del XVI-XVIII secolo e affreschi del Tre-Quattrocento: come Madonna col Bambino e i Santi Niccolò e Domenico, attribuito a Antonio Vite, e un quattrocentesco affresco con Storie di San Nicola, di Pietro di Miniato.
Chiesa di San Fabiano
Fondata prima del 1082 come badia, apparteneva a un monastero benedettino, passato poi ai vallombrosani, venne poi concessa ai minori francescani (1726). La badia nel 1783 divenne sede del seminario (in uso, ma non aperta al pubblico).
Chiesa di San Clemente
La chiesa dell'omonimo monastero di clausura ha una struttura cinquecentesca e altari seicenteschi: il maggiore ospita una Sacra conversazione (1535 circa) di Fra' Paolino, i laterali un San Clemente del 1520 circa e una settecentesca Madonna del Rosario, copia da una pala romana di Giovan Francesco Romanelli (in uso, ma non aperta al pubblico).

##### Fuori le mura
- Chiesa di Santa Maria della Pietà
- Santuario della Madonna del Soccorso
- Chiesa di San Pietro a Iolo
- Chiesa di Sant'Andrea a Iolo
- Chiesa di Santa Cristina a Pimonte
- Chiesa di San Giorgio a Colonica
- Chiesa di San Lorenzo a Pizzidimonte
- Chiesa della Madonna dell'Ulivo
- Chiesa di San Pietro a Grignano
- Pieve di Santa Maria a Filettole
- Chiesa di Sant'Anna in Giolica
- Tempio Buddhista del Fiore Universale (Puhua si 普花寺)

### Architetture militari

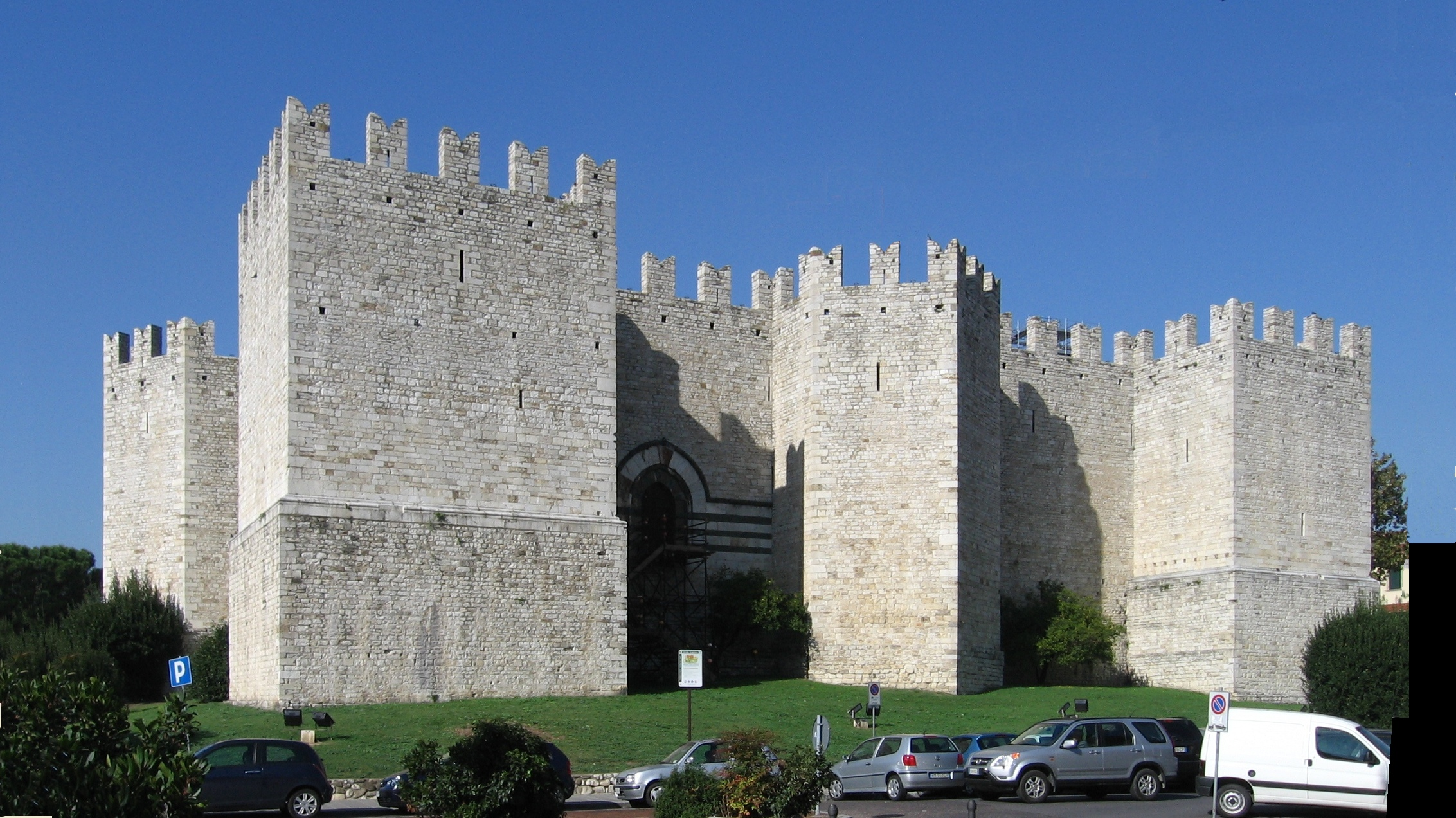
Il Castello dell'Imperatore

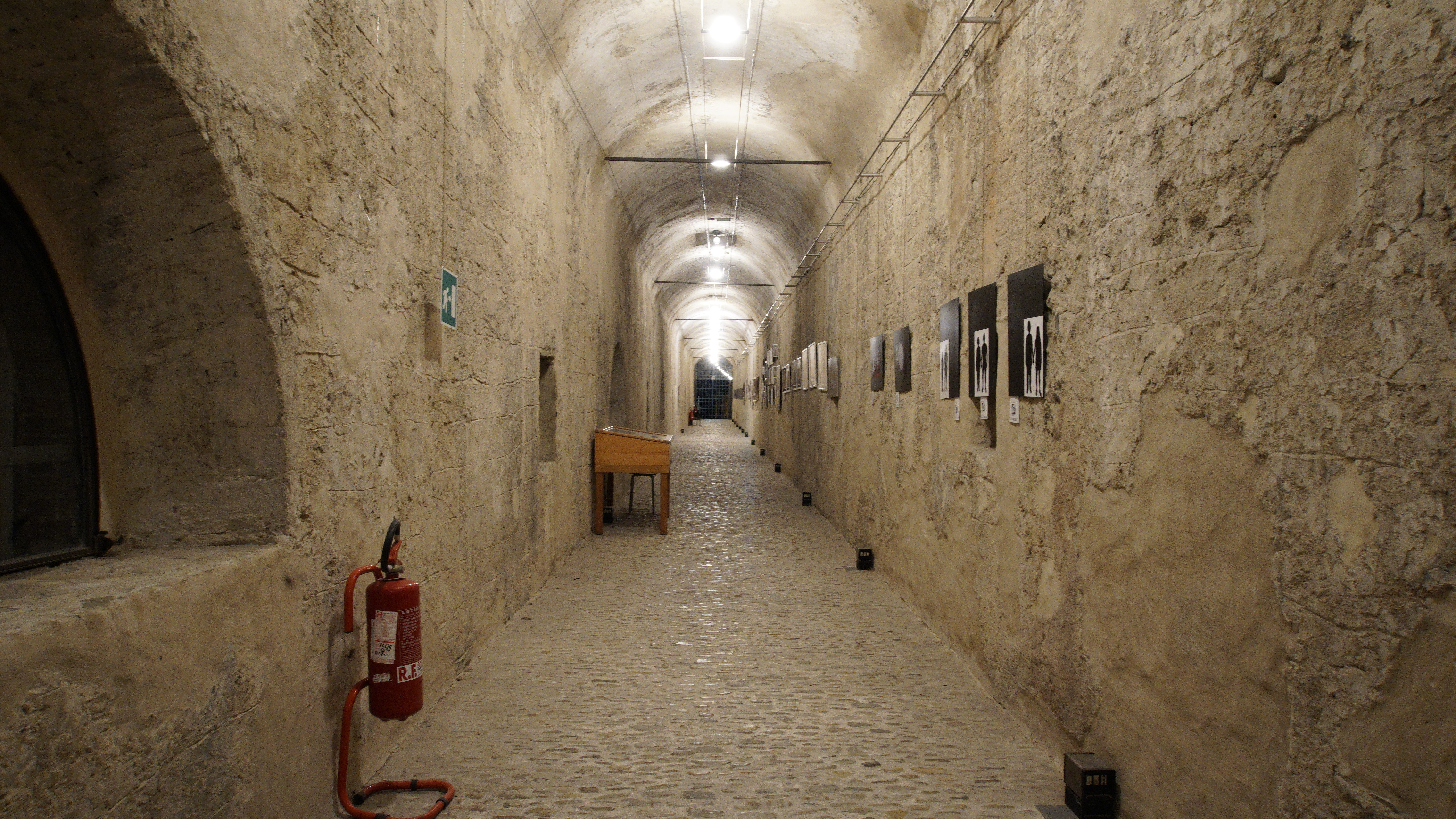
Interno del cassero medievale

Castello dell'Imperatore e CasseroCastello svevo, voluto dall'imperatore Federico II, a pianta quadrata, con otto torri (sei a base quadrata e due pentagonali) è situato nel pieno del centro storico.
Mura di PratoCostruite in pietra alberese a partire dal 1300 circondano, ancora oggi, quasi per intero il centro della città.

### Architetture civili

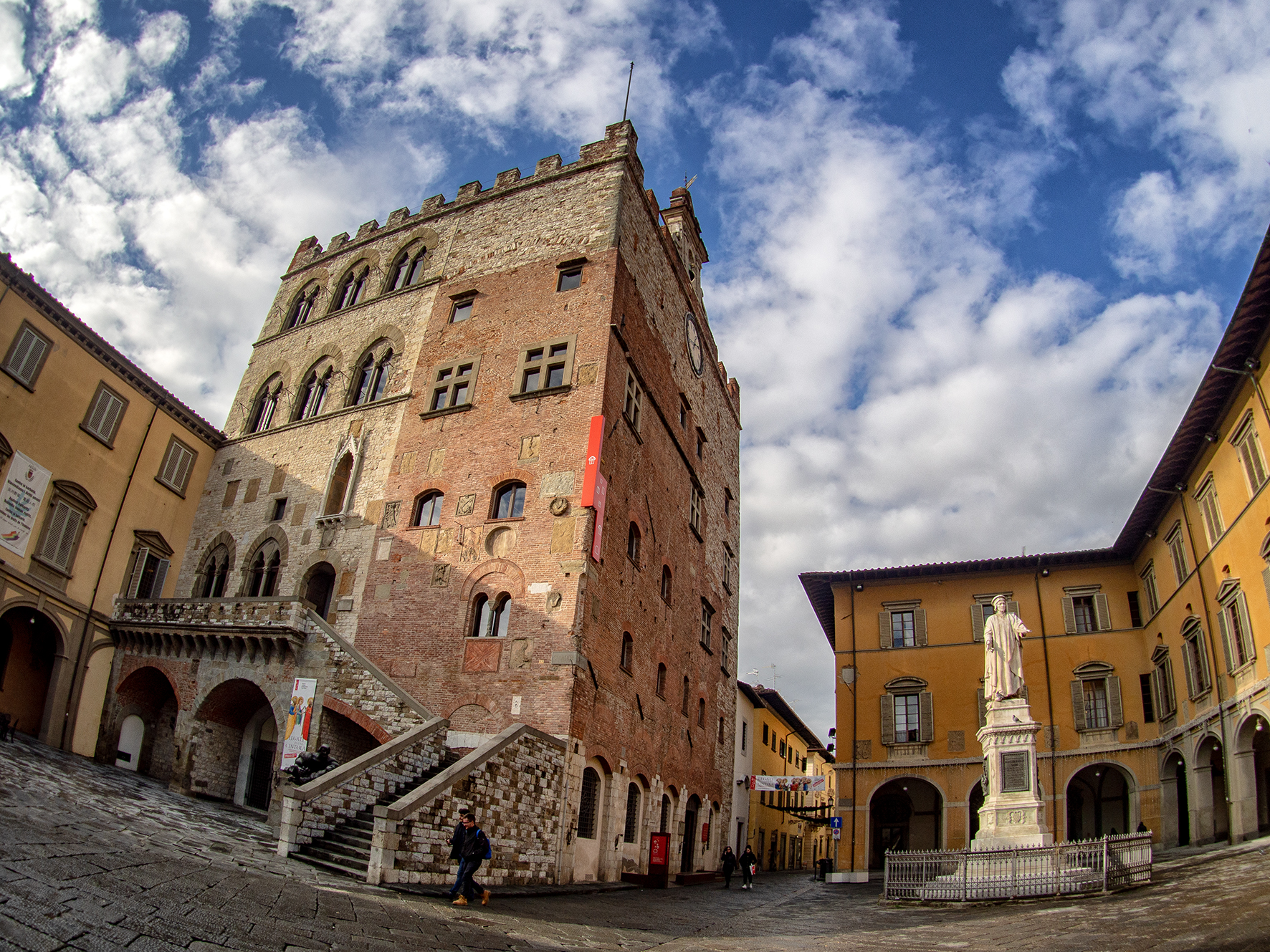
Il Palazzo Pretorio sede del Museo Civico

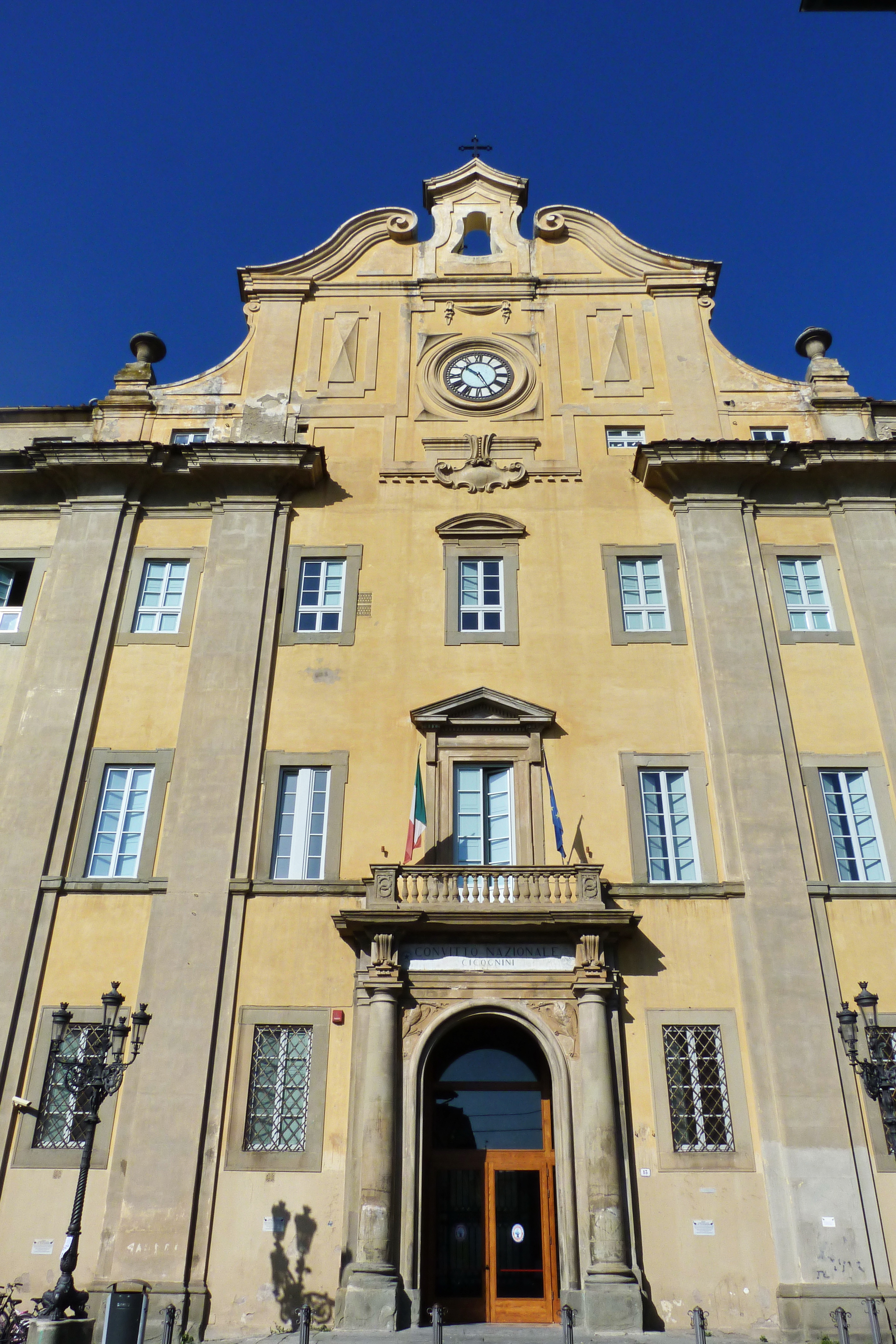
Il Convitto Cicognini

#### Palazzi storici

##### In piazza del Duomo
Palazzo Vescovile
Antica residenza dei proposti della pieve è ancora oggi residenza del Vescovo di Prato. La facciata è caratterizzata da un portale bugnato, sovrastato dallo stemma in pietra del cardinale Carlo de' Medici, ultimo proposto pratese, dal 1619 al 1653, prima della creazione della Diocesi.
Palazzo VestriSituato in piazza del Duomo sorto al posto dell'antica chiesa di San Giovanni Rotondo ha assunto le forme attuali durante la ristrutturazione del 1820-1830 a cura dell'architetto Giuseppe Valentini.
Palazzo DragoniStorica sede dell'Accademia degli Infecondi, si trova sul lato opposto alla Cattedrale su piazza del Duomo.
Palazzo Lorini PitteiLa sua storia inizia nel Duecento con Bonato di Baldanza e Tancredi di Orlandino che avevano edificato due case torri separate una delle quali ancora visibile su via del Corso, mentre la facciata su piazza del Duomo presenta ancora i tratti duecenteschi.

##### In piazza del Comune
Palazzo Pretorio
Nel Medioevo era la sede del Podestà. Nacque nel XIII secolo dalla fusione di tre edifici preesistenti. Nel Cinquecento venne aggiunto l'attuale coronamento merlato e il campanile a vela. Oggi vi ha sede il Museo Civico riaperto al pubblico nel 2013.
Palazzo ComunalePalazzo porticato di aspetto neoclassico, prospiciente Palazzo Pretorio. È l'attuale sede del Comune.

##### Nel centro storico
Palazzo DatiniEretto nel XIV come abitazione per il mercante Francesco Datini è stato decorato da importanti artisti come Agnolo Gaddi e Niccolò Gerini sia nelle sale interne sia all'esterno.
Collegio CicogniniIl più antico istituto scolastico di Prato. La sua origine risale al 1692, per opera dei padri Gesuiti, in seguito al lascito del canonico Francesco Cicognini. Qui hanno studiato, fra gli altri, Gabriele D'Annunzio e Curzio Malaparte.
Torri gemelle di via GaribaldiSono le torri più alte sopravvissute a Prato: quella in alberese risale al XII secolo, e quella in mattoni fu realizzata come ampliamento della prima nel XIII secolo.
Palazzo VaiÈ uno degli edifici più grandi del centro storico della città, è oggi sede del Palazzo delle Professioni e dell'Università Monash.
Palazzo Banci BuonamiciEretto preesistenze del XII secolo è oggi la sede della Provincia di Prato.
Palazzo degli AlbertiDi origini duecentesche, al suo interno si trova anche la "Galleria di Palazzo degli Alberti", che raccoglie la ricca collezione di quadri e sculture della Cassa di Risparmio di Prato.
Palazzo Buonamici NenciniL'interno, di struttura medievale, conserva un salone con stucchi e dipinti da Gian Domenico Ferretti, rappresentanti Alessandro Magno e la famiglia di Dario e la Storia di Jefte (1728-30).
Case Nuove in piazza MercataleProgettate da Giovan Battista Foggini, scultore e architetto granducale.
Palazzo Geppi NaldiniDi forme settecentesche si trova in piazza San Francesco, sul lato opposto dell'omonima chiesa.

#### Ville
- Villa Aldobrandini
- Villa Il Palco
- Villa delle Sacca
- Villa Martini

#### Architetture civili dell'Ottocento e Novecento

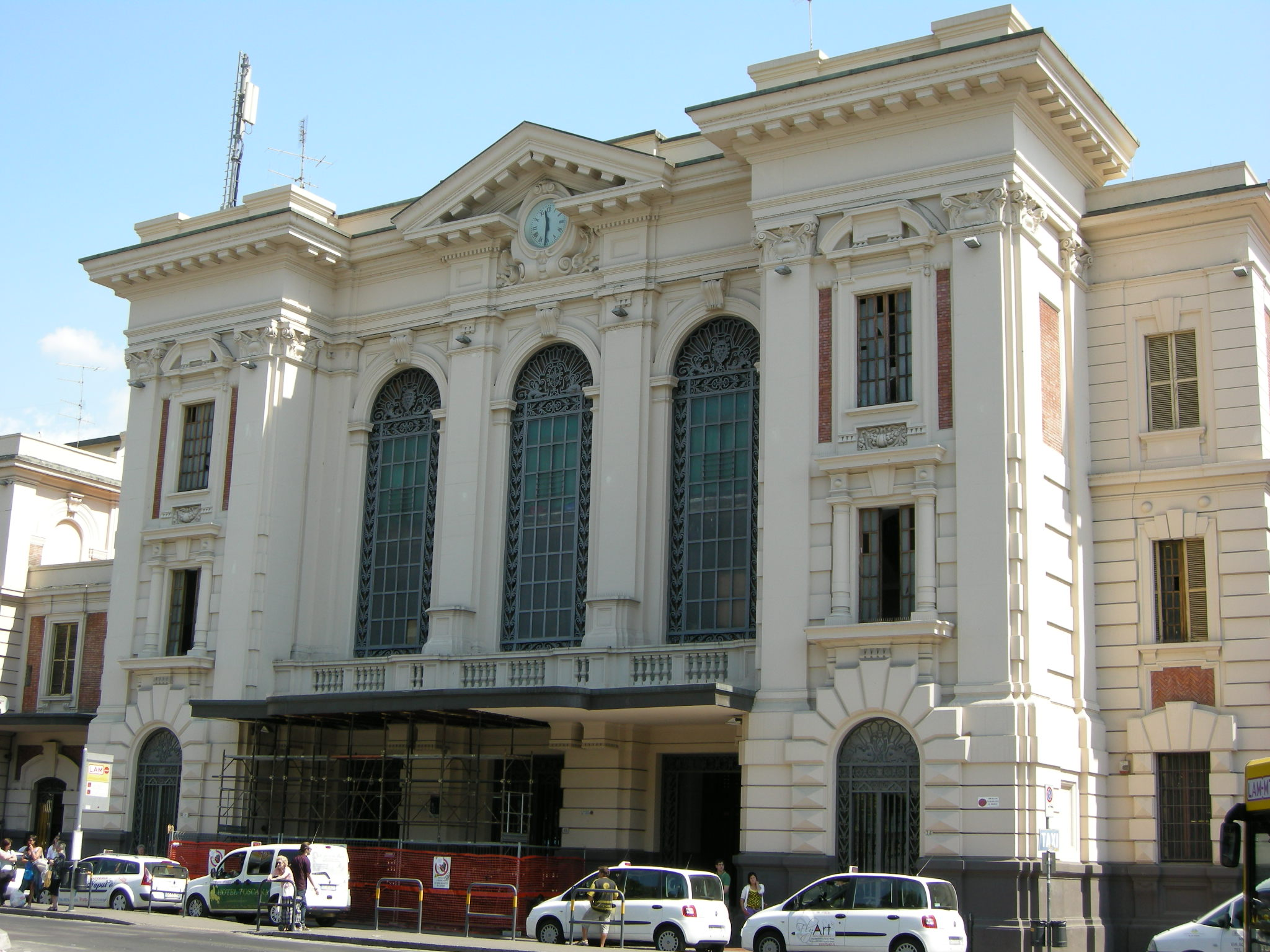
Stazione ferroviaria di Prato Centrale

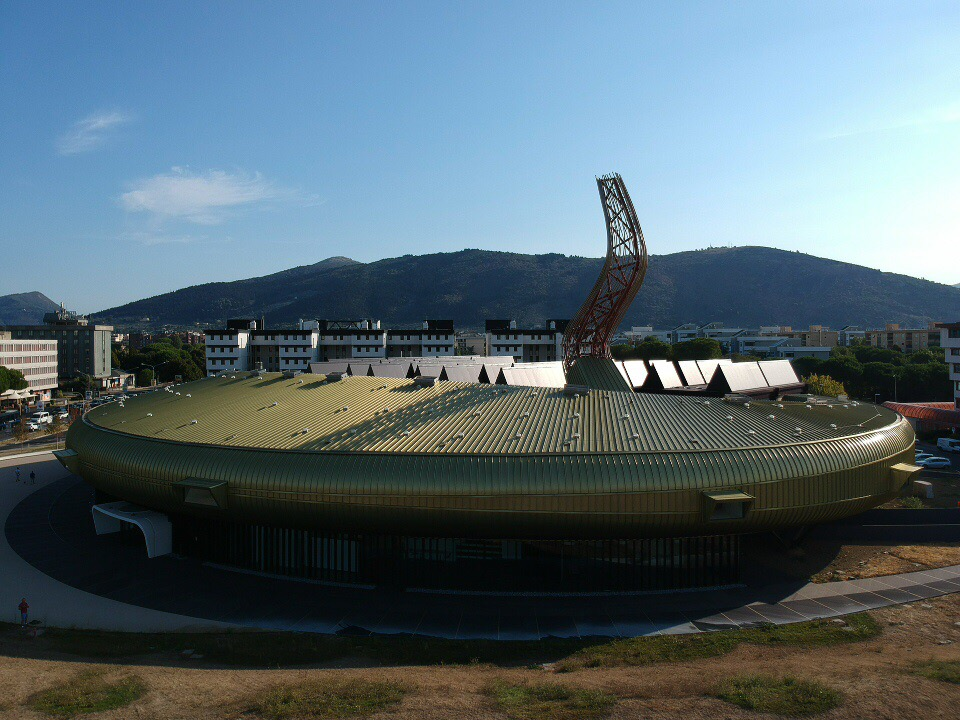
Museo di Arte Contemporanea Luigi Pecci

- Museo di Arte Contemporanea Luigi Pecci
- Teatro Metastasio
- Stazione ferroviaria di Prato Centrale
- Orfanotrofio Magnolfi
- Ex Casa del Littorio
- Palazzo della Pubblica Assistenza L'Avvenire
- Teatro Politeama
- Teatro Fabbricone
- Cassa di Risparmio di Firenze
- Cementificio Marchino
- Lanificio Figli di Michelangelo Calamai
- Sede INAIL
- Ex Macelli Pubblici
- Cimitero della Misericordia

In città ci sono importanti esempi di archeologia industriale. Si tratta di grandi opifici tessili che sono stati trasformati per altri usi pur mantenendo intatta la propria architettura.

### Piazze principali

Piazza del Duomo

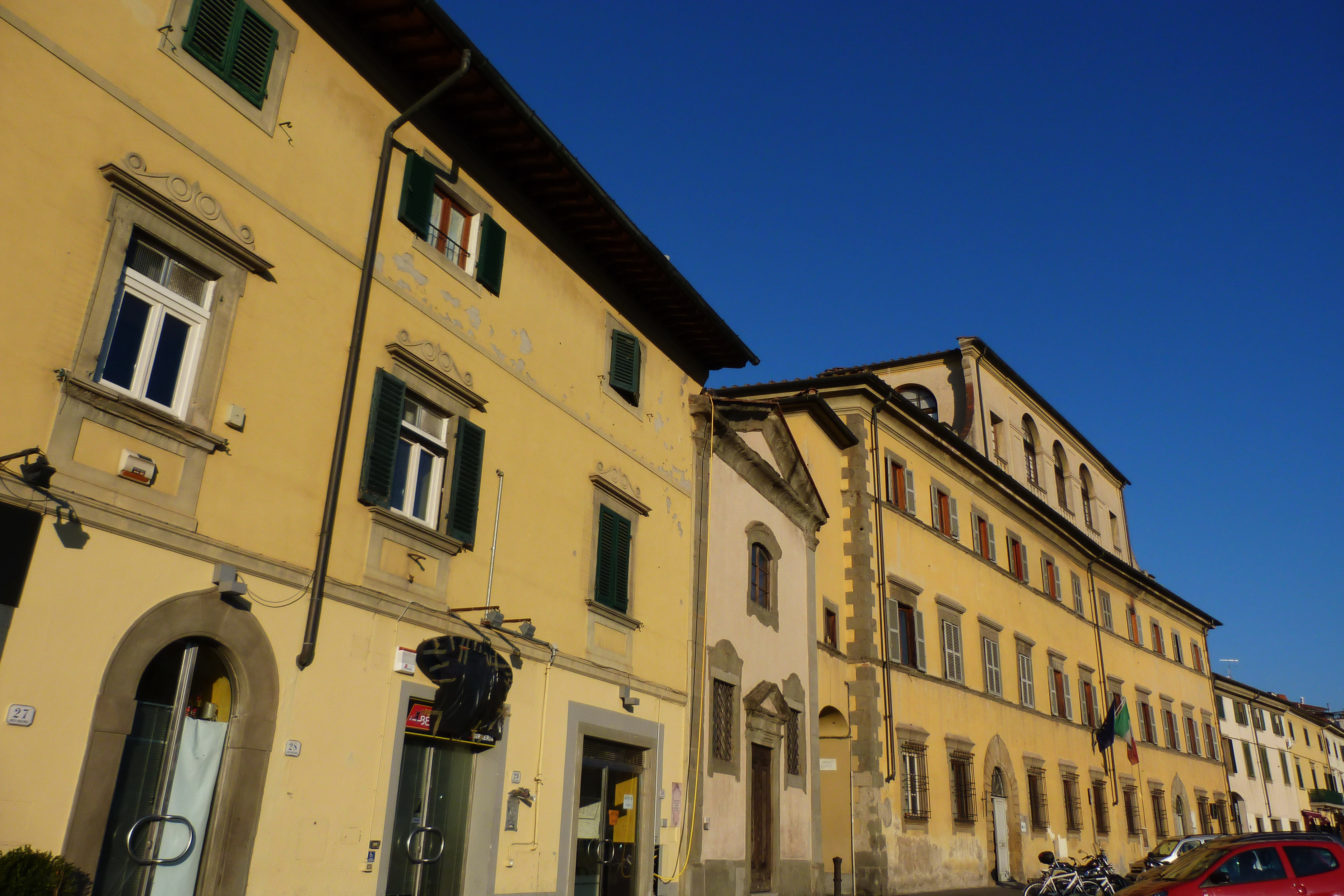
Palazzi su piazza Mercatale

Prato ha una disposizione "canonica" degli ambienti del centro storico, con una piazza dedicata al potere religioso (Piazza del Duomo), una a quello politico laico, piazza del Comune appunto, e una per i commerci, Piazza Mercatale. A queste piazze si aggiunsero dalla fine del Trecento le piazze antistanti alle chiese degli ordini mendicanti, grandi abbastanza per contenere le folle che assistevano alle prediche dei frati: Piazza San Francesco per i francescani, Piazza San Domenico per i domenicani e Piazza Sant'Agostino per gli agostiniani. Solo nel Quattrocento si aggiunse la Piazza delle Carceri davanti al Santuario di Santa Maria delle Carceri.
Piazza del DuomoÈ la piazza principale e cuore religioso della città per la presenza della cattedrale di Santo Stefano. È il nucleo originario intorno al quale si svilupperà.
Piazza del ComuneDa secoli il centro del potere civile della città, è caratterizzata dalla presenza del Palazzo Pretorio, della Fontana del Bacchino e dal palazzo del Comune.
Piazza MercataleDi origine medievale, è una delle piazze più grandi d'Italia.
Piazza Santa Maria delle CarceriÈ dominata dall'imponente castello medievale e dalla Basilica di Santa Maria delle Carceri.
Piazza San FrancescoSul lato est è presente la chiesa di San Francesco e l'annesso convento francescano dove è ubicata la Cappella Migliorati.
Piazza Sant'AgostinoUtilizzata nell'Ottocento per il mercato della legna, è chiusa a nord dalla Chiesa di Sant'Agostino che nacque da un oratorio nel 1271 fatto costruire dagli Agostiniani e poi ampliato fino al 1440.
Piazza San DomenicoNella piccola piazza è presente, oltre all'omonima chiesa, anche la basilica minore di Santa Caterina de' Ricci.
Piazza San NiccolòFiancheggiata da edifici del Settecento a nord e del 1865 a sud, è chiusa sul fondo dal fianco della chiesa del Monastero e dal muro di cinta del cortile del Conservatorio di San Niccolò. Al centro della piazza si trova una fontana circondata da aiuole in pietra.

### Ponti sul fiume Bisenzio

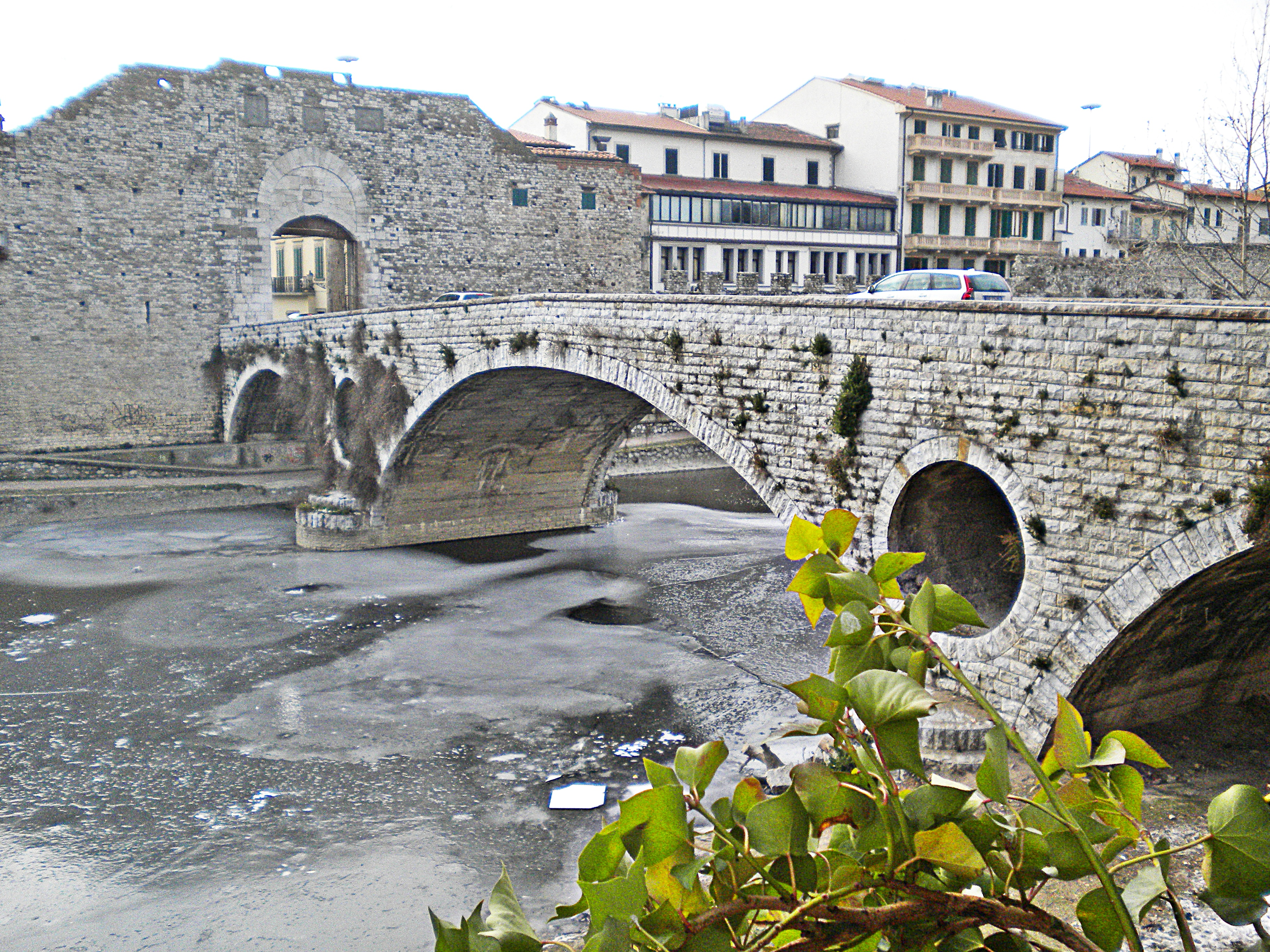
Ponte del Mercatale

#### Antichi
- Ponte Mercatale

Documentato dal 1291, ampliato e modificato nei secoli successivi, fino al suo allargamento negli anni 1920, è il ponte di accesso all'omonima piazza. Il ponte fu fatto saltare dai tedeschi in ritirata dopo i pesanti bombardamenti alleati del 1944 e poi fu ricostruito cercando di recuperare l'originaria struttura medievale.
- Ponte Ciuffaldino (o Ciuffardino) (distrutto)

Antico ponte medievale a cui si accedeva da via di San Giorgio e da via di Santa Margherita, detta in antico contrata Bisenzonis. Fino agli anni 1980 era visibile nel greto del fiume la pigna centrale.
- Ponte Ponzaglio (distrutto)

Situato a nord dell'attuale ponte della Passerella, di questo ponte medievale resta solo un tronco di pilone, con tanto di lati acuminati che servivano al taglio delle acque del Bisenzio, che lambiva le attuali mura del Serraglio, oggi visibile al piano basso del parcheggio coperto.
- Ponte Petrino

L'attuale ponte sorge sul sito storico dell'antico ponte romano, la cui presenza è ricordata dall'antroponimo che lo associa al geniere e generale delle legioni romane, Marco Petreio, detto Petrino (110 a.C. - aprile 46 a.C.). Il nuovo ponte, inaugurato nel 1966, è costruito in cemento armato e attraversa il fiume Bisenzio con tre campate di circa 18 metri ciascuna, è lungo 52 metri ha un piano viabile largo oltre venti metri.

#### Moderni
- Ponte pedonale della Passerella

Ponte della Passerella

Ponte alla Vittoria

Inaugurato nel 1935 è stato progettato dall'ingegnere triestino Giulio Krall (1901-1971), vincitore della gara di appalto indetta dal Comune di Prato. L'opera presenta delle analogie con quello presentato da Nervi dipende evidentemente da un'analoga analisi delle tecnologie disponibili, del contesto e dei limiti di costo e non certo da una pedissequa imitazione. È costituito da una struttura ad arco a tre cerniere, determinata dalle indicazioni richieste dalla municipalità: un'unica luce di 60 metri con l'intradosso alla medesima quota del ponte ferroviario. Per poter utilizzare una forma ad arco era quindi necessario eliminare le spinte laterali che non era possibile far assorbire alle spalle del ponte, visto che il piano d'imposta era sopraelevato di 10 metri dal terreno di fondazione. Krall nella memoria ci informa anche che la prova di carico del collaudo fu fatta con 650 kg/m² di peso vivo, che la freccia di abbassamento al centro dell'arco con tale carico era stata di 6 mm e che il costo totale dell'opera fu di 200 000 lire.
- Ponte XX Settembre

Realizzato in seguito a un concorso di progettazione del 1963 su disegno di Giuseppe Gori e Sergio Egoroff, due progettisti con una vasta esperienza nella progettazione dei ponti. Il ponte è costituito da travi appoggiate in cemento a sezione variabile. La forma generale dell'impalcato presenta una leggera curva catenaria che evidenzia e rende leggibile lo schema strutturale delle travi parallele.
- Ponte Francesco di Marco Datini

Costruito negli anni 1980, collega viale Galilei a via Lambruschini, non ha particolari pregi architettonici.
- Ponte alla Vittoria

Costruito negli anni '30, unisce viale Vittorio Veneto nel tratto compreso tra piazzale Europa e piazza della Stazione centrale.

### Sculture monumentali

Ferdinando Tacca, Fontana del Bacchino (copia novecentesca realizzata per preservarne l'originale, conservato nell'adiacente Palazzo Comunale)

#### Nel centro storico
- Ferdinando Tacca, Fontana del Bacchino (1659 - 1665), piazza del Comune
- Henry Moore, Forma squadrata con taglio (1969-1971), piazza San Marco
- Mariano Falcini, Fontana del Pescatorello, piazza Duomo
- Antonio Garella, Monumento a Francesco Datini, piazza del Comune
- Alessandro Lazzerini, Monumento a Giuseppe Mazzoni, piazza del Duomo
- Antonio Maraini, Monumento ai Caduti di Prato, piazza delle Carceri
- Ferdinando Tacca, Fontana dei Delfini, piazza San Francesco

#### Fuori dal centro
- Oreste Chilleri, Monumento a Gaetano Magnolfi, piazza della Pietà
- Giò Pomodoro, Isla Nigra. A Pablo Neruda (1975-1976), giardini via Carlo Marx
- Marco Bagnoli, L'anello mancante alla catena che non c'è 1989 2018, (2018), piazza Ciardi
- Luciano Minguzzi, Ippolito (1978), presso chiesa della Sacra Famiglia
- Mauro Staccioli, Scultura Prato (1988), giardino del Centro per l'arte contemporanea Luigi Pecci
- Anne e Patrick Poirer, Exegi monumentum aere perennius (Poirer)|Exegi monumentum aere perennius (1988), giardino del Centro per l'arte contemporanea Luigi Pecci
- Sol LeWitt, Irregular Tower (1997), giardino del Centro per l'arte contemporanea Luigi Pecci

### Aree naturali
La città ha al suo interno alcune aree naturali protette che la legge tutela per il loro particolare interesse naturalistico, ambientale o storico-culturale. Queste aree contengono ecosistemi prevalentemente o largamente intatti, ambienti e paesaggi di rilievo tale da richiedere un intervento istituzionale per garantirne la conservazione alle future generazioni.
- Centro di Scienze Naturali
- Area naturale protetta del Monteferrato
- Cascine di Tavola
- Area naturale protetta della Calvana

Nel maggio 2024, tra via Allende e Tobbiana, è stato inaugurato il Bosco delle Neofite, parco urbano di 7.500 metri quadrati curato da Stefano Mancuso.

## Società

### Evoluzione demografica
Abitanti censiti

Mura medievali e vecchia fabbrica riconvertita in biblioteca

Nel corso del 2019 il numero di residenti nel comune di Prato continua a crescere, con un ritmo ancora più sostenuto rispetto agli anni precedenti. I residenti iscritti in anagrafe al 31 dicembre 2019 risultano 195 089, con un incremento di 499 unità rispetto al 31 dicembre 2017 (+0,26%). L'incremento della popolazione è dovuto esclusivamente all'apporto della componente straniera, la popolazione italiana residente a Prato continua a scendere. Nel 2019 il saldo naturale della popolazione italiana ha registrato un nuovo record negativo di 1 336 unità, cifra che supera anche il record negativo di 1 039 unità registrato nel 2018. Gli stranieri nel 2019 sono 42 371, ossia 1 835 unità in più del 2018, pari al +4,53%.
Nel 2018 il saldo migratorio si mantiene negativo ma con un numero più contenuto, anche rispetto allo scorso anno, -671. La somma dei due saldi evidenzia una diminuzione della popolazione italiana residente a Prato di oltre 1 700 persone, tuttavia, con l'acquisizione della cittadinanza italiana da parte di 638 cittadini stranieri nel corso dell'anno, la diminuzione del contingente di popolazione italiana scende a 1 072 unità.

### Etnie e minoranze straniere

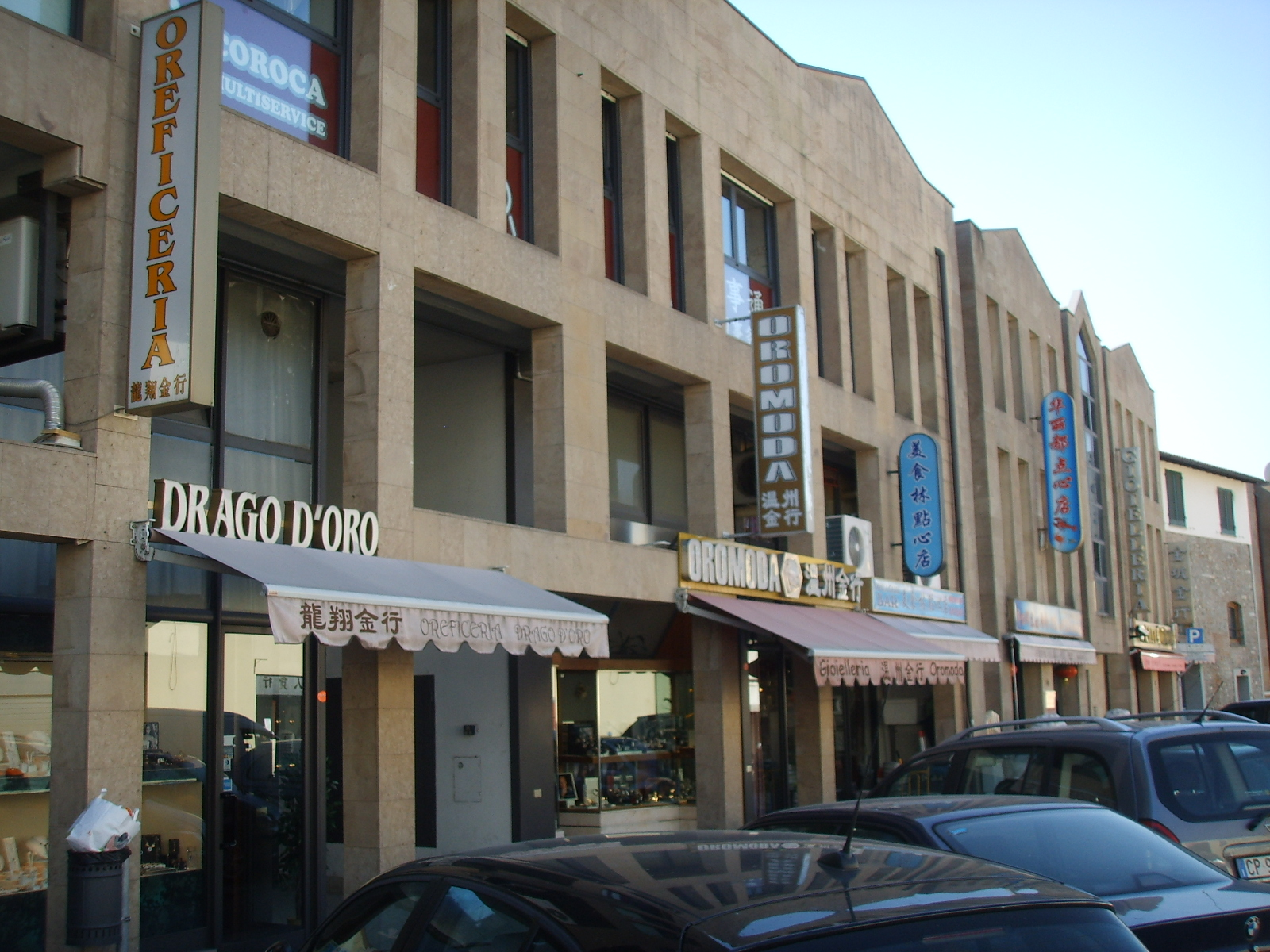
Veduta di negozi cinesi in via Antonio Marini

Variazione percentuale degli stranieri residenti del comune di Prato dal 1995 al 2019

Secondo i dati del comune di Prato al 31 dicembre 2019 la popolazione straniera residente era di 42 371 persone (21 072 maschi e 21 299 femmine) e rappresenta il 21,72% sul totale dei residenti (nel 1998 la percentuale era del 3,61%, nel 2008 del 13,05%). L'incidenza della popolazione straniera sulla popolazione totale è aumentata di un punto percentuale nel corso del 2019: dal 20,8% di fine 2018 a 21,7% alla fine del 2019. 
Al 31 dicembre 2023 gli stranieri residenti nel comune erano 49 899, ovvero il 25,32% della popolazione. Di seguito sono riportati i gruppi più consistenti:
- Cina 32 942
- Albania 3 520
- Romania 2 896
- Pakistan 2 540
- Marocco 1 308
- Nigeria 703
- Bangladesh 688
- Georgia 631
- Filippine 472
- Senegal 415

La comunità cinese (proveniente principalmente dalla provincia cinese di Zhejiang) è la comunità straniera principale della città e una delle più grandi in Europa (la quarta dopo Londra, Parigi e Milano).
In alcuni quartieri, la concentrazione di cittadini madrelingua mandarino è tale che gran parte delle attività commerciali hanno cartelli e insegne bilingui (italiano e cinese).

### Lingue e dialetti
(Antico motto del popolo pratese - Curzio Malaparte)
(idem - nella parlata di Prato)
Il dialetto pratese fa parte dei dialetti toscani. La maggiore particolarità fonetica, tra l'altro diffusa in modo parziale, è una gorgia particolarmente rafforzata, si osserva cioè il dileguo di /k/ intervocalico; questo colpisce anche la /t/ dei participi passati che passa rusticamente a /k/ e successivamente dilegua: ad esempio spettacolo e capìto diventano spettà'olo e capì'o. A Prato, non s'osserva il passaggio di /ns/, /ls/, /rs/ a [nʦ], [lʦ], [rʦ], comune nel resto della Toscana.

### Qualità della vita

#### Una città "amica degli animali"
ll Comune di Prato è primo in classifica nel 10º rapporto Animali in città 2022 di Legambiente. Questa indagine valuta i servizi che Amministrazioni comunali e Aziende sanitarie locali dichiarano di offrire ai cittadini che hanno animali d'affezione per favorire la migliore convivenza in città con animali padronali e selvatici.

## Cultura

### Musei

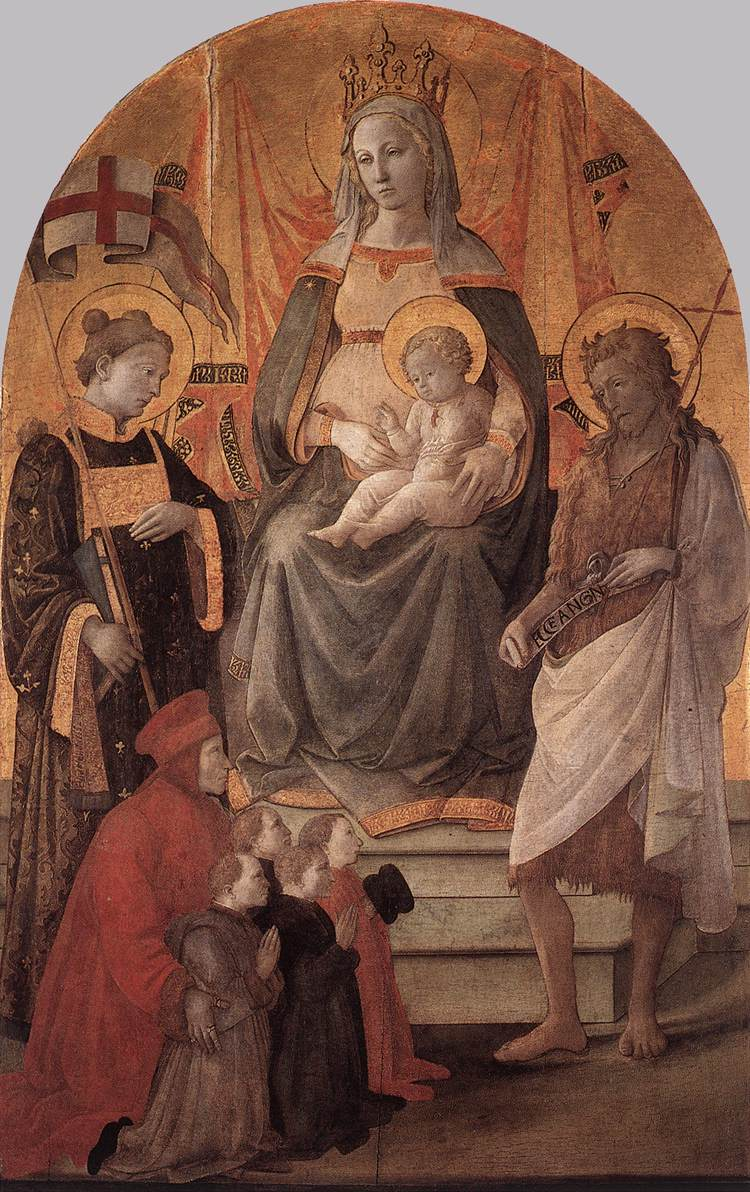
Filippo Lippi, Madonna del Ceppo, Museo Civico

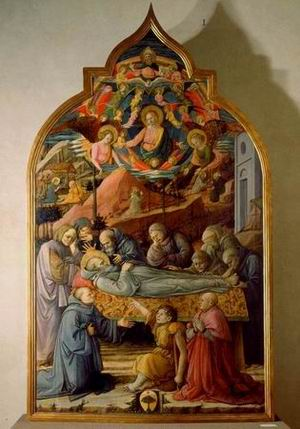
Filippo Lippi, Esequie di San Girolamo, Museo dell'Opera del Duomo

Data la notevole ricchezza artistica della città, Prato ha un elevato numero di musei costituiti da una ricchezza e da una varietà articolata di collezioni custodite per la maggior parte in edifici antichi.
A testimonianza della rilevanza artistica della città è la presenza di alcune opere importanti provenienti da Prato nei più importanti musei del mondo. Tra queste meritano di essere ricordate la statuetta etrusca proveniente da Pizzidimonte adesso al British Museum (Londra), la Madonna della Cintola originariamente nella Cappella del Sacro Cingolo del Duomo ora al The Metropolitan Museum of Art (New York), il Giovanni Battista di Francesco da Sangallo dalla Basilica di Santa Maria delle Carceri presso la Frick Collection (New York), due tele di Ludovico Cardi, detto il Cigoli raffiguranti San Francesco e una Circoncisione, originariamente nella chiesa di San Francesco, sono adesso al Museo dell'Ermitage (San Pietroburgo), uno scomparto della predella proveniente dalla chiesa di San Giusto a Faltugano è alla National Gallery (Londra) mentre l'altro è presso il Philadelphia Museum of Art.

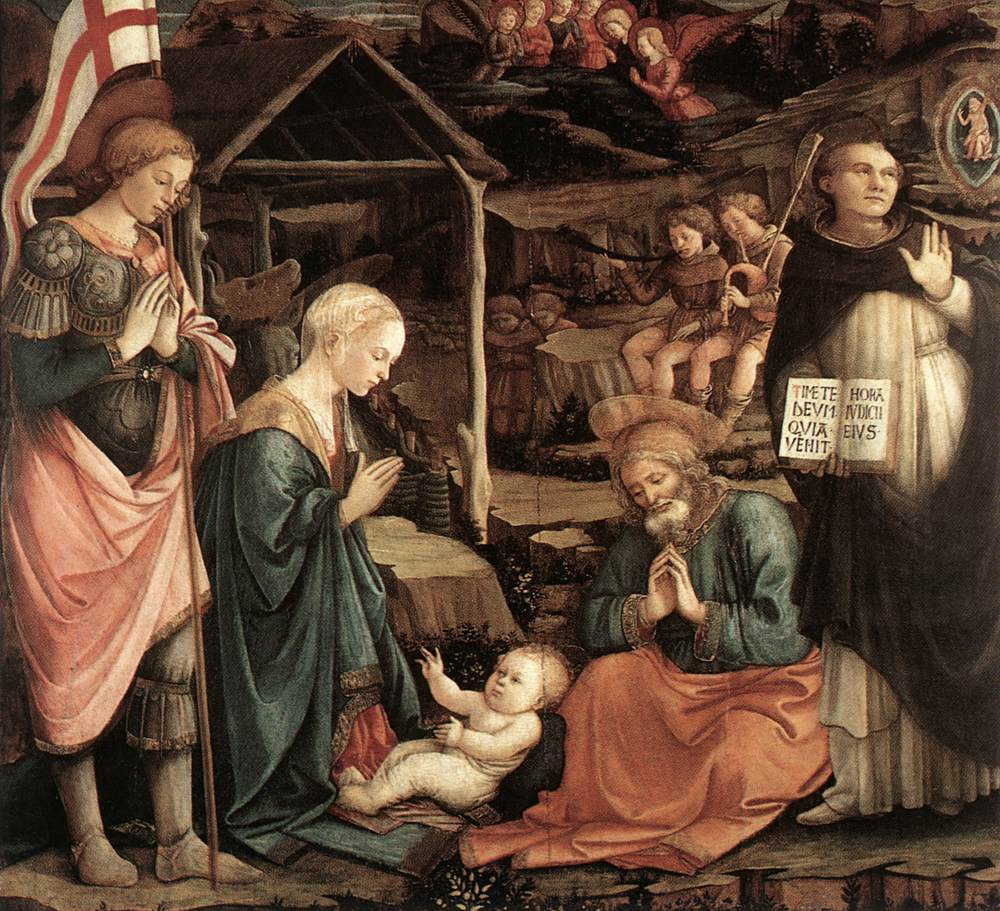
Filippo Lippi, Adorazione del Bambino di San Vincenzo Ferrer, Museo Civico

Museo di Palazzo PretorioAperto nel 1912 nelle stanze di Palazzo Pretorio, ha alcune delle opere più importanti dei pittori dal XIV secolo al Rinascimento che spaziano da Filippo Lippi e Filippino Lippi, Bernardo Daddi, Giovanni da Milano e Donatello, fino ad arrivare al neoclassico Lorenzo Bartolini e al contemporaneo J. Lipchitz.
Museo dell'Opera del DuomoFondato nel 1967 in alcuni ambienti del Palazzo Vescovile e ampliato in più tempi per ospitare opere provenienti dalla Cattedrale di Santo Stefano e dal territorio diocesano.
Centro per l'Arte Contemporanea Luigi PecciLa struttura originaria, ispirata al modello polifunzionale del Centro Georges Pompidou di Parigi, comprende lo spazio espositivo, il CID/Centro di Informazione e Documentazione sulle Arti visive con la biblioteca specializzata sull'arte e sull'architettura contemporanea, il Dipartimento Educazione, inaugurato nel 1989.
Museo del TessutoÈ uno dei più importanti a livello nazionale ed europeo sulla storia e lo sviluppo della tessitura dall'antichità ai giorni nostri.
Museo di Casa DatiniForse l'unico palazzo mercantile medievale giunto integralmente fino a noi che aveva svolto anche un uso pubblico ospitando per due volte il re di Napoli Luigi II d'Angiò.
Museo di Pittura MuraleAperto nel 1974, fu il primo museo italiano specificamente destinato a ospitare affreschi staccati, sinopie (aperto su appuntamento).
Palazzo ComunaleAl primo piano del palazzo comunale, in quello che un tempo era il Teatro dei Semplici è allestita la storica "quadreria", sono conservati inoltre vari ritratti dei Podestà di Prato e dei Granduchi toscani (aperto su appuntamento).
Galleria di Palazzo degli AlbertiAll'interno del palazzo si trova anche la "Galleria di Palazzo degli Alberti", che raccoglie la ricca collezione di quadri e sculture che la Cassa di Risparmio ha acquistato nel corso degli anni (aperto su appuntamento).
Museo della Deportazione (a Figline)Costituito da oggetti provenienti dalle gallerie del lager di Ebensee. Questi furono raccolti negli anni 1970 da superstiti pratesi insieme a concittadini e donati al museo.
Museo del Centro di Scienze NaturaliHa raccolte di uccelli, mammiferi, pesci, rettili, insetti, conchiglie, minerali, rocce, erbari, reperti archeologici e paletnologici.
Museo di Scienze PlanetarieRaccoglie 400 campioni di meteoriti, impattiti e tectiti, e circa 4 100 minerali.
Museo del calcolatore "Laura Tellini"Esposizione di strumenti da calcolo, dai primi del '900 fino alle console ed ai primi personal computer degli anni '80.
Parco delle Bandiere PreunitarieVi sono esposte le bandiere degli Stati preunitari, del Tricolore Cispadano e Cisalpino fino all’attuale Tricolore della Repubblica Italiana.
Museo di Casa TintoriAll'interno sono esposte 300 opere realizzate da Tintori, cui si aggiungono le 100 sculture collocate nel giardino.:: Museo della Pieve di  Figline : Dalla chiesa di San Pietro è accessibile il piccolo Museo della Pieve (1973), che espone materiale di scavo, alcuni catini “figlinesi” e resti di matrici a impressione per catini (XIV secolo)
Antiche Stanze di Santa Caterina

### Teatri

Interno del Teatro Metastasio

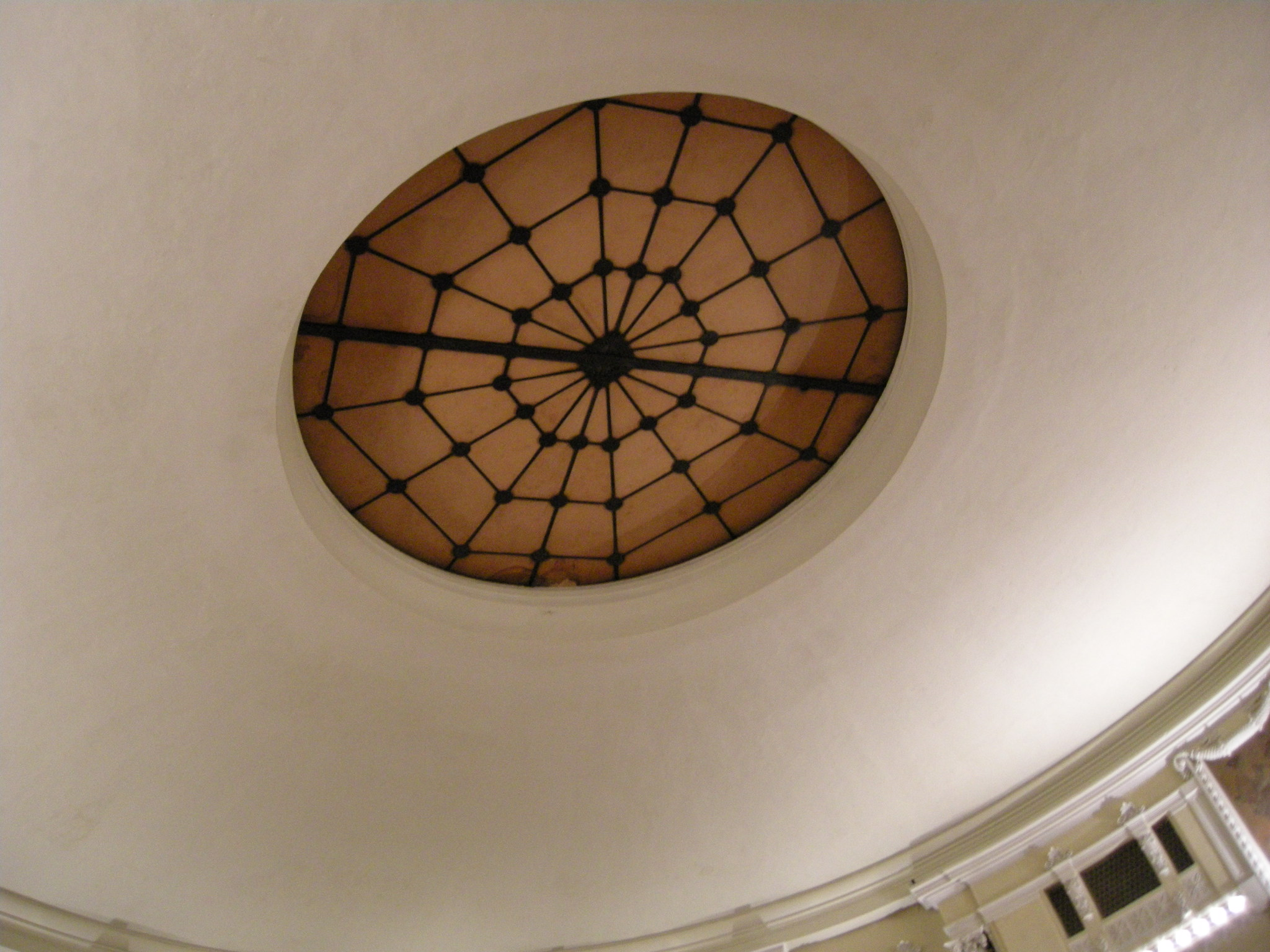
La cupola apribile progettata da Nervi nel Politeama Pratese

Prato vanta una tradizione teatrale che inizia nel Seicento con lo scomparso Teatro dei Semplici, abitato all'interno di quello che adesso è il Palazzo Comunale. Nel 1820, alcuni esponenti della borghesia cittadina promossero la costruzione di un nuovo teatro. Dopo svariate difficoltà, legate prevalentemente al luogo di realizzazione, nel 1826 fu ottenuta la concessione granducale per uno spazio teatrale nell'attuale posizione del Teatro Metastasio, in base a un nuovo progetto di Luigi Cambray Digny.
I teatri attualmente attivi a Prato sono:
- Teatro Metastasio, stabile della Toscana, oggi diretto da Franco D'Ippolito, viene inaugurato nel 1830. Dopo la seconda guerra mondiale il teatro rimase chiuso per ristrutturazione. La rinascita si deve al sindaco Roberto Giovannini che riportò il teatro allo splendore di un tempo. Il 22 ottobre del 1964 il Metastasio fu inaugurato con Il Trovatore di Giuseppe Verdi. Da quel momento il teatro è diventato un punto di riferimento originale e determinante nel panorama italiano e internazionale.
- Politeama Pratese, nato nel 1914, quando Bruno Banchini, noto atleta pratese di gioco del pallone, incaricò l'ingegnere Emilio Andrè progettare un grandioso “Politeama, un teatro che fosse più bello e più grande di quanti ne esistevano”[41]. Passarono undici anni fino alla realizzazione del suo sogno: nel 1924 venne dato a Pierluigi Nervi l'incarico per la copertura del teatro tuttora visibile.
- Fabbricone, ubicato in una storica struttura industriale pratese, viene utilizzato per la prima volta come spazio teatrale nel 1974 per accogliere l'Orestea diretta da Luca Ronconi. Oggi offre una programmazione improntata al teatro contemporaneo.
- Auditorium del Palazzo della Musica
- Cantieri culturali ex Macelli-Officina Giovani, spazio ricavato dalla ristrutturazione dei Macelli Comunali, è uno spazio polivalente dedicato alla promozione e alla produzione artistica giovanile.
- Teatro La Baracca.

### Biblioteche

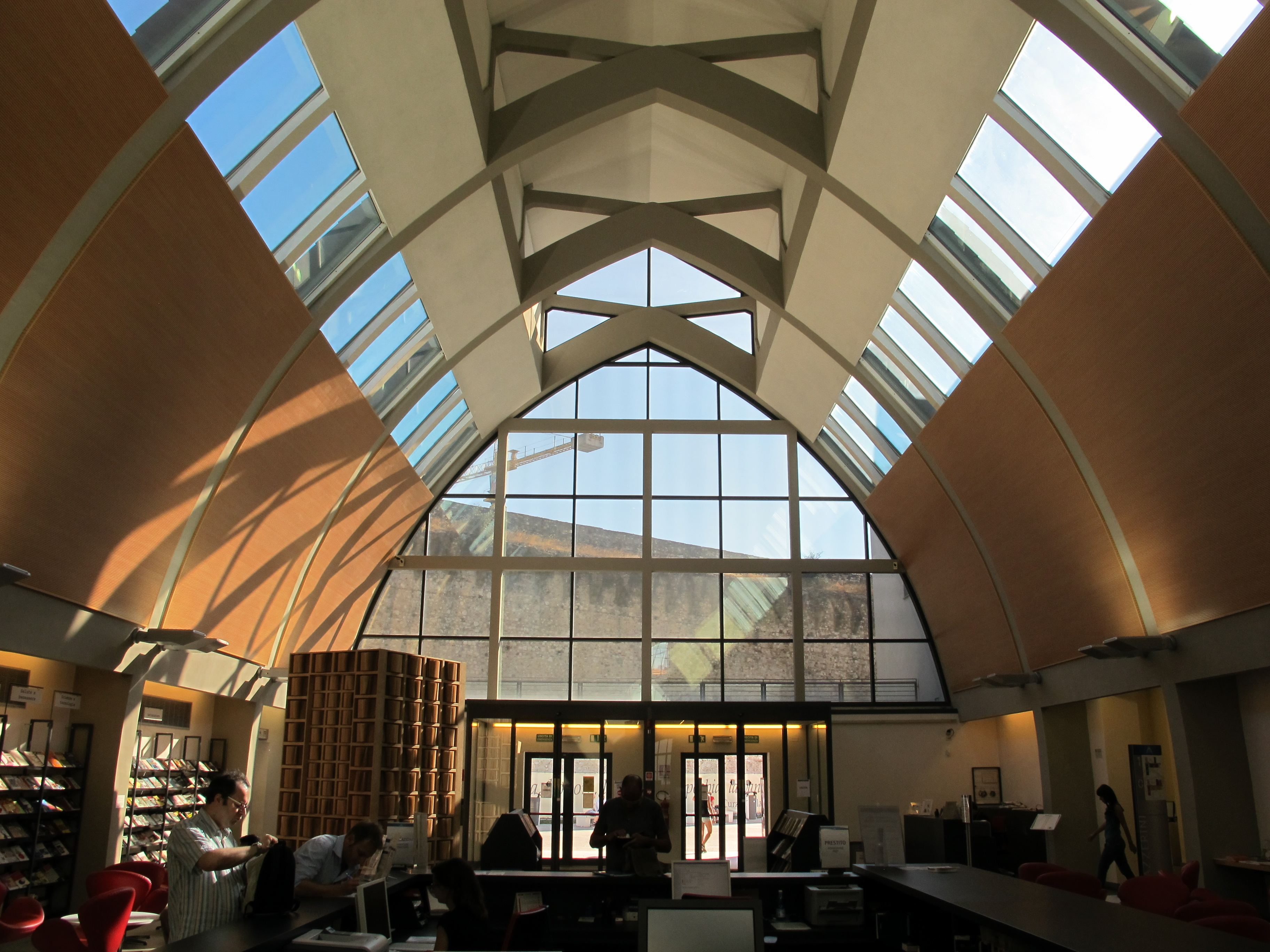
La nuova biblioteca Lazzeriniana, interno

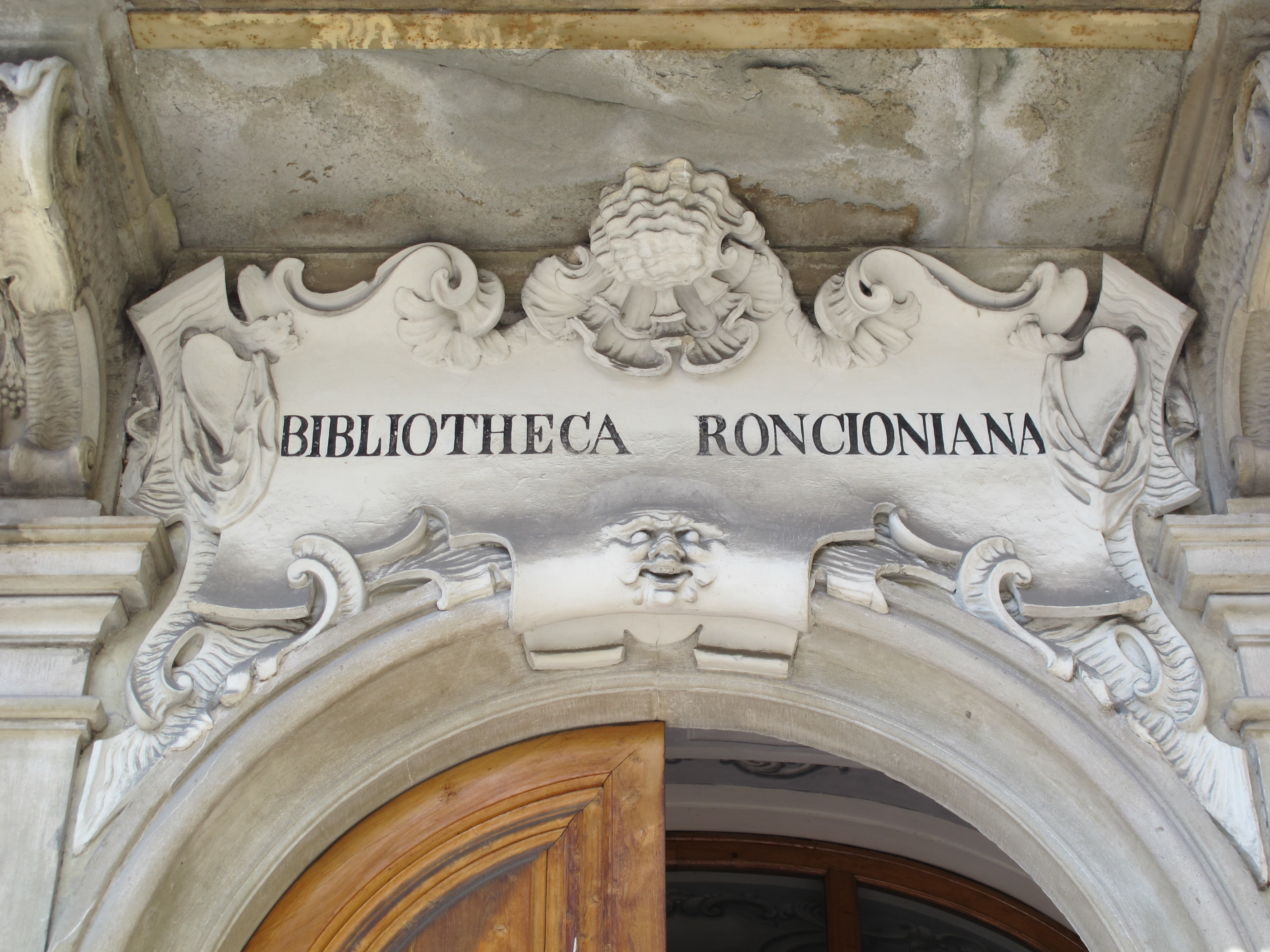
Biblioteca Roncioniana, ingresso

Biblioteca Roncioniana, affresco di Luigi Catani

#### Biblioteche comunali
- Biblioteca "Alessandro Lazzerini", via Puccetti 3
- Biblioteca "Peppino Impastato", via F. Corridoni 11
- Biblioteca "Antonio Bruni", via degli Antichi Mestieri 56[42]
- Biblioteca Ovest, via I. del Lungo 12
- Biblioteca musicale "Luciano Bettarini", via S. Trinità 2
- Biblioteca "Luigi Pecci", viale della Repubblica 277

A Prato ha inoltre sede l'omonimo Circolo dei Lettori.

#### Biblioteche storiche
- Biblioteca Roncioniana, piazza San Francesco 27
- Biblioteca dell'Archivio di Stato di Prato, via Ser Lapo Mazzei 41

#### Biblioteche scolastiche e universitarie
- Biblioteca universitaria del PIN (Polo Universitario Città di Prato), piazza Ciardi 25
- Biblioteca del Convento di San Niccolò, piazza Cardinale Niccolò 6
- Biblioteca del Convitto nazionale Cicognini, piazza del Collegio 13
- Biblioteca del Liceo classico "Francesco Cicognini", via F. Baldanzi 16
- Biblioteca dell'Istituto tecnico commerciale "Paolo Dagomari", via di Reggiana 86

### Archivi
- Archivio di Stato, via Ser Lapo Mazzei, 41
- Archivio di Casa Datini, via Ser Lapo Mazzei, 43
- Archivio Storico del Comune di Prato, via Pomeria 26
- Archivio Storico Diocesano, via del Seminario, 28

### Istruzione

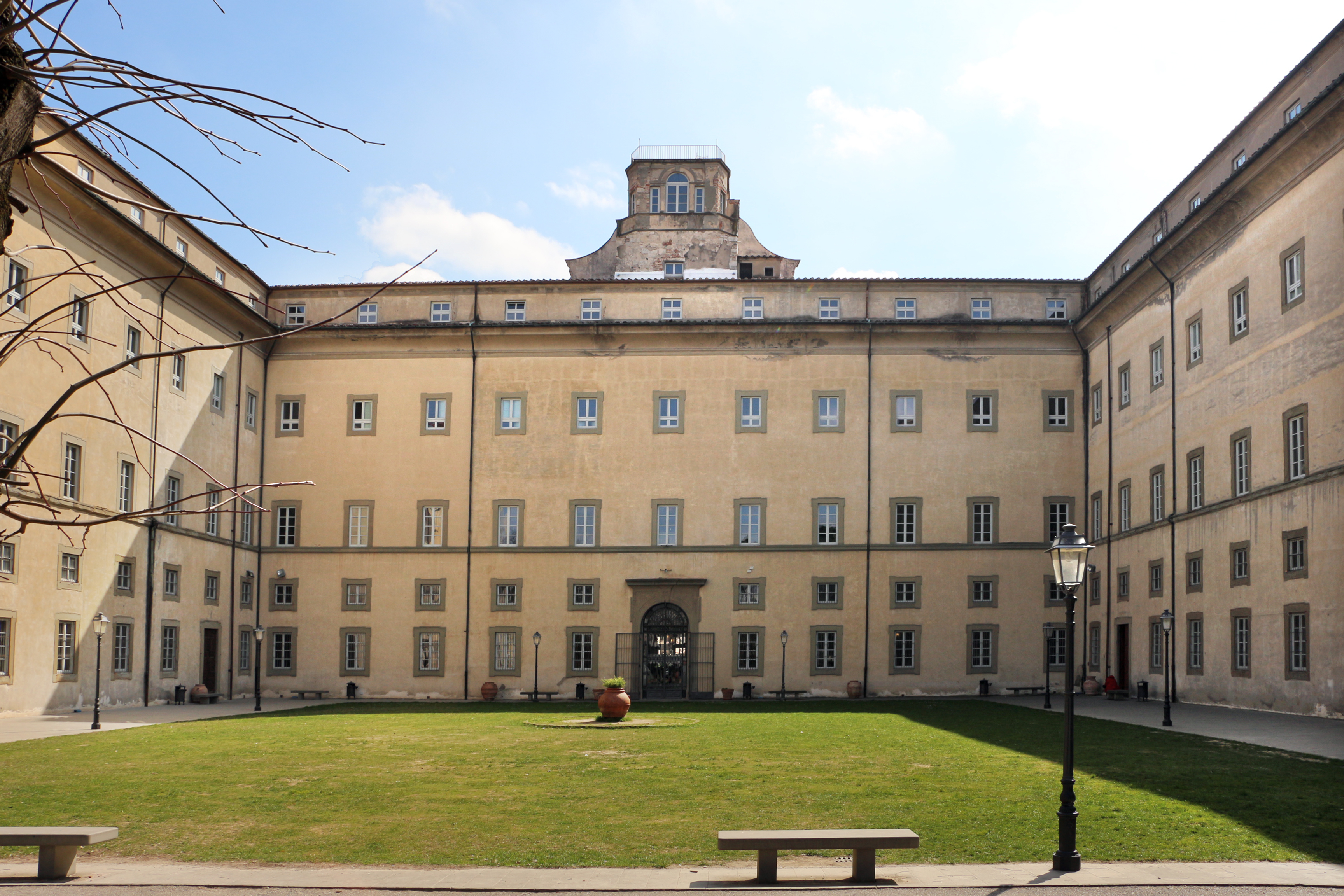
Convitto Nazionale Cicognini, cortile interno

Piazza dell'Università

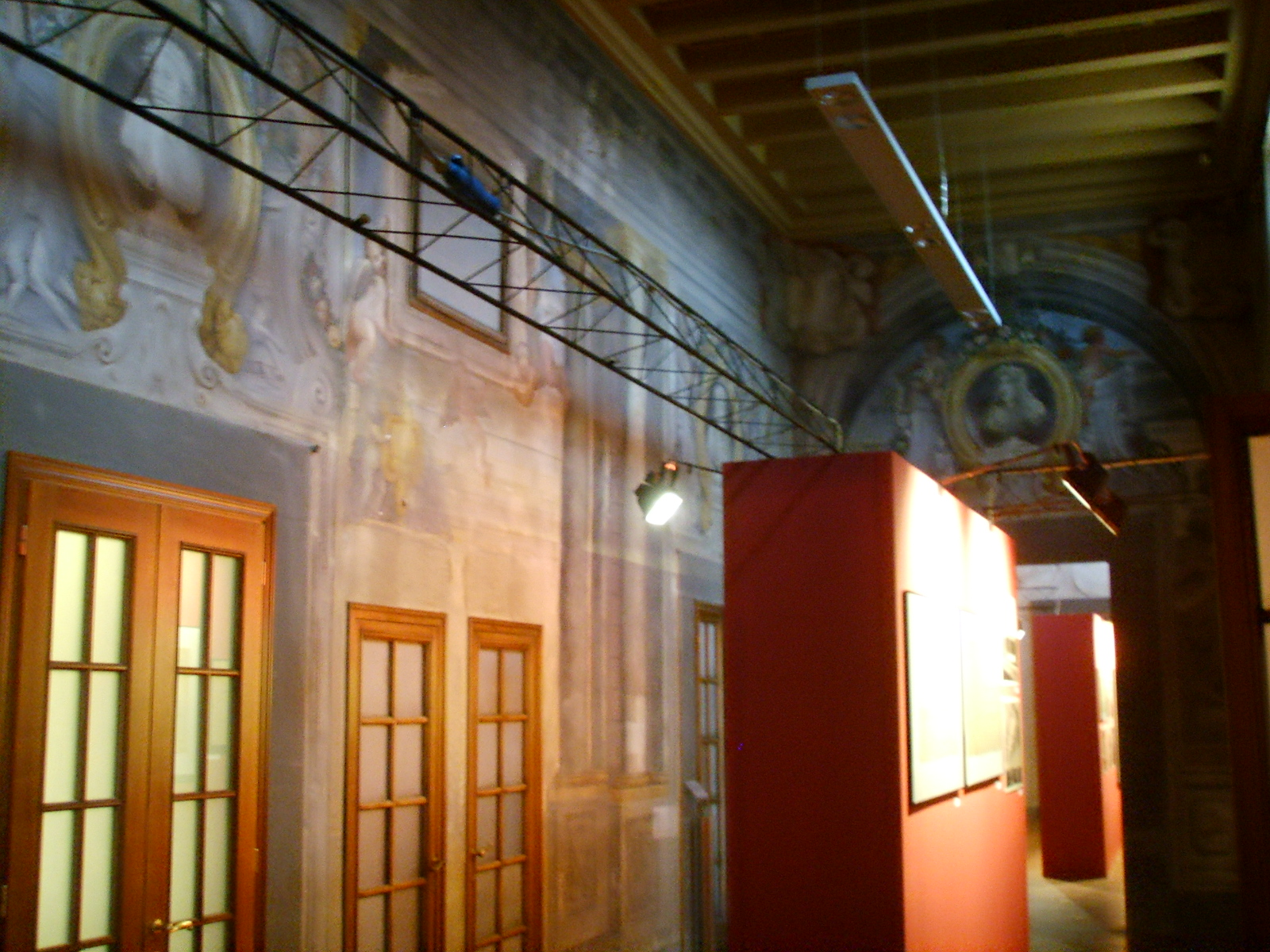
Affreschi a Palazzo Vai, sede dell'Università Monash

#### Università italiane
Dai primi anni novanta la città è sede di un importante centro universitario con oltre 2 000 studenti iscritti, denominato "Polo universitario Città di Prato", nato dalla collaborazione tra l'Università degli studi di Firenze e una società consortile nata dalla collaborazione tra Enti locali (in primo luogo il Comune di Prato) e vari soggetti privati, la PIN S.c.r.l., proprietaria dell'edificio (già sede del prestigioso Istituto T. Buzzi e ristrutturata per l'occasione) che ospita il polo. Presso di esso sono attivi alcuni corsi di studio facenti capo alle facoltà di Economia, Lettere e filosofia, Ingegneria, Medicina e chirurgia e Scienze politiche dell'ateneo fiorentino.

#### Università straniere
- University of New Haven, Stati Uniti, dal 2012[44]
- Università Monash, Australia, dal 2001 ha aperto la sua sede in Palazzo Vai[45]

#### Scuole superiori
- Conservatorio di San Niccolò
- Convitto Nazionale Statale "F. Cicognini"
- ISISS "F. Cicognini - G. Rodari" (liceo classico, scienze umane e musicale)
- Liceo Scientifico/Linguistico Statale "Carlo Livi"
- Liceo Scientifico/Linguistico Statale "Niccolò Copernico"
- Liceo Artistico Statale "Umberto Brunelleschi"
- Istituto Statale di Istruzione Superiore "A. Gramsci - J.M. Keynes"
- Istituto Tecnico Industriale Statale "Tullio Buzzi"
- Istituto Tecnico Commerciale Statale "Paolo Dagomari"
- Istituto Tecnico Agrario e Professionale Alberghiero di Stato "Francesco Datini"
- Istituto Professionale di Stato per l'Industria e l'Artigianato
- Istituto Tecnico Professionale Guglielmo Marconi

### Media

#### Stampa
- Due i quotidiani cartacei distribuiti in città e presenti con redazioni locali: La Nazione e Il Tirreno. Si tratta delle redazioni locali dei due più importanti quotidiani toscani con sedi centrali rispettivamente a Firenze per La Nazione e a Livorno per Il Tirreno. Entrambi hanno anche la propria edizione web. Presente solo online, invece, il quotidiano Notizie di Prato, attivo dal febbraio 2009 e attualmente edito da Toscana TV in sinergia con l'edizione pratese del tg.

#### Televisione
- TV Prato
- Toscana TV

#### Radio
- Rete Toscana Classica: emittente radiofonica pubblica della Regione Toscana, fondata nel 2002 a seguito di una petizione popolare. L'emittente possiede la sede e gli studi a Prato presso il Palazzo della Musica di via Santa Trinita[46]. La radio trasmette principalmente un palinsesto di musica classica o da camera.
- Radio Blu: con sede di trasmissione in viale della Repubblica, prima radio toscana per ascoltatori con oltre 300 000 ascoltatori. Dal 1979 al 2015[47] ha trasmesso il Pentasport, storico programma sportivo incentrato sulla Fiorentina.
- Radio Insieme: ha sede in via Roma e a Vernio.
- Radio Sportiva: radio tematica, a copertura nazionale, con sede di trasmissione in viale della Repubblica a Prato[48].

### Cinema
Film
Film ambientati a Prato (anche parzialmente, ordine cronologico):
- Giovanna (1956): cortometraggio sulle operaie tessili girato da Gillo Pontecorvo;
- Salvare la faccia: girato alla fine degli anni sessanta nel centro di Prato.[49]
- Viaje a Toscana (1970)
- Berlinguer ti voglio bene: girato nell'estate del 1977 a Prato e dintorni.[49]
- L'insegnante balla... con tutta la classe (1979); girato nel centro storico di Prato, in una scuola cittadina e nella discoteca Joy Joy (poi Pacha), si trovava sotto il centro commerciale Pratilia.
- Madonna che silenzio c'è stasera: girato in città nell'estate del 1982[49]
- Tutto Benigni (1983): l'incipit è girato a Vergaio, e una scena in Piazza Mercatale di notte, con la canzone Via con me di Paolo Conte in sottofondo.
- Amici miei - Atto IIIº: l'episodio delle giostre, girato alla villa del palco e alla Fiera di Prato nel settembre del 1985.[49]
- Mai con le donne: girato interamente in città nel 1986[49]
- Caino e Caino: girato interamente a Prato nell'estate del 1992[49]
- Cinque giorni di tempesta (1997): i protagonisti nella loro fuga passano per Prato.[49]
- Il signor Quindicipalle (1998): la scena della partita di biliardo finale è girata all'interno del Castello dell'Imperatore[49]; altre scene sono girate in alcune frazioni come Narnali (paese del regista e attore) e Iolo (rione della Garduna).
- Fughe da fermo (2001)[49]
- Aida delle marionette (2003)
- Sweet Sweet Marja: diverse scene girate nell'ottobre del 2006 in vari punti della città, in particolar modo in piazza del Duomo e nel quartiere di Mezzana.[50]
- Cenci in Cina (2009) ambientato a Prato
- Legend of Entrepreneurship (2012) ambientato a Wenzhou, Parigi e Prato.[51]
- Pezzi unici (2019): diverse scene girate in varie strade del centro cittadino.[52]

Sceneggiatori pratesi
- Piero De Bernardi, ha lavorato spesso in coppia con Leo Benvenuti, una delle coppie di maggiore successo della commedia all'italiana, collaborando tra l'altro alla saga di Fantozzi e alla trilogia di Amici miei.

Attori pratesi contemporanei
- Roberto Benigni
- Francesco Nuti
- Giorgio Panariello
- Maurizio Merluzzo

### Cucina

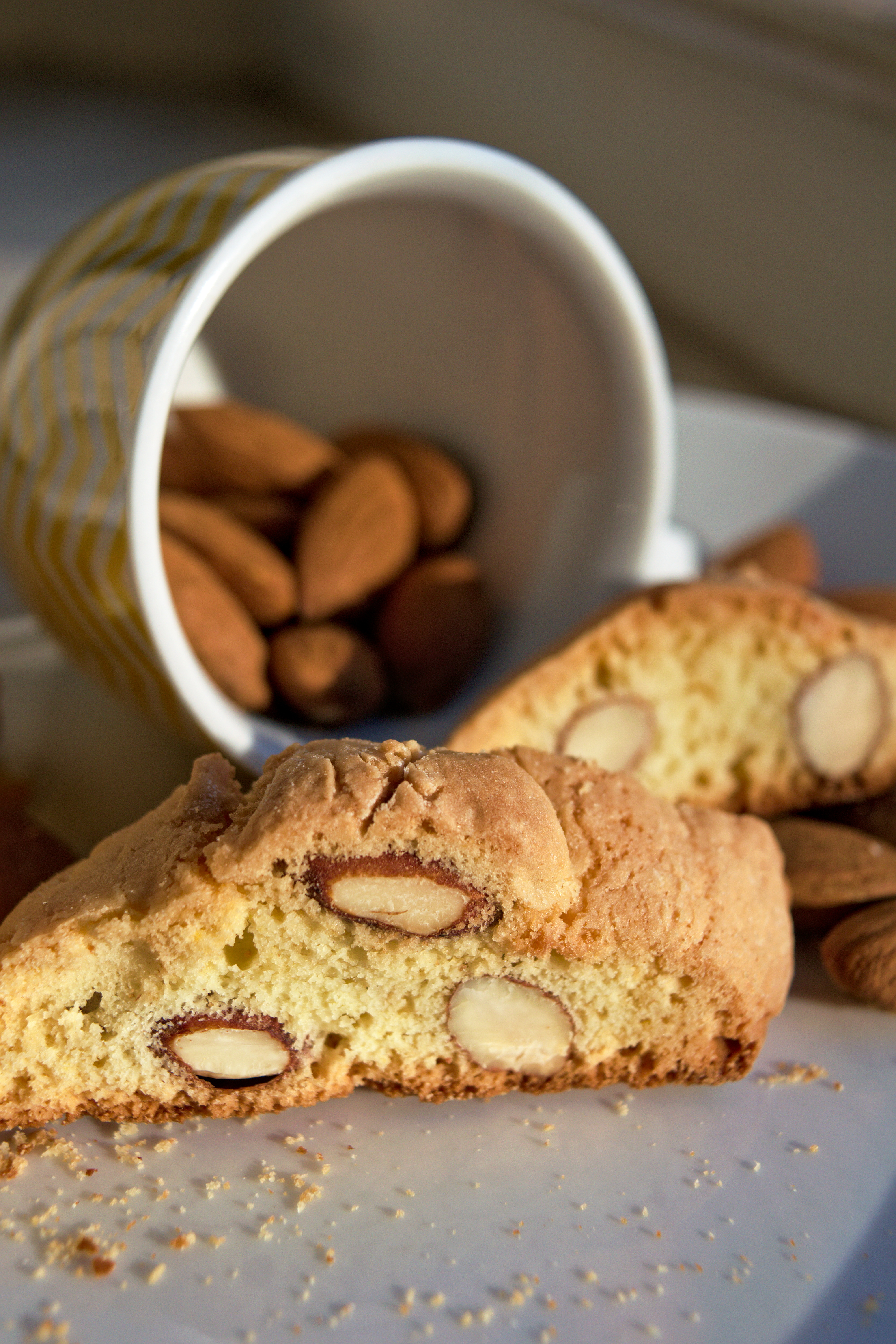
Biscotti di Prato, detti Cantucci

La cucina tipica pratese, come in generale quella di tutta la Toscana, utilizza i prodotti e ingredienti "poveri", provenienti soprattutto dal territorio.
Il pane, detto bozza pratese, è sicuramente l'elemento base della cucina. A Prato, come a Firenze, si è soliti usare il pane per preparare crostini coi fegatini, la panzanella e la pappa al pomodoro.

#### Piatti tipici
- Biscotti di Prato
- Bruttiboni
- Sedani ripieni alla pratese
- Mortadella di Prato
- Minestra di pane o Ribollita
- Carne bovina di razza Calvana
- Torta mantovana
- Pesche di Prato
- Vermouth di Prato
- Zuccherini
- Bozza pratese

### Eventi

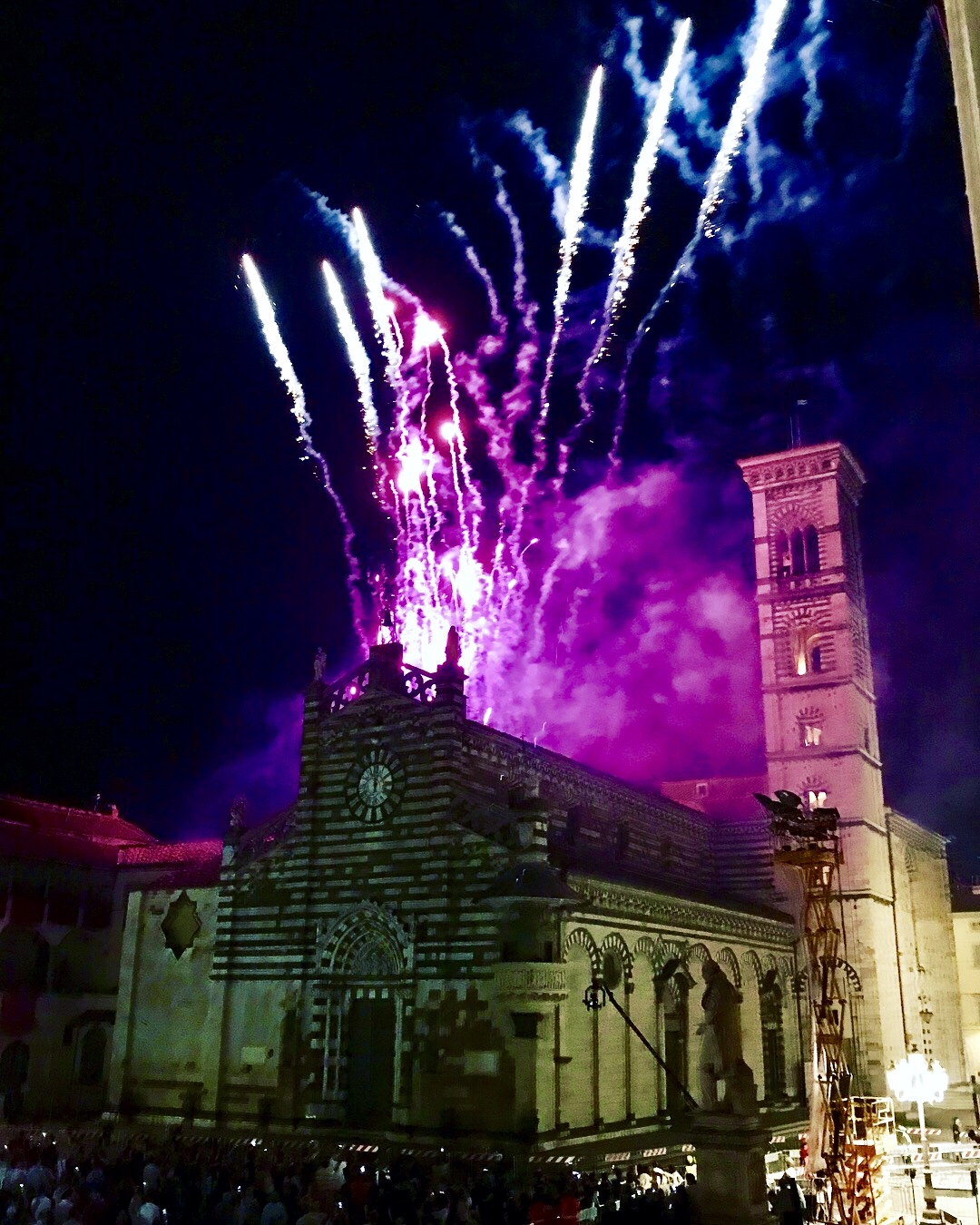
I fuochi d'artificio su piazza del Duomo durante il Corteggio Storico

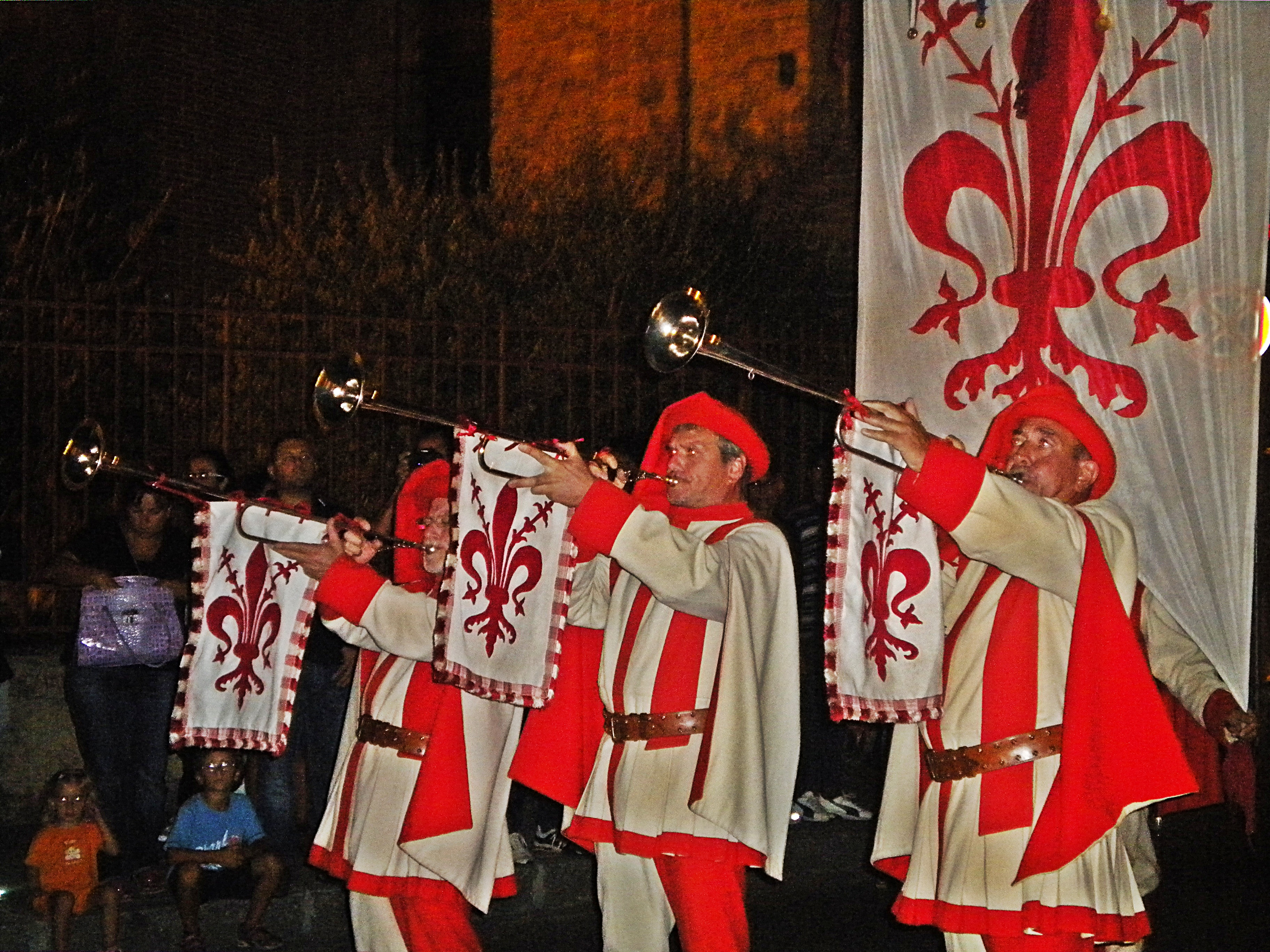
Corteggio Storico

#### Corteggio storico
L'8 settembre di ogni anno, per rendere omaggio alla Sacra Cintola, nel giorno della natività della Madonna, si svolge il Corteggio Storico. La sfilata in costume si svolge lungo le vie del centro, a cui partecipano gli armati di Città, il Corpo dei Valletti Comunali e altre centinaia di figuranti provenienti da varie città d'Italia. La processione termina in Piazza del Duomo, dove si ha l'evento più solenne della giornata: l'ostensione del Sacro Cingolo.
Il programma della festa è arricchito da varie esibizioni che si tengono per tutta la giornata in vari punti del centro storico, come, ad esempio l'esibizione degli sbandieratori, la gara di tiro con l'arco, il mercato medievale con rievocazioni degli antichi mestieri e tradizioni, gli spettacoli musicali, i fuochi d'artificio.

#### Palla Grossa
Il Gioco della Palla Grossa è tornato a essere disputato a Prato in Piazza Mercatale dal settembre 2012, dopo quasi trent'anni di assenza. Quattro i Rioni che si sfidano: i Rossi (Santa Trinita), i Gialli (Santo Stefano), gli Azzurri (Santa Maria) e i Verdi (San Marco).
A partire dal 2017, il campo di gioco viene trasferito da piazza Mercatale al Parco della Liberazione e della Pace.

#### Capodanno Cinese
In occasione dei festeggiamenti per il capodanno lunare, altrimenti conosciuto come Capodanno Cinese, le associazioni dei cittadini cinesi di Prato organizzano la tradizionale sfilata del drago, durante la quale dei manichini raffiguranti dei dragoni e dei leoni sono manovrati da una squadra di figuranti. La sfilata passa per la Chinatown locale e si conclude nel centro storico, richiamando decine di migliaia di spettatori anche da fuori città.

#### Contemporanea festival
Contemporanea festival è un festival internazionale di teatro che si svolge a Prato dal 1999. La manifestazione ha luogo alla fine maggio e presenta importanti artisti della scena teatrale contemporanea nazionale e internazionale.

## Geografia antropica

Archeologia industriale a Prato

### Suddivisioni storiche
I due assi viari principali del centro storico, incrociandosi in piazza del Comune, dividono il centro in quattro quartieri:
- Giuntalodi (Nord-Nord-Ovest)
- Inghirami (Est-Nord-Est)
- Cicognini (Sud-Sud-Est)
- Datini (Ovest-Sud-Ovest)

L'asse che taglia il centro da Sud-Sud-Ovest a Nord-Nord-Est è costituito da via Santa Trinita, piazza San Francesco, via Bettino Ricasoli, corso Giuseppe Mazzoni, piazza del Duomo e via Gaetano Magnolfi; l'altro asse, che va da Ovest-Nord-Ovest a Est-Sud-Est, percorre via San Vincenzo, piazza San Domenico, via Cesare Guasti, via fratelli Cairoli e via Giuseppe Mazzini.

### Suddivisioni amministrative

La pieve di San Pietro nel borgo di Figline

Il territorio comunale è suddiviso in cinque circoscrizioni amministrative: Nord, Est, Sud, Ovest e Centro.:
- Circoscrizione Nord: Cavagliano, Cerreto, Chiesanuova, Coiano, Figline di Prato, Galcetello, Galceti, Gli Abatoni, I Bifolchi, I Ciliani, La Torricella, Le Fornaci, Le Lastre, Le Sacca, San Martino, Santa Lucia, Villa Fiorita
- Circoscrizione Sud: Cafaggio, Casale, Castelnuovo, Campostino, Fontanelle, Grignano, Il Ferro, Iolo, Le Badie, Le Caserane, Le Colombaie, Le Fonti, Paperino, Ponte alle Vanne, Ponte a Tigliano, Popolino, Purgatorio, San Giorgio a Colonica, San Giusto, Sant'Andrea, Santa Maria a Colonica, Tavola, Tobbiana
- Circoscrizione Est: Canneto, Carteano, Cavagliano, Filettole, Gonfienti, I Lecci, Il Cantiere, Il Palco, La Castellina, La Macine, La Pietà, La Querce, Mezzana, Pizzidimonte, Sacra Famiglia, Santa Cristina a Pimonte, Santa Gonda, Tontoli
- Circoscrizione Ovest: Borgonuovo, Capezzana, Galciana, Il Calice, Il Guado, La Dogaia, Le Pantanelle, Maliseti, Mazzone, Narnali, San Paolo, Sant'Ippolito, Vergaio, Viaccia
- Circoscrizione Centro: Centro Direzionale, Il Pino, Soccorso, Reggiana - Gescal

## Economia

Museo del Tessuto, ex fabbrica Campolmi

Esterno della Biblioteca Lazzeriniana, ospitata in una ex fabbrica del centro storico

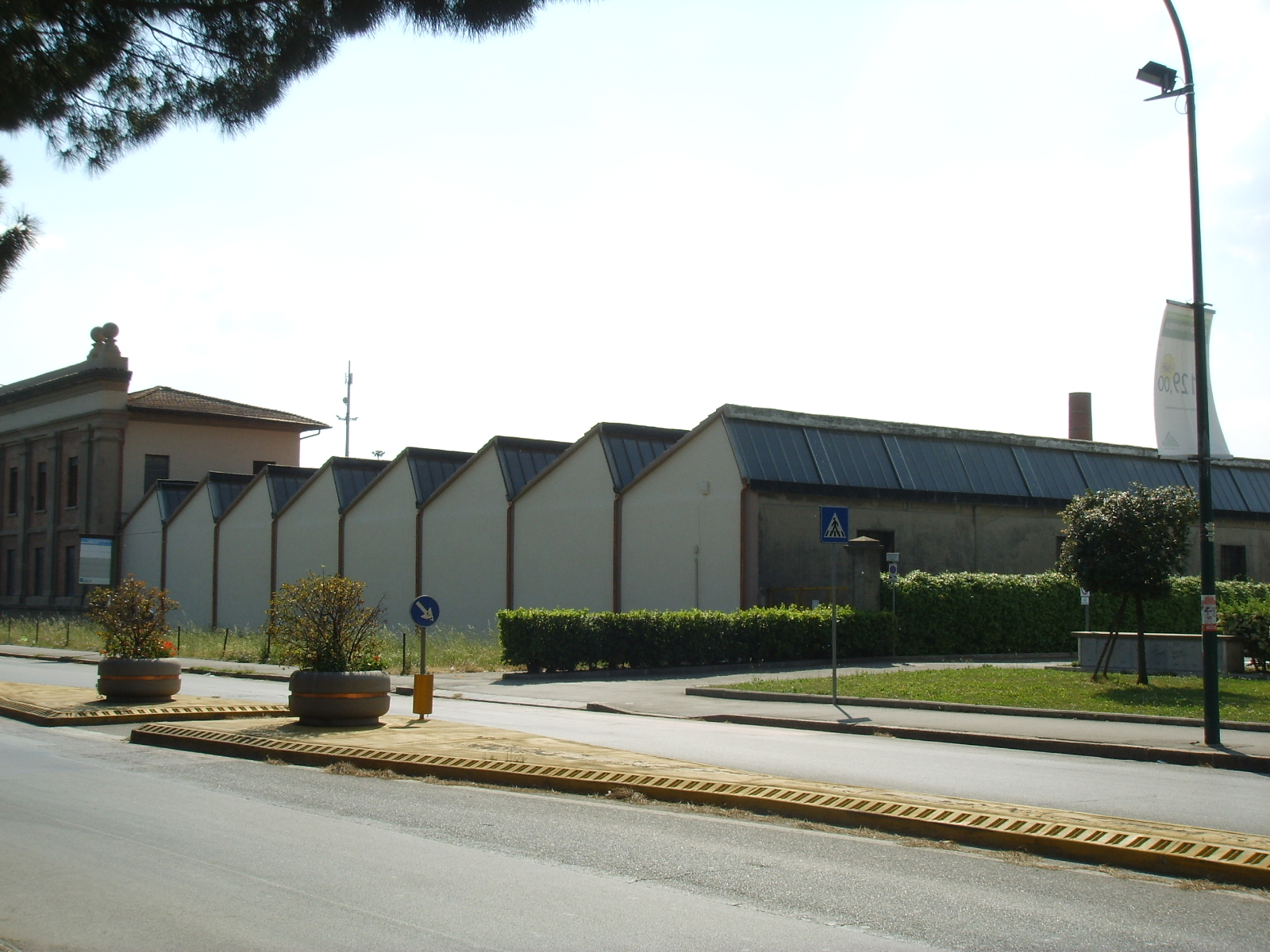
Tipica architettura modulare dei capannoni industriali

Antico campionario tessile, Museo del Tessuto

Lettera alla compagnia Datini da un'azienda di Maiorca per raccomandazioni sul colore dei panni, datata 8 settembre 1396

### Industria manifatturiera
L'economia di Prato è storicamente basata sull'industria tessile e il suo distretto è considerato il più grande in Europa. Il distretto tessile di Prato è composto da circa 7 000 imprese nella Moda (di cui oltre 2 000 nel Tessile in senso stretto) ottenendo circa 2 miliardi di euro con l'export.

#### Industria tessile
Il territorio pratese è costituito dalla valle del fiume Bisenzio e dal cono di deiezione fluviale al suo sbocco. Il fiume, razionalmente utilizzato fin dall'Alto Medioevo per mezzo delle gore (circa 50 km di canali) e di una complessa struttura di distribuzione delle acque (il Cavalciotto), per la sua particolare pendenza naturale permise l'installazione di un ampio sistema di mulini. Attorno alle gore si sviluppò l'industria medievale tessile e molitoria e, successivamente, la produzione della lana. I lanaioli pratesi si specializzarono sempre più e si dedicarono all'Arte di Calimala, ovvero un ciclo di lavorazione per rendere i panni più morbidi e belli.
I lanaioli pratesi, riuniti nella Corporazione dell'Arte della Lana, regolarono la fabbricazione e il commercio dei panni con degli Statuti, aggiornati nel tempo.
Francesco di Marco Datini dette un grande impulso commerciale all'attività tessile della città. Attraverso la rete dei suoi fondaci (magazzini) i pannilani raggiunsero vari paesi dell'Europa, mentre a Prato arrivarono, sempre a mezzo della mercatura datiniana, lane pregiate e coloranti. Attività che continuò ininterrotta nei secoli successivi.
Mentre in Inghilterra stava iniziando la Rivoluzione industriale, Giovan Battista Mazzoni, studioso e tecnico meccanico, perfezionò le macchine di filatura e ne progettò di nuove per il cardato. Grazie anche alla sua opera, tra il 1850-60 venne già utilizzato il procedimento di rigenerazione dei ritagli di tessuti di sartoria, delle maglie e di indumenti usati. Questo materiale che proveniva da varie parti del mondo, veniva selezionato con cura e trasformato meccanicamente nella cosiddetta lana rigenerata che consentiva di produrre, anche miscelata con lana vergine, tessuti cardati di ogni tipo a prezzi competitivi. Questi prodotti conquistarono i mercati mondiali e l'attività tessile pratese progredì in modo deciso e costante.
Nel 1912 fu costituita l'Unione degli industriali pratesi, con l'adesione immediata di 109 imprenditori, per coordinare l'aspetto organizzativo, contestualmente alla vita delle aziende del territorio.
Tra il 1929 e 1933 l'attività tessile subì una crisi mondiale, oltre che la politica autarchica fascista. Prato mantenne però la sua posizione consolidata sul mercato, tanto che furono sperimentate con successo nuove fibre artificiali.
Nel periodo bellico tra il 1941 e il 1944, a causa dei danni sostenuti con i bombardamenti, l'industria tessile di Prato subì un duro colpo, seguito però da un periodo assai florido, dopo la Liberazione. Questo avvenne a causa dell'alta richiesta di prodotti d'abbigliamento e non solo, che superò di gran lunga il prodotto fabbricato.
Prato come distretto industriale si è affermato nei decenni successivi alla seconda guerra mondiale quando la sua industria laniera si sviluppò in modo straordinario non solo in termini quantitativi, ma ciò che più sorprendeva, perché tale sviluppo era avvenuto a seguito della crisi delle imprese verticalmente integrate, sostituite dalla moltiplicazione di piccole imprese specializzate. Dopo circa un trentennio di crescita praticamente ininterrotta, verso la metà degli anni ottanta, la domanda di tessuti cardati di lana rigenerata (tipico prodotto pratese) diminuì e il sistema produttivo locale attraversò un periodo di alcuni anni di crisi dal quale uscì all'inizio degli anni novanta con una struttura ridimensionata nel numero delle imprese (soprattutto di subfornitura) e degli addetti tessili, trasformato nel tipo di prodotti (da tessuti di lana rigenerata di qualità medio-bassa a tessuti di lana e di altre fibre, di qualità medio-alta) e in parte nell'organizzazione (impiego di semilavorati prodotti all'esterno del distretto, non di rado all'estero).
Negli anni del dopoguerra si verificò inoltre una forte immigrazione dal Sud Italia, dovuta al boom economico del distretto pratese, durante il quale (fino agli anni ottanta) gli addetti tessili incrementarono da 22 000 a 60 000 circa.
Dagli anni sessanta in poi si assistette a un sostanziale rinnovamento dei macchinari e delle tecnologie, l'impiego di materie prime rigenerate si indirizzò su materiali qualitativamente superiori, provenienti dal recupero di ritagli nuovi di confezionatura.
Parallelamente nel Distretto Tessile Pratese si verificò una consistente diversificazione produttiva verso articoli di alta qualità, che prevedevano l'impiego di fibre pregiate (lane vergini, cachemire, seta, lino, cotone, viscosa, microfibre, ecc.).

#### Maglieria
Negli anni della grande crescita, accanto alla produzione di tessuti cardati di lana rigenerata, si era sviluppata la maglieria, settore che pur essendo stato ridimensionato dalla crisi degli anni ottanta, contava ancora oltre un migliaio di imprese alla fine di quel decennio. Con la ripresa produttiva degli anni novanta, i maglifici di Prato incontravano sempre più difficoltà a trovare lavoranti a domicilio e subfornitori autoctoni disposti a cucire i capi di maglia. È allora che arrivarono a Prato i primi cinesi. Si trattava di immigrati già presenti in Toscana e in particolare a Campi Bisenzio, dove immigrati provenienti da Wenzhou nella provincia dello Zhejiang s'erano inseriti come lavoratori autonomi nella pelletteria fin dall'inizio degli anni ottanta.
Anche nel campo della maglieria Prato ha conquistato una posizione leader a livello mondiale, da diversi anni infatti i prodotti tessili pratesi vengono scelti dai grandi stilisti del "Made in Italy".

### Artigianato
La principale e più famosa forma di artigianato presente a Prato è sicuramente la fornace Felici in località Figline. In un documento del 1575 si legge che "la famiglia Felici, fabbricanti di orci, cadini per fuoco et veggi in terracotta". Da quel tempo la fornace Felici ha ininterrottamente fabbricato oggetti in terracotta nelle più svariate fogge. Già nei primi anni dell'Ottocento la "Fabbrica Felici" era conosciuta anche oltre i confini del Granducato di Toscana per la costruzione di caminetti Franklin in un solo pezzo, evoluzione tecnica del caminetto tradizionale basata sulla trasmissione del calore attraverso le pareti in terracotta, totalmente svincolate dai muri degli edifici.
Nella seconda metà dell'Ottocento al caminetto Franklin si riduceva la bocca, si provvedeva di sportello e si utilizzava ancor più il calore emanato dal fuoco facendo circolare i fumi caldi all'interno del corpo in terracotta con appositi condotti: stava nascendo la stufa. Nei primi anni del Novecento i Felici, alla ricerca di una sempre maggiore perfezione tecnica, costruiscono le prime stufe a ripiani, per carpire la fuoco il maggior calore possibile e diffonderlo attraverso una grande superficie radiante. Questo tipo di stufa, a conferma della sua ottima resa termica, ebbe un gran successo. Fra il 1930 e il 1950 la Fabbrica Felici produceva fino a 20 000 stufe all'anno. Oggi la produzione continua in formato ridotto in una nuova sede.

### Turismo
Grazie alla valorizzazione dei monumenti presenti nel centro storico, Prato sta iniziando lentamente a presentarsi come meta turistica e negli ultimi anni è aumentato il numero di visitatori, anche stranieri.
I flussi turistici dichiarati dalle strutture ricettive per l'anno 2018 dell'intera provincia registrano rispettivamente un totale di 259 056 arrivi e 557 765 presenze, con un trend positivo e con flussi turistici in crescita con un incremento del 3,3% nei pernottamenti rispetto al 2017, pari +17 879 presenze, e del 6,1% negli arrivi, pari a +14 912 unità di turisti in più che hanno visitato il nostro territorio.
Al 31 dicembre 2018 l'offerta ricettiva della provincia di Prato si compone di 196 strutture, 5 in più rispetto all'anno precedente, che garantiscono una capacità complessiva di 3 928 posti letto.
Per numero di esercizi prevalgono le strutture di tipo extralberghiero (87%), mentre in termini di capacità ricettiva l'offerta alberghiera dispone del 53% del totale di posti letto provinciali.
La ricettività alberghiera, con 26 strutture, si concentra soprattutto sulle categorie a tre e quattro stelle che, con 20 esercizi, forma il 77% della ricettività alberghiera e circa il 93% dell'offerta dei posti disponibili. La dimensione media degli alberghi della provincia di Prato si attesta a 80 posti letto.
Il comparto extralberghiero, con un totale di 170 esercizi, è costituito prevalentemente da affittacamere professionali e non professionali (108 esercizi con 801 posti letto) e da aziende agrituristiche (31 esercizi con 434 posti letto); sono presenti anche altre tipologie, tra le quali spiccano le case vacanze (21 esercizi con 390 posti letto), i residence (5 esercizi con 130 posti letto), i rifugi alpini (3 esercizi con 52 posti letto) e due ostelli (27 posti letto).
Il comune di Prato, con 107 esercizi e 2 564 posti letto (il 65% della provincia), rappresenta l'area con la più alta capacità ricettiva. Sono presenti 21 dei 26 esercizi alberghieri esistenti, per un totale di 1 781 posti letto e 86 strutture complementari con 783 posti letto.
La durata media dei soggiorni nel territorio pratese è pari a 2 giorni (nei totali complessivi), 3 giorni per gli italiani e 2 giorni per gli stranieri. Risulta di 2 giorni la permanenza media dei turisti negli esercizi alberghieri, mentre negli extralberghieri è di 6 giorni.
L'analisi dei turisti stranieri per i diversi continenti di provenienza indica che il 57% degli arrivi dei turisti stranieri proviene dall'Asia, segue l'Europa col 36%, infine America settentrionale, Oceania, Sud America e Africa rappresentano il 7% della quota percentuale degli arrivi totali degli stranieri.

## Infrastrutture e trasporti

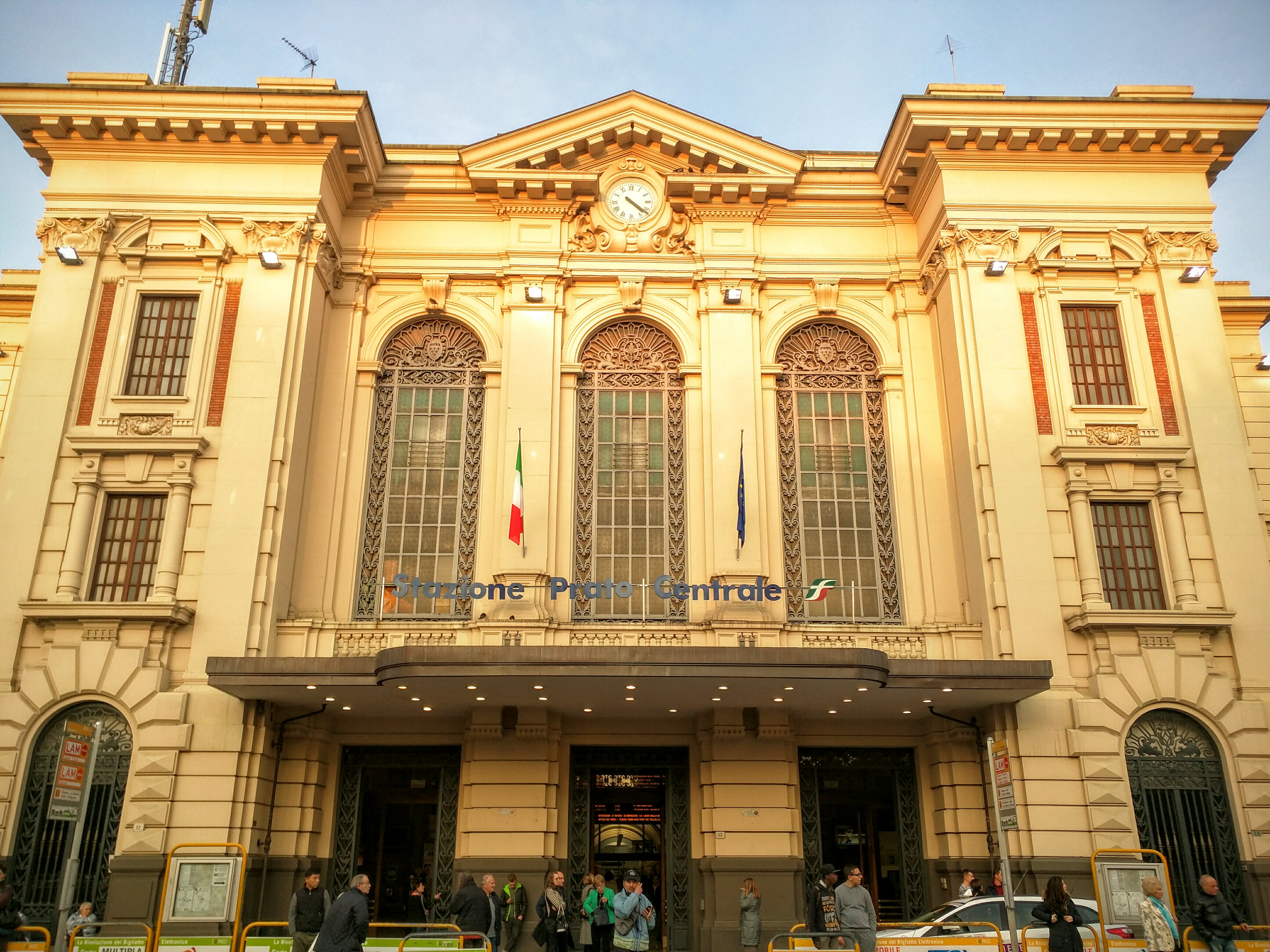
Stazione di Prato Centrale

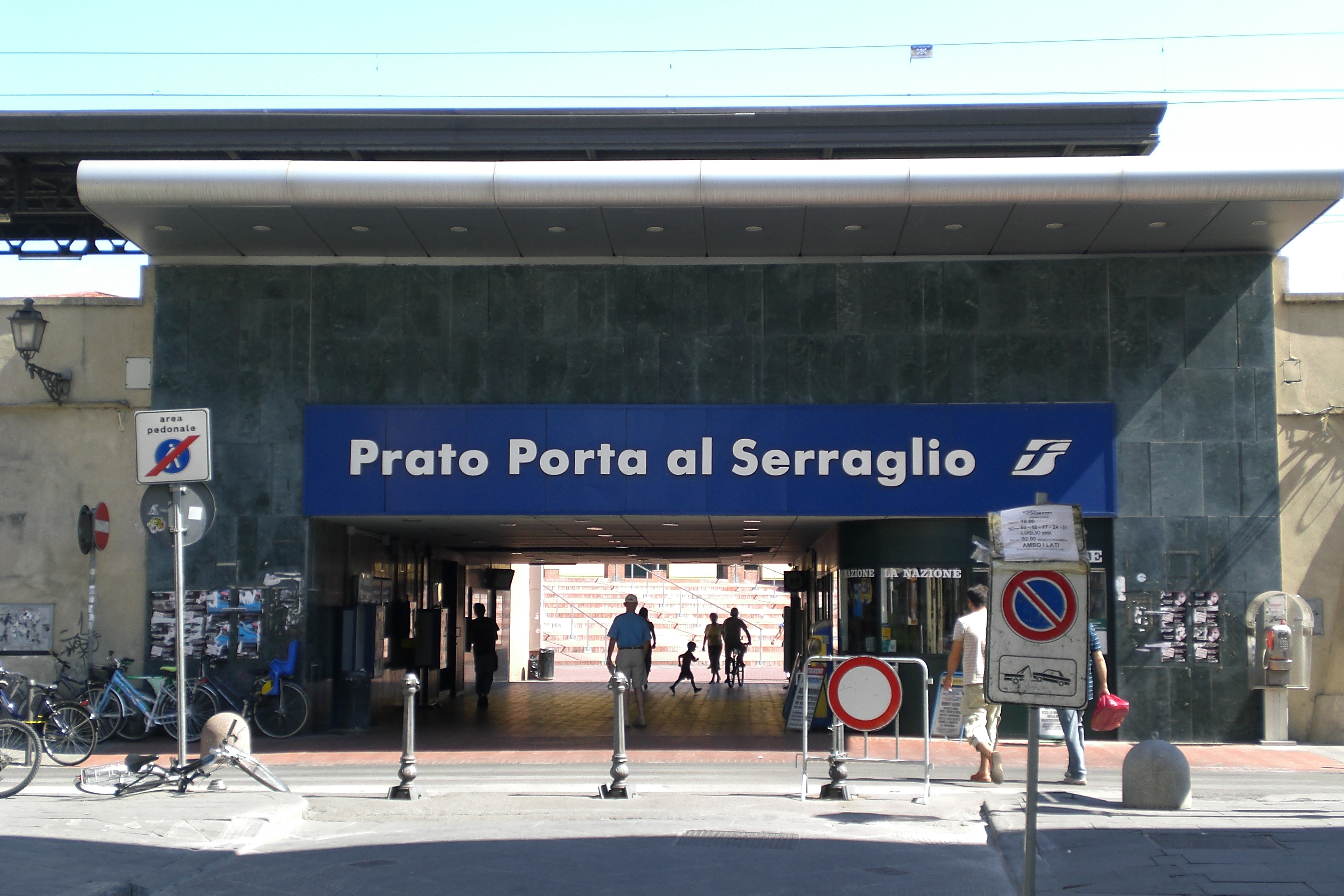
Stazione di Prato Porta al Serraglio, situata nel centro storico della città

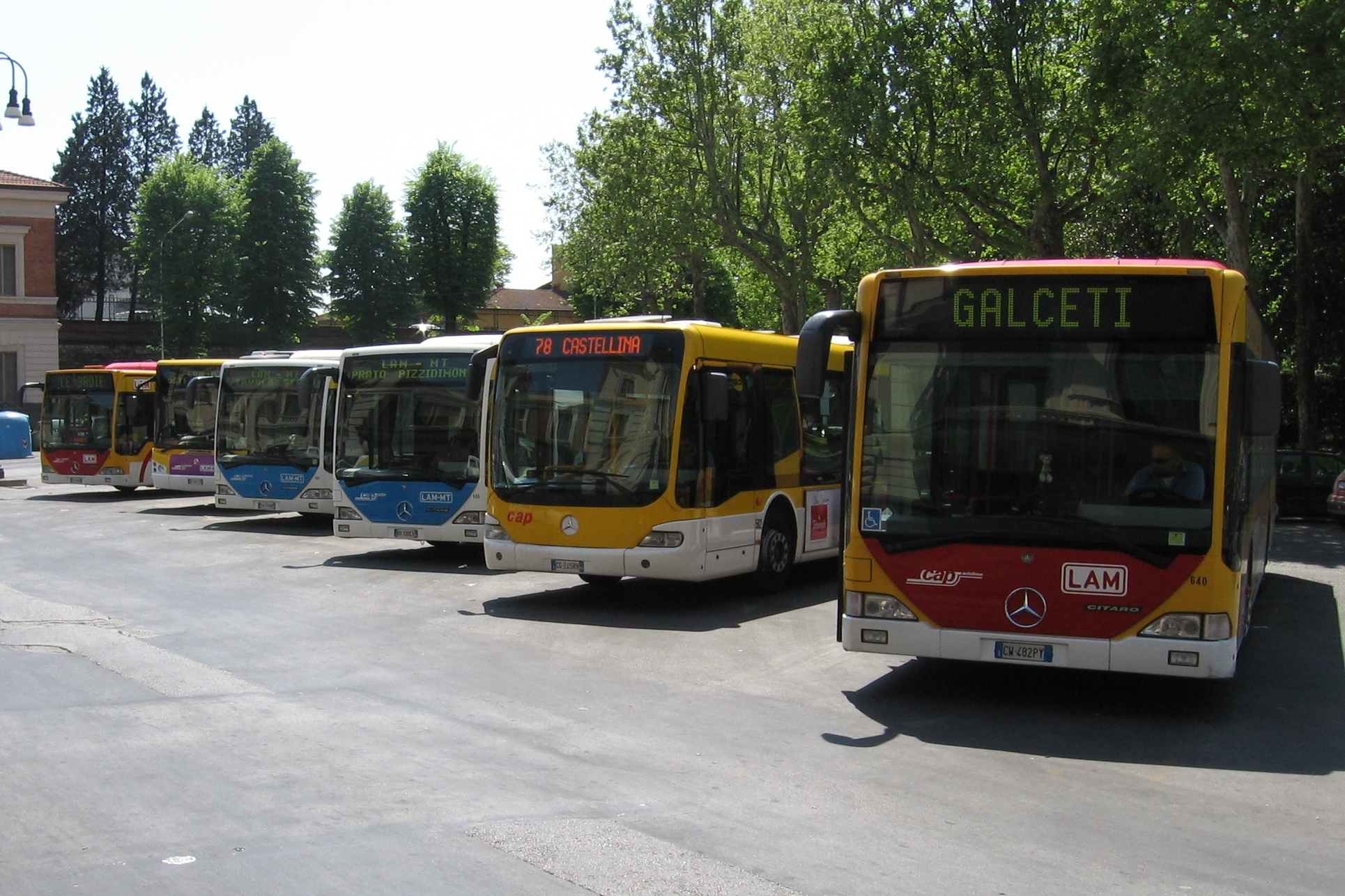
Autobus urbani a Prato

### Autostrade
Autostrada A11: caselli di Prato Est e Prato Ovest
 Autostrada A1: casello di Calenzano/Sesto F.no/Prato

### Strade Statali
- La città è attraversata dalla periferia Est alla periferia Ovest dalla SS 719 (Declassata di Prato).

### Strade Regionali
La SR 325 (ex SS 325) attraversa la città di Prato dalla periferia Est alla periferia Nord, seguendo il corso del fiume Bisenzio.

### Ferrovie
La città di Prato è attraversata da due linee ferroviarie: la Maria Antonia e la Bologna-Firenze (linea storica). La prima è una linea regionale che la collega con Firenze e la Toscana occidentale, mentre la seconda è parte della dorsale Milano-Napoli ed è una delle più importanti e trafficate linee ferroviarie italiane.
Le stazioni ferroviarie della città sono tre:
- Prato Centrale, l'unica stazione posta su entrambe le linee anzidette
- Prato Porta al Serraglio (Linea Maria Antonia), situata nel centro della città
- Prato Borgonuovo (Linea Maria Antonia), a servizio della periferia Ovest

### Autobus
- I trasporti urbani pratesi sono costituiti da una serie di linee di autobus gestite da Autolinee Toscane, a servizio anche dei comuni limitrofi. Le linee urbane attive sono in totale 10, a cui si aggiungono altre 9 linee extraurbane.

### Tranvie

#### Tranvia Firenze-Poggio a Caiano-Prato (dismessa)
La Tranvia Firenze-Poggio a Caiano/Prato era una linea di trasporto pubblico che partendo da Firenze conduceva a Poggio a Caiano e a Prato.

#### Progetti futuri
Da tempo è allo studio la possibilità di collegare la città al sistema tranviario fiorentino.

## Amministrazione

### Gemellaggi
Prato è gemellata con:
- Changzhou, dal 1987[61]
- Nam Dinh, dal 1975[61]
- Contea di Albemarle (Virginia), dal 1977[61]
- Roubaix, dal 1981[61]
- Ebensee, dal 1987[61]
- Wangen im Allgäu, dal 1988[61][62]
- Sarajevo, dal 1997[61]
- Bir Lehlu, dal 1985[61]

## Sport

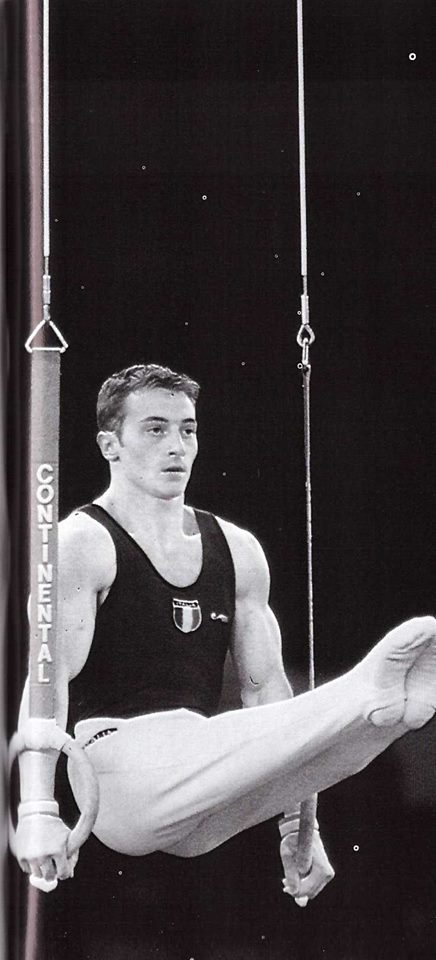
Juri Chechi, ginnasta pratese

Stadio di Prato

Cavalieri Rugby

La città di Prato ha una lunga tradizione sportiva. Negli anni ha visto le proprie rappresentanti cittadine vincere diversi titoli italiani, ben diciassette scudetti: tre nel tennistavolo maschile, due nella pallamano maschile, due nel calcio a 5 maschile, uno nell'hockey su pista maschile, sei nel tennis femminile, uno nel tamburello maschile, due nella pallamano. Inoltre, le rappresentative pratesi hanno raggiunto posizioni di vertice in numerosi sport.

### Calcio
Calcio a 11
Il Prato Calcio è la prima squadra di calcio maschile della città che milita in Serie D. La seconda squadra è l'A.S.D. Zenith Prato che ha militato in Serie D per la prima volta nella stagione 2024-2025, salvo poi retrocedere subito in Eccellenza.
La A.C.F. Prato Wonder ha preso parte a sei campionati consecutivi di Serie A femminile (dal 1985-1986 al 1990-1991, anno nel quale è esclusa a campionato in corso e radiata dalla Federazione), ottenendo come miglior risultato il 3º posto nel campionato 1988-1989.
Calcio a 5
La squadra cittadina è il Prato Calcio a 5, militante in serie A2 e vincitrice di due Scudetti (2001-2002 e 2002-2003), di due Coppe Italia (2002 e 2004) e di due supercoppe italiane (2002 e 2003).

### Rugby
Una delle prime squadre di Rugby Pratese è stata la Rugby Jolo 1982, club dell'omonima località' pratese. È stata protagonista del campionato italiano 1983-1984, vincendone pure lo scudetto. Nella squadra hanno militato diversi giocatori importanti, tra cui Alessandro Gori, il quale, una volta passato alle Fiamme Oro nel 1990, ha raggiunto i livelli della nazionale italiana U21.
Dal 2000 la Rugby Jolo è confluita assieme ad altre società rugbistiche a costituire il Rugby Club I Cavalieri Prato, squadra finalista ai playoff scudetto nelle stagioni 2011-2012 e 2012-2013 e che confluisce nel 2015 ne Rugby Club I Medicei.
Dal 2010 la città è altresì rappresentata dalla società Cavalieri Union Rugby Prato Sesto raccogliendo l'eredità del Sesto Rugby e del Rugby Club I Cavalieri ASD.
Dal 2015 è parte del progetto Cavalieri Union anche il Gispi Rugby Prato ASD. Nata nel 1985, per i soli settori giovanili del rugby, la società sportiva GISPI, fondata dall’imprenditore Lamberto Fauli, allora vicepresidente della Società Sportiva Rugby Prato, fu creta con l’idea di dare vita ad una società giovanile e un campo di rugby su un terreno incolto in via Dolci a Prato in cui fare giocare la società. È nel 2016 che si viene ad allargare la realtà della società GISPI con i “Tigers”, la squadra seniores che milita nel rugby toscano e nazionale sul campo di Coiano.
Inoltre abbiamo ancora la squadra "Rugby Jolo 1982", la quale è stata ripristinata dopo la costituzione dell'Unione.

### Hockey Pista
La squadra cittadina è la Hockey Primavera Prato, militante in serie A1, vincitrice di uno Scudetto (2002-2003) e di una Coppa Italia (2001-2002).

### Pallamano
- Al.Pi. Pallamano Prato - vincitrice di due Scudetti (1997-1998 e 1998-1999) e due Coppe Italia (1997-1998 e 1999-2000).
- ASD Pallamano Prato - militante in serie A2 Toscana e nata nel 2010 in seguito alla rinuncia all'iscrizione al campionato di Serie A1 dell'Al.Pi. Pallamano Prato.
- Tushe Pallamano Prato - vincitrice di due scudetti nelle categorie Under 15 Campionesse italiane nel 2021 e Under 17 Campionesse italiane nel 2022 oltre che vincitrice della promozione nella Serie A1 nel 2022.

### Tennistavolo
Centroscarpa Prato - vincitrice di tre Scudetti (1985-1986-1987).
Circolo Prato 2010 - militato in serie A1 per sei anni e nuovamente promossa in A1 per il 2024

### Pallavolo
Il Volley Prato ha partecipato a due campionati di Serie A maschile, raggiungendo nella stagione 1992-1993 i playoff scudetto.

### Scacchi
La tradizione degli scacchi a Prato è rappresentata dalla A.S.D Circolo Pratese degli Scacchi, fondata nel 1972 in onore del leggendario match mondiale Fischer-Spassky.
Attualmente (2019) la squadra maggiore "Prato Nightmare" milita in serie A1.
Prato può vantare tre titoli Italiani conquistati, due nelle categorie giovanili (Maestro Internazionale Simone De Filomeno e 2° Nazionale Sara Gabbani) e uno nella categoria sociale (1° Nazionale Marcello Cecchi), oltre a numerosi titoli regionali.

### Tennis
Sia squadra maschile sia la squadra femminile (vincitrice dello scudetto nei campionati 1982, 2013 e 2015) del T.C. Prato partecipano alla serie A1 del campionato affiliati.

### Tamburello
Primo scudetto conquistato da una squadra cittadina nel 1954.

### Ciclismo
Prato è stata più volte arrivo di tappa del Giro d'Italia:
- 1989 (10 giugno): 21ª tappa, vinta da Gianni Bugno.
- 1991 (2 giugno): 8ª tappa, vinta da Davide Cassani.
- 1996 (28 maggio): 10ª tappa, vinta da Rodolfo Massi.
- 2000 (21 maggio): 8ª tappa, vinta dal belga Axel Merckx.

Ogni anno a settembre si svolge il Gran Premio Industria e Commercio, giunto nel 2010 alla 65ª edizione. L'edizione 2011 è stata annullata per problemi economici.
Negli anni sessanta e settanta vi erano due squadre a livello professionistico: Filotex e Magniflex.

### Nuoto
La tradizione del nuoto pratese è rappresentata principalmente dall'Azzurra Nuoto Prato, presente nel territorio della città dal recente 2008 e dalla Futura Club Prato, società che vanta fra i suoi atleti di punta Andrea Righi e Lisa Giagnoni, che nel recente passato sono stati ai vertici del panorama italiano europeo. Di recente, si è messo in evidenza Francesco Moroni, campione Italiano giovanile dei 200 e 400 stile libero. La Futura Nuoto è impegnata anche nella didattica con la istituzione della Scuola Nuoto Federale.

#### Nuoto in acque libere
Tale attività sportiva viene svolta a livello master, dalla Polisportiva Amatori Prato, società polisportiva nata nel novembre del 1992.
La PAP, così viene familiarmente denominata da tifosi e appassionati, s'è imposta a livello nazionale conquistando il titolo italiano a squadre Master FIN per ben nove volte (2011 - 2012 - 2013 - 2015 - 2017 - 2019 - 2021 - 2022 - 2024).
Con il titolo 2024 la PAP rafforza la posizione di società più titolata di sempre in Italia.

### Pallanuoto
Con la fusione tra Prato Nuoto Club e Associazione Nuoto Prato, nel 1986 nacque la Futura Nuoto Prato, che ha rappresentato per più di venti anni il punto di riferimento della pallanuoto maschile pratese. A partire dalla stagione 2008-09 è nata l'Azzurra Nuoto Prato, che è progressivamente diventata l’unica società cittadina con il tesseramento della pallanuoto, che ha portato anche Lorenzo Bruni, Chiara Tabani e Giuditta Galardi rispettivamente nel settebello e nel setterosa.
Nel 1999 Prato ospitò i campionati europei femminili di pallanuoto, vinti dalla Nazionale italiana.
La squadra femminile Prato Waterpolo, nata da una costola dell'Associazione Nuoto Prato, ha militato nella massima serie tra il 2013 e il 2016; alcune vicissitudini hanno poi portato alla scomparsa della società.
È pratese il portiere Stefano Tempesti, che dopo aver mosso i primi passi nella Futura, con la Nazionale italiana ha vinto il Mondiale del 2011, dopo aver già raggiunto la finale nel Mondiale del 2003. Alle Olimpiadi, ha vinto la medaglia d'argento a Londra 2012 e la medaglia di bronzo a Rio 2016. Con la squadra di club, la Pro Recco, Tempesti ha vinto, tra gli altri, 14 scudetti e 5 Coppe dei Campioni. Altri giocatori e giocatrici che si sono distinti nel panorama italiano sono: Chiara Tabani, medaglia d'argento a Rio 2016, Lorenzo Bruni, vincitore di due scudetti nella Pro Recco, Giuditta Galardi, vincitrice di uno scudetto nel Plebiscito Padova, e Giulia Bartolini, vincitrice di scudetto e Coppa dei Campioni nell'Orizzonte Catania.

### Kung fu
Gli atleti della scuola di kung fu tradizionale cinese (Claudio Manenti, Simone Iannelli, Giacomo Lucarini, Alessio Marradi) hanno conquistato un secondo e un quinto posto ai campionati mondiali di Taiwan nel 2004 e un secondo posto come Team Nazionale con maggior punteggio.

### Ginnastica artistica e ginnastica ritmica
Risultati particolarmente interessanti sono stati raccolti dalla città di Prato in questi due sport. Da ricordare senz'altro la SG Etruria, società di ginnastica GAM, GAF e ritmica, nella quale sono cresciuti il campione olimpico Jury Chechi e la campionessa mondiale nella ginnastica ritmica a squadre Marta Pagnini, entrambi atleti olimpionici. Altri risultati importanti sono stati ottenuti dalla società Arcobaleno, attualmente impegnata in corsi di GAF e ginnastica ritmica.

### Scouts
La città di Prato vanta anche di ben otto gruppi scout Agesci; Prato 1°, Prato 2°, Prato 3°, Prato 4°, Prato 5°, Prato 6°, Vaiano e Carmignano; che hanno sedi nelle chiese sparse in tutta la città. I gruppi sono molto organizzati sia in singolo sia tra loro, infatti ogni sei anni fanno un campo di quattro giorni in cui si ritrovano.

### Impianti sportivi
Impianti principali
- Stadio Comunale Lungobisenzio
- Palazzetto dello Sport - Estraforum

Campi sportivi Calcio
- Campo Sportivo Achilli (Tavola)
- Campo Sportivo Becheroni
- Campo Sportivo Carmine Arena (Il Pino)
- Campo Sportivo Chiavacci
- Campo Sportivo Faggi
- Campo Sportivo Fantaccini (Iolo)
- Campo Sportivo Gaetano Scirea (Chiesanuova)
- Campo Sportivo Il Guado
- Campo Sportivo Le Badie
- Campo Sportivo Luca Conti (Galciana)
- Campo Sportivo Maliseti
- Campo Sportivo Mauro Ribelli (Viaccia)
- Campo Sportivo Memorino Messolì
- Campo Sportivo Moreno Cambi (San Giusto)
- Campo Sportivo Paperino
- Campo Sportivo Pier Cironi
- Campo Sportivo Rodolfo Galleni
- Campo Sportivo San Giorgio
- Campo Sportivo Sant'Ippolito
- Campo Sportivo Tobbiana
- Campo Sportivo Universo Sport
- Campo Sportivo Vittorio Rossi (Coiano - Santa Lucia)

Campi Sportivi Calcio a 5 e Calcio a 7
- Sonetti Sporting Club
- Sporting Club Mezzana
- Opes Prato - Chersoni
- Campo Sportivo Chiavacci
- Casa della Gioventù Don Milton Nesi
- Chersoni calcio a 5
- Campo Sportivo Luca Conti
- Circolo 29 Martiri di Figline
- Campo Sportivo San Giorgio
- Campo Sportivo Universo
- Campo Sportivo Pier Cironi
- Campo Sportivo Paperino
- Polisportiva 2A
- Centro Sportivo Memorino Messolì
- Campo Sportivo Tavola
- Campo Sportivo Faggi
- Campo Sportivo San Giusto
- Campo Sportivo Tobbiana
- Campo Sportivo Luca Conti
- Campo Sportivo Ribelli
- Campo Sportivo Il Guado
- Estraforum
- Campo Sportivo Maliseti
- Campo Sportivo Sant'Ippolito
- Campo Sportivo Coiano Santa Lucia
- Campo Sportivo Scirea
- Planet Soccer Sas
- Campo Sportivo Galleni

Piscine
- Piscina Colzi Martini
- Piscina Galilei
- Piscina Gescal
- Piscina Iolo
- Piscina Mezzana
- Piscina San Paolo

Campi da Rugby
- Campo di Rugby Carlo Montano
- Campo di Rugby Chersoni
- Campo di Rugby L. Denti

Piste di atletica
- Pista di atletica Mauro Ferrari

Campi da Tennis
- Campi di tennis Etruria
- Centro tennis Grignano
- Tennis Club Costa Azzurra

Pattinodromi
- Pattinodromo di Maliseti

Tiro con l'arco
- Campo di tiro con l'arco Le Colombaie

Poligoni di tiro
- Poligono di tiro di Galceti